# 宇部市
宇部市（うべし）は、山口県の西部に位置する市。周防灘（瀬戸内海）に面している。人口は下関市、山口市に次いで、人口密度は下松市、防府市に次いで、共に県内第3位である。富山県射水市と共に、政令指定都市・中核市・特例市・保健所政令市・計量特定市のいずれでもなく県庁所在地でもない市の中で中枢中核都市の指定を受けている。

## 概要
宇部市の前身でもある宇部村は、江戸時代まで厚狭郡南部の半島状地形の先端部にある一寒村であったが、明治以降に宇部炭鉱での採炭が本格化したことで炭鉱都市が形成され、さらに炭鉱から化学工業やエネルギー事業を展開していった宇部興産（後のUBE）の企業城下町として発展した。同社は本社機能の一部および主力生産拠点を宇部市内に置き、市の沿岸部は同社を中心とした工業地帯が形成されている。宇部港には同社から環境エネルギー事業を引き継いだUBE三菱セメントの宇部コールセンター（石炭中継基地）が立地し、貯炭容量は日本国内第1位、移出量は同3位、また同じく石油製品等の移出量は西日本の港湾で第3位であるなどエネルギー産業の拠点機能を有し、北九州工業地域・瀬戸内工業地域の一翼を担う。
隣接する山陽小野田市は本市の通勤圏であり、両市で宇部都市圏を形成する。かつては阿知須町をこの圏域に含んでいたが、同町は山口市と合併し同市の一部となった。福岡県北九州市をはじめとした北部九州地域との交流も深く、下関市とともに関門都市圏の構成都市として数えられる場合もある。宇部市内の主要商店街である宇部中央銀天街、宇部新天町名店街はそれぞれ北九州市の魚町銀天街、福岡市の新天町商店街から名付けられている ほか、北九州市が実施する商圏調査で定義される「北九州市圏域」において、宇部市は同市へ年1回以上買物へ出向く比率が50%以上70%未満の地域として2次商圏に分類されている。
炭鉱採掘とともに人口が急増したこともあり、1921年（大正10年）に村制から町制を経ずに市制に移行し厚狭郡から離脱した。山口県内では下関市に次いで2番目の市制施行であり、村から市に直接昇格した例は旧市制下において長野県岡谷市、兵庫県芦屋市、長崎県佐世保市と本市の4例のみである。

## 地理

### 地勢

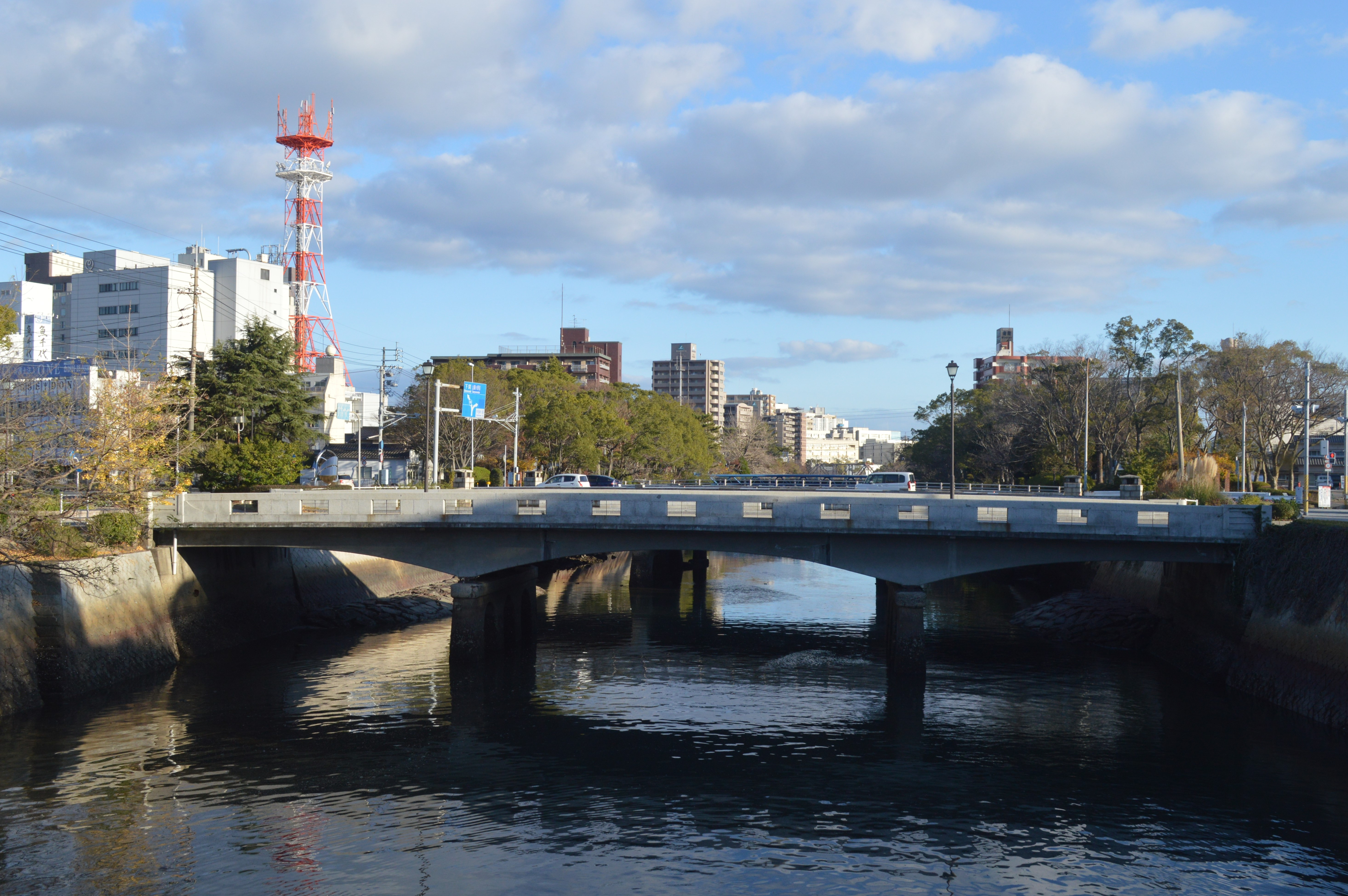
中心部を流れる真締川

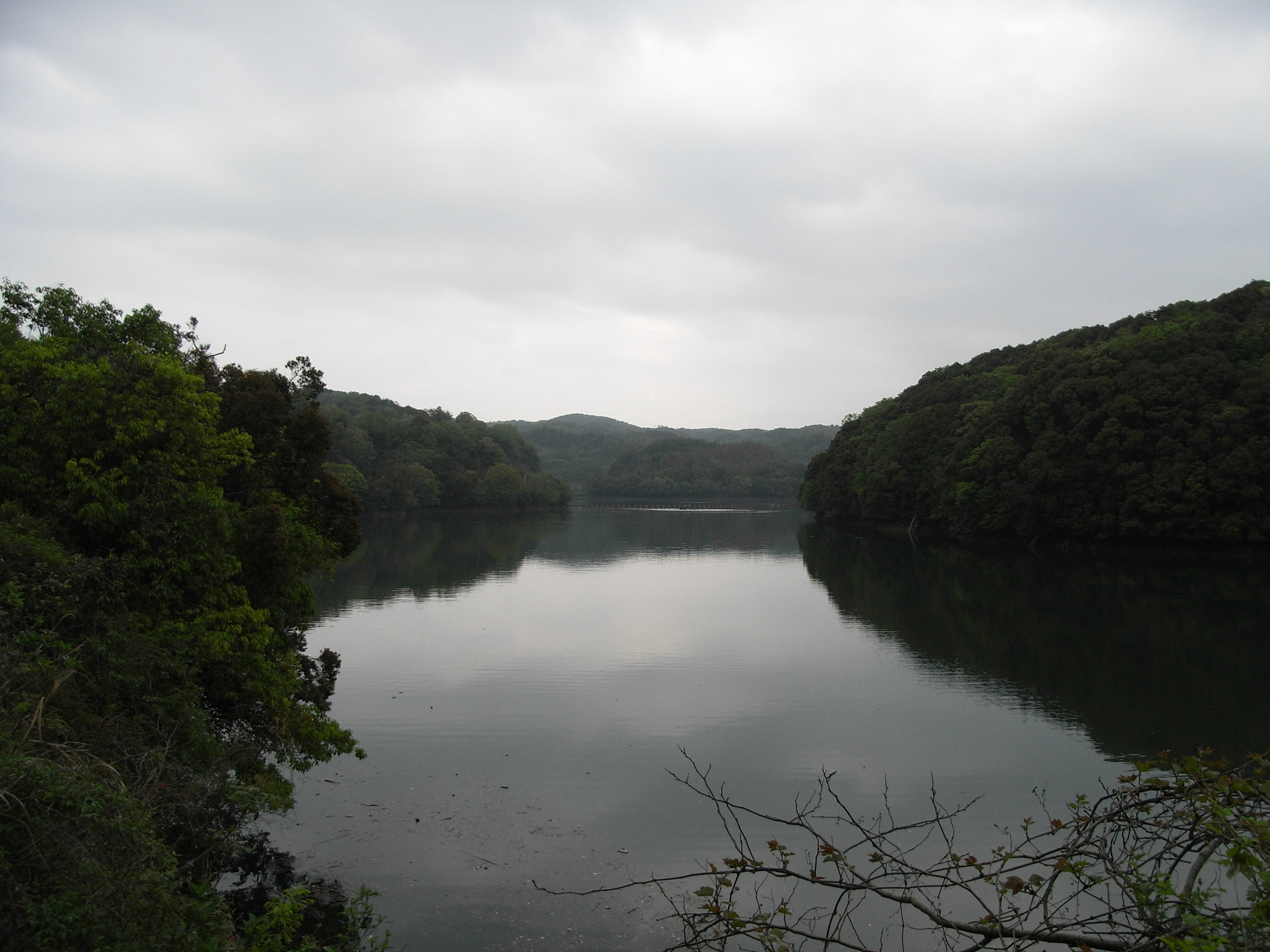
小野湖

宇部市は山口県の南西部、瀬戸内海側に位置する。市域は県中西部を南北に貫流する厚東川水系の下流域および有帆川水系の上流域にあたり、南は周防灘に突き出した半島状地形の先端部から北は中国山地の丘陵地帯におよぶ。厚東川河口付近の両岸に広がる平野部および海岸沿いの平地に市街地が広がり、人口集中地区を形成する。
南部の平地は大部分が海底炭田により埋め立てられた跡地であり、「鵜の島」「浜町」などの地名はその名残である。市の中部から北部にかけて穏やかな山地が広がっており、近年は工業団地や新興住宅地の建設などにより開発が進められている。
また、市西部の厚南地区は「中野開作」「妻崎開作」などの地名に見られるように、大部分が稲作を目的とした干拓により開墾された地域である。このため、かつて同地区は水田が広がる田園地帯であったが、近年は国道190号沿線やゆめタウン宇部周辺を中心にロードサイド店舗の進出が活発化し、分譲マンションの建設が行われるなど市街化が著しい。
かつては宇部市に属する離島が複数存在したが、いずれも干拓や埋め立て等により陸地へ取り込まれ、最後まで残った鍋島も山口宇部空港の滑走路延伸工事のため埋め立てられ1999年（平成11年）に消滅した。
宇部市は全国的にも最も地震の発生率が低い地域であり、気象庁の震度データベースに記録が残る1919年（大正8年）以降、震度5弱以上の揺れは一度も観測されておらず、震度4を観測した地震も2001年（平成13年）の芸予地震、2005年（平成17年）の福岡県西方沖地震、2014年（平成26年）の伊予灘地震、2016年（平成28年）の熊本地震、の4回のみである。震度3の地震も珍しく、1991年（平成3年）10月28日には地元夕刊紙の宇部時報（後の宇部日報）が、同日午前に発生し宇部市内で震度3が観測された地震について一面トップ記事で扱い、時計の落下による怪我や宇部線の運行停止など被害状況を報道している。
- 山
  - 荒滝山（459m[18]）：市の北部、東吉部に位置する。市内最高峰[18]。
  - 霜降山（250.2m[19]）：市街地の北縁地域である善和に位置する。
- 河川
  - 二級河川
    - 厚東川：市域を北から南へ貫流し宇部港（周防灘）に注ぐ。
    - 真締川：市街地の北部にある霜降山から南へ流れ中心市街地を貫き宇部港（周防灘）に注ぐ。
    - 有帆川：市の北部の楠地区を北から南へ貫流する。
- 湖沼
  - 常盤池：1698年（元禄11年）に農業用水確保を目的に築造された人工湖[20]。
  - 小野湖 - 市の北部、小野地区にある厚東川ダムのダム湖。厚東川中流部の一部をなす。
  - 未来湖 - 市街地の北縁地域の川上にある真締川ダムのダム湖。真締川上流部の一部をなす。

### 広袤（こうぼう）

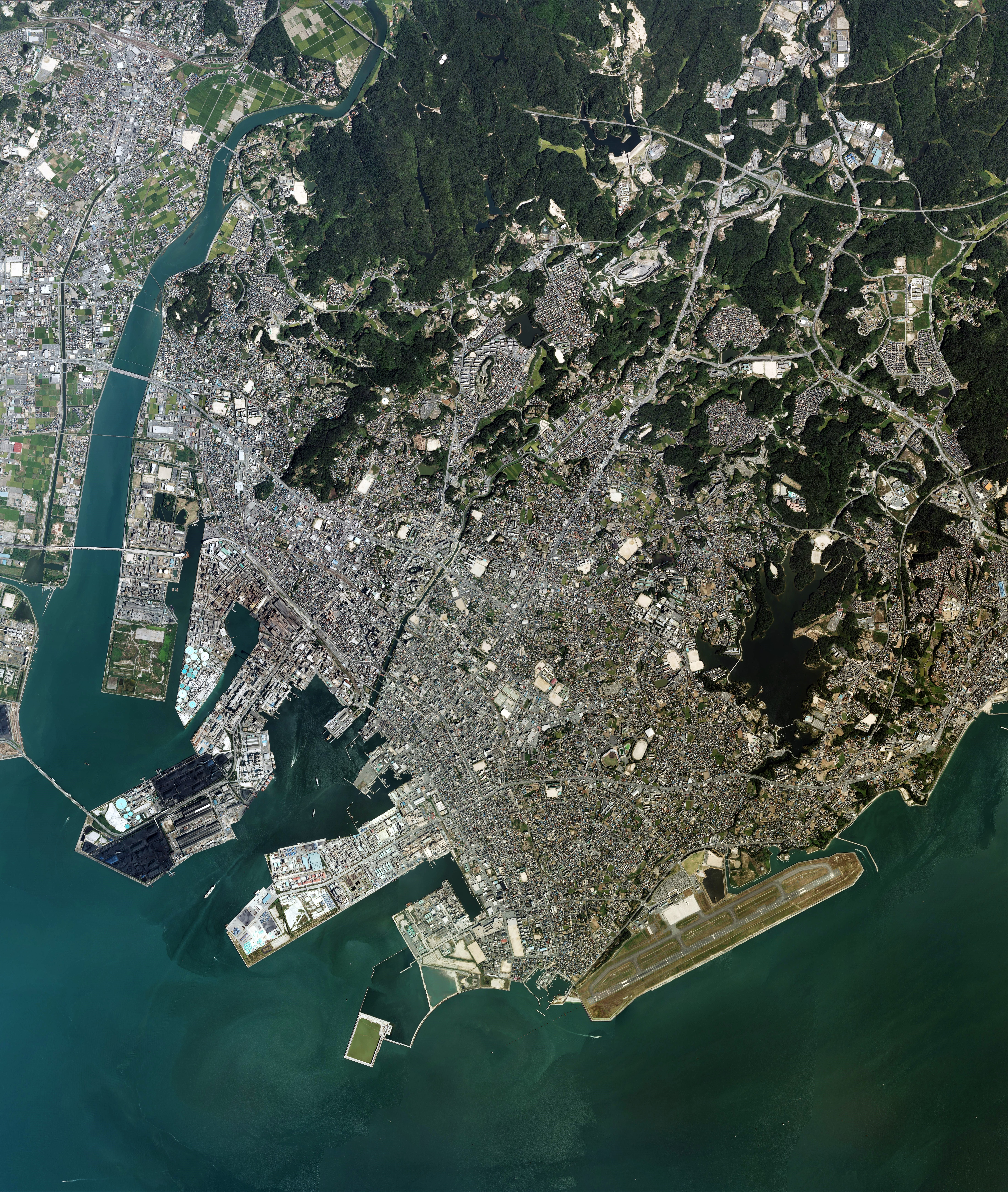
宇部市中心部周辺の空中写真。
2009年9月7日撮影の21枚を合成作成。。

国土地理院の世界測地系によると、宇部市の東西南北それぞれの端は以下の位置で、東西の長さは16.5 km、南北の長さは27.4kmである。
|                                                                           | 北端 北緯34度10分2秒 東経131度19分01秒 / 北緯34.16722度 東経131.31694度 ↑  |                                                                           |
| 西端 北緯34度03分08秒 東経131度11分00秒 / 北緯34.05222度 東経131.18333度← | 中心点                                                                     | 東端 →北緯34度07分17秒 東経131度22分45秒 / 北緯34.12139度 東経131.37917度 |
|                                                                           | ↓ 南端 北緯33度55分23秒 東経131度15分59秒 / 北緯33.92306度 東経131.26639度 |                                                                           |

### 市勢
- 面積：286.65 km2
- 人口：157,508人
  - 男性：75,315人
  - 女性：82,193人
- 人口密度：549.5人/k㎡
- 世帯数：79,873世帯

（2024年（令和4年）4月1日現在）

### 隣接している自治体
- 山口県
  - 山陽小野田市
  - 美祢市
  - 山口市

### 気候
年間を通じて天気や湿度が安定し、雨も比較的少ない典型的な瀬戸内海式気候とされる。しかし、中国山地の西端部の地域に位置するため冬の季節風が完全には遮られず、他の瀬戸内海側の都市と比べると冬季の降水日数がやや多いなど日本海側気候の特徴も見られる。
過去の観測史上最高気温は 37.0 ℃（2016年8月20日）で、同最低気温は -6.1℃（2016年1月24日）である。風向は東風が多く、冬季は季節風の影響を受け北または北西の風が多い。南へ半島状に突き出した陸地形状のため、北風以外の時は波浪の影響を受けやすい。
台風や高潮による被害は過去に幾度か受けたことがあり、特に1942年（昭和17年）の周防灘台風や1991年（平成3年）の台風19号、1999年（平成11年）の台風18号などは本市に大きな被害をもたらした（詳細は「歴史」節を参照）。
市域が南北に細長いこともあり、市街地が広がる南部の平地で降雪・積雪するのは年に数日のみである一方、小野地区や万倉地区をはじめとする北部地域では、日本海側ほどではないものの南部より降雪・積雪は多い。
過去の豪雪被害としては、昭和38年1月豪雪期間中の1963年（昭和38年）1月23日には山口県立宇部農業高等学校（現・山口県立宇部西高等学校）前で積雪21cmが観測されたほか、市内では最大50cmの積雪を記録した。1968年（昭和43年）2月16日の豪雪では電柱が折れるなどして市内全体のうち7割の世帯や事業所が停電した。
2009年（平成21年）7月19日から同年7月26日にかけて発生した平成21年7月中国・九州北部豪雨の際には、7月21日に10分間あたりの降水量では観測史上最大となる 28.5mmを記録した。市内では北部地域を中心に被害を受け、小野地区で土石流等の土砂災害が多発したほか、二俣瀬地区や厚東地区では厚東川の水位上昇による水害が発生し、各地で道路の寸断が生じた。
気象庁が天気予報を発表する際の一次細分区域は「山口県西部」、警報や注意報の発表に用いる二次細分区域は「宇部・山陽小野田」に含まれる。
| 宇部市（平年値は2002 - 2020年（降水量、平均降水日数は1991 - 2020年））の気候 | 宇部市（平年値は2002 - 2020年（降水量、平均降水日数は1991 - 2020年））の気候 | 宇部市（平年値は2002 - 2020年（降水量、平均降水日数は1991 - 2020年））の気候 | 宇部市（平年値は2002 - 2020年（降水量、平均降水日数は1991 - 2020年））の気候 | 宇部市（平年値は2002 - 2020年（降水量、平均降水日数は1991 - 2020年））の気候 | 宇部市（平年値は2002 - 2020年（降水量、平均降水日数は1991 - 2020年））の気候 | 宇部市（平年値は2002 - 2020年（降水量、平均降水日数は1991 - 2020年））の気候 | 宇部市（平年値は2002 - 2020年（降水量、平均降水日数は1991 - 2020年））の気候 | 宇部市（平年値は2002 - 2020年（降水量、平均降水日数は1991 - 2020年））の気候 | 宇部市（平年値は2002 - 2020年（降水量、平均降水日数は1991 - 2020年））の気候 | 宇部市（平年値は2002 - 2020年（降水量、平均降水日数は1991 - 2020年））の気候 | 宇部市（平年値は2002 - 2020年（降水量、平均降水日数は1991 - 2020年））の気候 | 宇部市（平年値は2002 - 2020年（降水量、平均降水日数は1991 - 2020年））の気候 | 宇部市（平年値は2002 - 2020年（降水量、平均降水日数は1991 - 2020年））の気候 |
| 月                                                                           | 1月                                                                          | 2月                                                                          | 3月                                                                          | 4月                                                                          | 5月                                                                          | 6月                                                                          | 7月                                                                          | 8月                                                                          | 9月                                                                          | 10月                                                                         | 11月                                                                         | 12月                                                                         | 年                                                                           |
| ---------------------------------------------------------------------------- | ---------------------------------------------------------------------------- | ---------------------------------------------------------------------------- | ---------------------------------------------------------------------------- | ---------------------------------------------------------------------------- | ---------------------------------------------------------------------------- | ---------------------------------------------------------------------------- | ---------------------------------------------------------------------------- | ---------------------------------------------------------------------------- | ---------------------------------------------------------------------------- | ---------------------------------------------------------------------------- | ---------------------------------------------------------------------------- | ---------------------------------------------------------------------------- | ---------------------------------------------------------------------------- |
| 最高気温記録 °C （°F）                                                       | 16.6 (61.9)                                                                  | 18.7 (65.7)                                                                  | 24.5 (76.1)                                                                  | 26.6 (79.9)                                                                  | 30.3 (86.5)                                                                  | 32.1 (89.8)                                                                  | 35.2 (95.4)                                                                  | 37.0 (98.6)                                                                  | 35.5 (95.9)                                                                  | 30.2 (86.4)                                                                  | 26.0 (78.8)                                                                  | 22.8 (73)                                                                    | 37.0 (98.6)                                                                  |
| 平均最高気温 °C （°F）                                                       | 9.4 (48.9)                                                                   | 10.2 (50.4)                                                                  | 13.3 (55.9)                                                                  | 17.8 (64)                                                                    | 22.3 (72.1)                                                                  | 25.2 (77.4)                                                                  | 28.9 (84)                                                                    | 30.8 (87.4)                                                                  | 27.7 (81.9)                                                                  | 22.9 (73.2)                                                                  | 17.3 (63.1)                                                                  | 11.7 (53.1)                                                                  | 19.8 (67.6)                                                                  |
| 日平均気温 °C （°F）                                                         | 5.8 (42.4)                                                                   | 6.5 (43.7)                                                                   | 9.3 (48.7)                                                                   | 13.8 (56.8)                                                                  | 18.4 (65.1)                                                                  | 22.0 (71.6)                                                                  | 25.8 (78.4)                                                                  | 27.5 (81.5)                                                                  | 24.2 (75.6)                                                                  | 18.9 (66)                                                                    | 13.4 (56.1)                                                                  | 8.1 (46.6)                                                                   | 16.1 (61)                                                                    |
| 平均最低気温 °C （°F）                                                       | 2.0 (35.6)                                                                   | 2.6 (36.7)                                                                   | 5.1 (41.2)                                                                   | 9.8 (49.6)                                                                   | 14.7 (58.5)                                                                  | 19.3 (66.7)                                                                  | 23.6 (74.5)                                                                  | 24.9 (76.8)                                                                  | 21.1 (70)                                                                    | 15.0 (59)                                                                    | 9.2 (48.6)                                                                   | 4.1 (39.4)                                                                   | 12.6 (54.7)                                                                  |
| 最低気温記録 °C （°F）                                                       | −6.1 (21)                                                                    | −4.5 (23.9)                                                                  | −2.0 (28.4)                                                                  | 2.1 (35.8)                                                                   | 5.5 (41.9)                                                                   | 11.6 (52.9)                                                                  | 17.5 (63.5)                                                                  | 18.5 (65.3)                                                                  | 12.9 (55.2)                                                                  | 4.4 (39.9)                                                                   | 0.8 (33.4)                                                                   | −4.2 (24.4)                                                                  | −6.1 (21)                                                                    |
| 降水量 mm （inch）                                                           | 56.2 (2.213)                                                                 | 65.7 (2.587)                                                                 | 106.0 (4.173)                                                                | 129.0 (5.079)                                                                | 162.7 (6.406)                                                                | 242.5 (9.547)                                                                | 291.1 (11.461)                                                               | 131.3 (5.169)                                                                | 133.5 (5.256)                                                                | 77.9 (3.067)                                                                 | 74.4 (2.929)                                                                 | 57.0 (2.244)                                                                 | 1,527.2 (60.126)                                                             |
| 平均降水日数 （≥1.0 mm）                                                     | 8.6                                                                          | 8.9                                                                          | 10.1                                                                         | 9.3                                                                          | 8.6                                                                          | 11.7                                                                         | 10.3                                                                         | 7.8                                                                          | 8.3                                                                          | 5.7                                                                          | 7.9                                                                          | 8.6                                                                          | 105.9                                                                        |
| 出典1：気象庁 気象統計情報 平年値（年・月ごとの値）                          |                                                                              |                                                                              |                                                                              |                                                                              |                                                                              |                                                                              |                                                                              |                                                                              |                                                                              |                                                                              |                                                                              |                                                                              |                                                                              |
| 出典2：気象庁 気象統計情報 観測史上1 - 10位の値（年間を通じての値）          |                                                                              |                                                                              |                                                                              |                                                                              |                                                                              |                                                                              |                                                                              |                                                                              |                                                                              |                                                                              |                                                                              |                                                                              |                                                                              |

### 人口
| |                                        |  |
| 宇部市と全国の年齢別人口分布（2005年） | 宇部市の年齢・男女別人口分布（2005年） |  |
| ■紫色 ― 宇部市 ■緑色 ― 日本全国 | ■青色 ― 男性 ■赤色 ― 女性              |  |
| 宇部市（に相当する地域）の人口の推移 \| 1970年（昭和45年） \| 161,241人 \| \| \| 1975年（昭和50年） \| 169,926人 \| \| \| 1980年（昭和55年） \| 176,620人 \| \| \| 1985年（昭和60年） \| 182,505人 \| \| \| 1990年（平成2年） \| 182,526人 \| \| \| 1995年（平成7年） \| 182,771人 \| \| \| 2000年（平成12年） \| 182,031人 \| \| \| 2005年（平成17年） \| 178,955人 \| \| \| 2010年（平成22年） \| 173,772人 \| \| \| 2015年（平成27年） \| 169,429人 \| \| \| 2020年（令和2年） \| 162,570人 \| \| |                                        |  |
| 総務省統計局 国勢調査より |                                        |  |
| 1970年（昭和45年） | 161,241人                              |  |
| 1975年（昭和50年） | 169,926人                              |  |
| 1980年（昭和55年） | 176,620人                              |  |
| 1985年（昭和60年） | 182,505人                              |  |
| 1990年（平成2年） | 182,526人                              |  |
| 1995年（平成7年） | 182,771人                              |  |
| 2000年（平成12年） | 182,031人                              |  |
| 2005年（平成17年） | 178,955人                              |  |
| 2010年（平成22年） | 173,772人                              |  |
| 2015年（平成27年） | 169,429人                              |  |
| 2020年（令和2年） | 162,570人                              |  |

### 地名
宇部市の地名を参照。

## 行政

宇部市役所旧庁舎

### 市長
- 市長：篠﨑圭二

なお、2020年（令和2年）11月22日執行の選挙の結果は以下のとおりであった。
※当日有権者数：137,036人 最終投票率：44.32%（前回比：+3.04pts）
| 候補者名 | 年齢 | 所属党派 | 新旧別 | 得票数   | 得票率 | 推薦・支持                   |
| -------- | ---- | -------- | ------ | -------- | ------ | ---------------------------- |
| 篠﨑圭二 | 39   | 無所属   | 新     | 33,648票 | -%     | 自由民主党・公明党・連合山口 |
| 望月知子 | 49   | 無所属   | 新     | 26,681票 | -%     | -                            |

### 歴代市長
歴代宇部市長の就任・退任年月日および経歴等は以下の通り。
| 代    | 氏名       | 就任年月日     | 退任年月日     | 備考                                                                                            |
| ----- | ---------- | -------------- | -------------- | ----------------------------------------------------------------------------------------------- |
| 初    | 国吉亮之輔 | 1922年3月22日  | 1926年3月21日  | 弁護士                                                                                          |
| 2     | 林仙輔     | 1926年4月6日   | 1928年6月30日  | 宇部共同義会結成者、帝国議会衆議院議員                                                          |
| 3     | 紀藤閑之介 | 1928年7月1日   | 1929年4月20日  | 宇部時報（現宇部日報）創刊者、宇部共同義会会長                                                  |
| 4-5   | 国吉信義   | 1929年4月21日  | 1935年12月16日 | 宇部曹達初代社長、東見初炭鉱社長、宇部興産（現・UBE）取締役                                     |
| 6     | 紀藤閑之介 | 1935年12月17日 | 1938年7月29日  | 宇部時報（現宇部日報）創刊者                                                                    |
| 7-8   | 伊藤勘助   | 1938年7月30日  | 1946年1月21日  | 日本国有鉄道仙台鉄道管理局長、山陽電気軌道社長                                                  |
| 9-10  | 西田文次   | 1946年2月19日  | 1951年4月4日   |                                                                                                 |
| 11-12 | 三隅順輔   | 1951年4月23日  | 1959年4月30日  | 沖宇部炭鉱取締役                                                                                |
| 13-15 | 星出壽雄   | 1959年5月1日   | 1969年3月28日  | 朝鮮総督府官僚、慶尚北道警察部長                                                                |
| 16    | 西田竹一   | 1969年5月18日  | 1973年5月17日  |                                                                                                 |
| 17    | 新田圭二   | 1973年5月18日  | 1977年5月17日  | 宇部興産（現・UBE）取締役山陽無煙鉱業所長                                                       |
| 18-20 | 二木秀夫   | 1977年5月18日  | 1987年6月18日  | 学校法人宇部学園学園長、市長退任後に参議院議員2期、科学技術政務次官、宇部興産会長・中安閑一の甥 |
| 21-22 | 中村勝人   | 1987年8月9日   | 1993年6月12日  | 元宇部市社会福祉協議会会長                                                                      |
| 23-26 | 藤田忠夫   | 1993年7月18日  | 2009年7月17日  | 元建設省道路局国道1課長                                                                         |
| 27-29 | 久保田后子 | 2009年7月18日  | 2020年10月22日 | 元山口県議会議員、体調不良により任期途中で辞職                                                  |
| 30-31 | 篠﨑圭二   | 2020年11月22日 | -              | 元山口県議会議員                                                                                |

### 行政機構
宇部市の行政機構は2018年（平成30年）4月1日に改められ、総務財務部、観光・シティプロモーション推進部、市民環境部、健康福祉部、こども・若者応援部、商工水産部、都市整備部、北部・農林振興部の8部および総合戦略局、防災危機管理監、政策広報室、工事検査室に再編された。
[表示]をクリックすると一覧を表示

### 市役所
宇部市役所の位置は、1955年（昭和30年）11月24日に現在地（宇部市常盤町一丁目7番1号）と定められた。本庁舎の他に港町庁舎を置く。このほか宇部市では、市長権限を分掌する施設として総合支所を1箇所、市民センター（支所）を7箇所、出張所を2箇所 設置している。
なお、旧楠町役場（1963年整備）第1庁舎を楠庁舎として使用していたが、老朽化のため、2023年（令和5年）11月6日に楠総合センター内に移転した。
- 本庁舎
- 港町庁舎（教育委員会事務局）

#### 総合支所

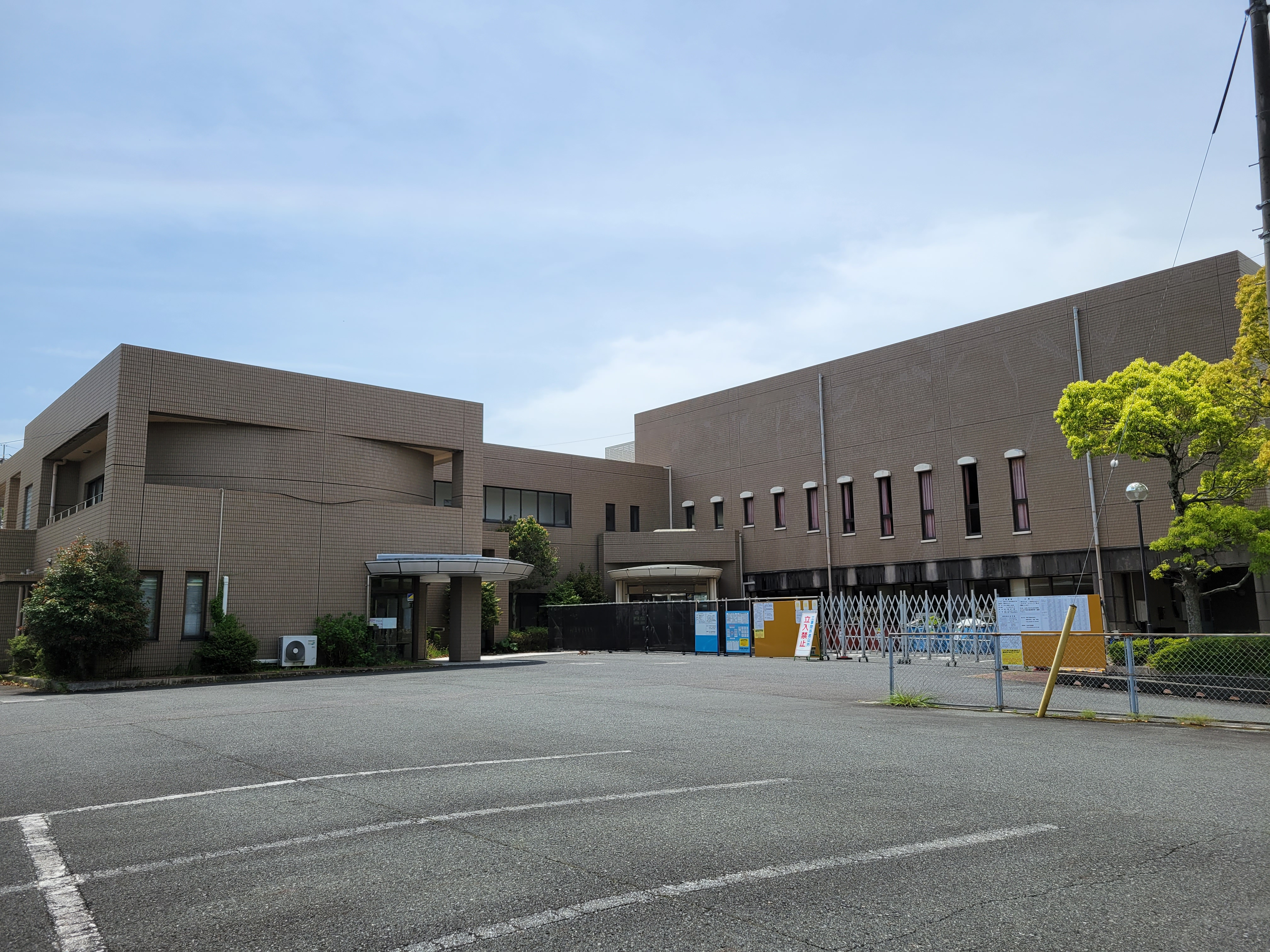
楠総合センター、2023年11月より北部総合支所の機能も有している（2023年5月撮影）

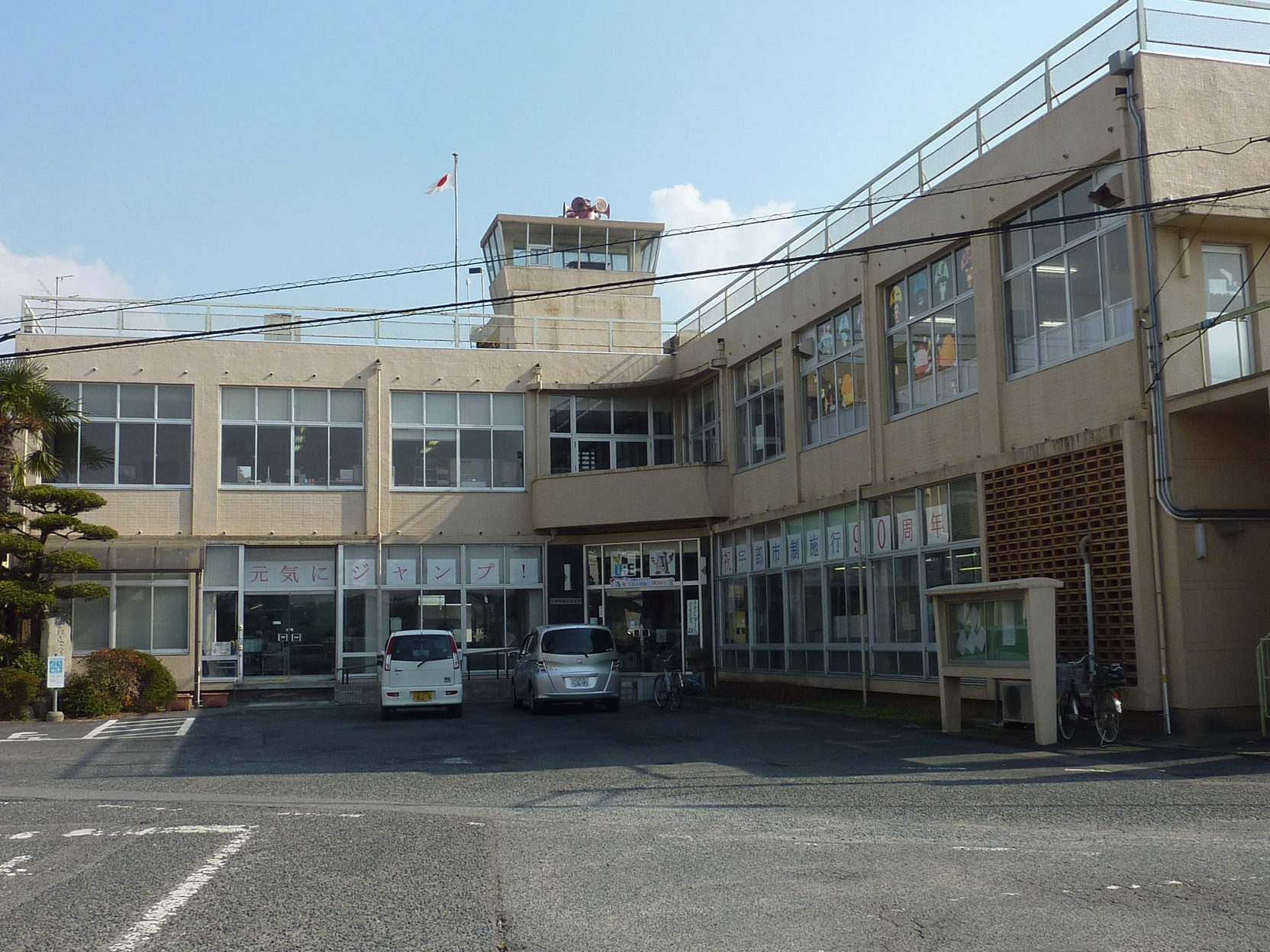
旧楠庁舎（旧北部総合支所）

- 北部総合支所（2023年11月に旧楠庁舎から楠総合センターに移転[38]）

#### 市民センター
- 東岐波市民センター
- 西岐波市民センター
- 厚南市民センター
- 原市民センター
- 厚東市民センター
- 二俣瀬市民センター
- 小野市民センター

#### 出張所
いずれもふれあいセンターを併設している。
- 常盤出張所
- 恩田出張所
- 岬出張所
- 見初出張所
- 神原出張所
- 琴芝出張所
- 上宇部出張所
- 川上出張所
- 小羽山出張所
- 新川出張所
- 鵜の島出張所
- 藤山出張所
- 西宇部出張所
- 黒石出張所
- 万倉出張所
- 吉部出張所

### 公営企業
かつて都市ガス供給事業を行っていたが、2014年（平成26年）に民営化し、山口合同ガスに事業を継承した。
- 宇部市上下水道局
- 宇部市交通局

## 国及び県の行政機関

### 国の行政機関
- 法務省

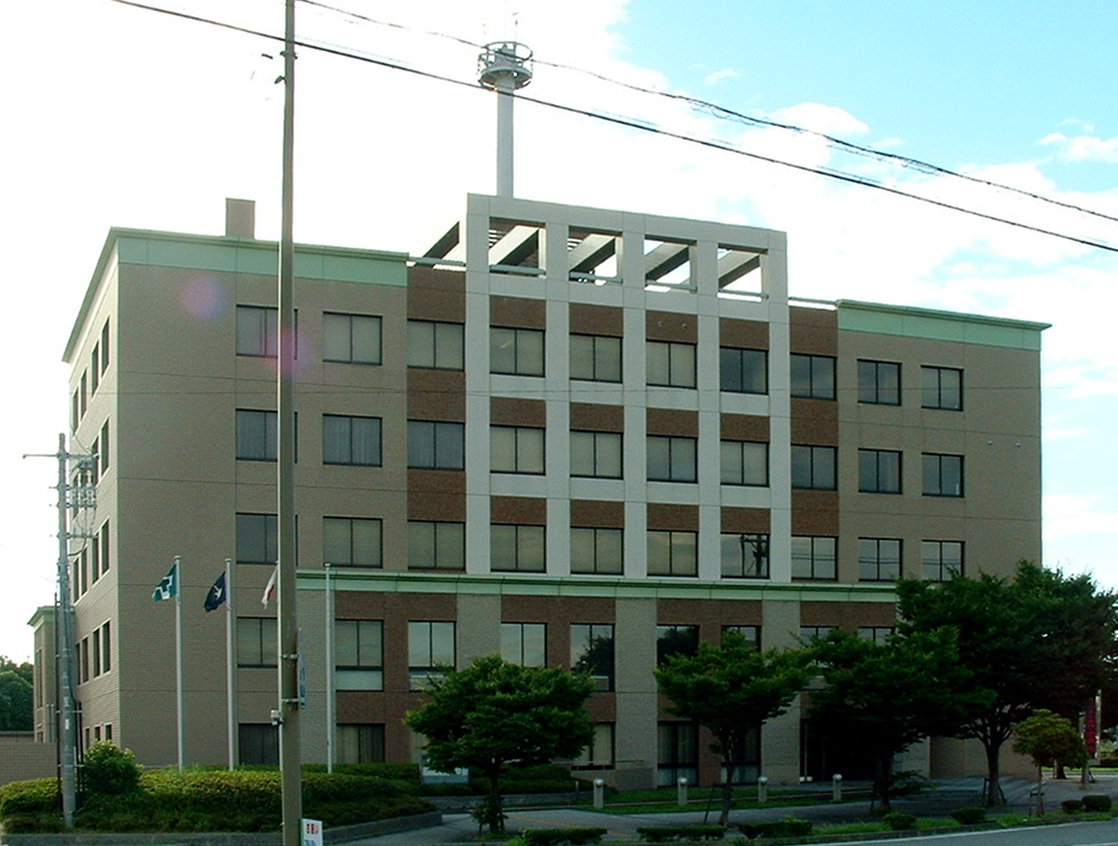
宇部地方合同庁舎

  - 山口地方法務局宇部支局（宇部地方合同庁舎）
  - 山口刑務所宇部拘置支所
  - 山口地方検察庁宇部支部
  - 宇部区検察庁
- 財務省
  - 門司税関宇部税関支署（宇部地方合同庁舎）
  - 広島国税局宇部税務署
- 厚生労働省
  - 山口労働局
    - 宇部公共職業安定所（ハローワーク宇部）
    - 宇部労働基準監督署（宇部地方合同庁舎）

  - 広島検疫所宇部出張所（宇部地方合同庁舎）
  - 日本年金機構宇部年金事務所
- 国土交通省
  - 大阪航空局山口宇部空港出張所
  - 中国地方整備局
    - 山口河川国道事務所宇部国道維持出張所
    - 宇部港湾・空港整備事務所

  - 気象庁福岡航空地方気象台山口宇部航空気象観測所
  - 海上保安庁第七管区海上保安本部門司海上保安部宇部海上保安署
- 防衛省自衛隊山口地方協力本部宇部地域事務所

### 県の行政機関

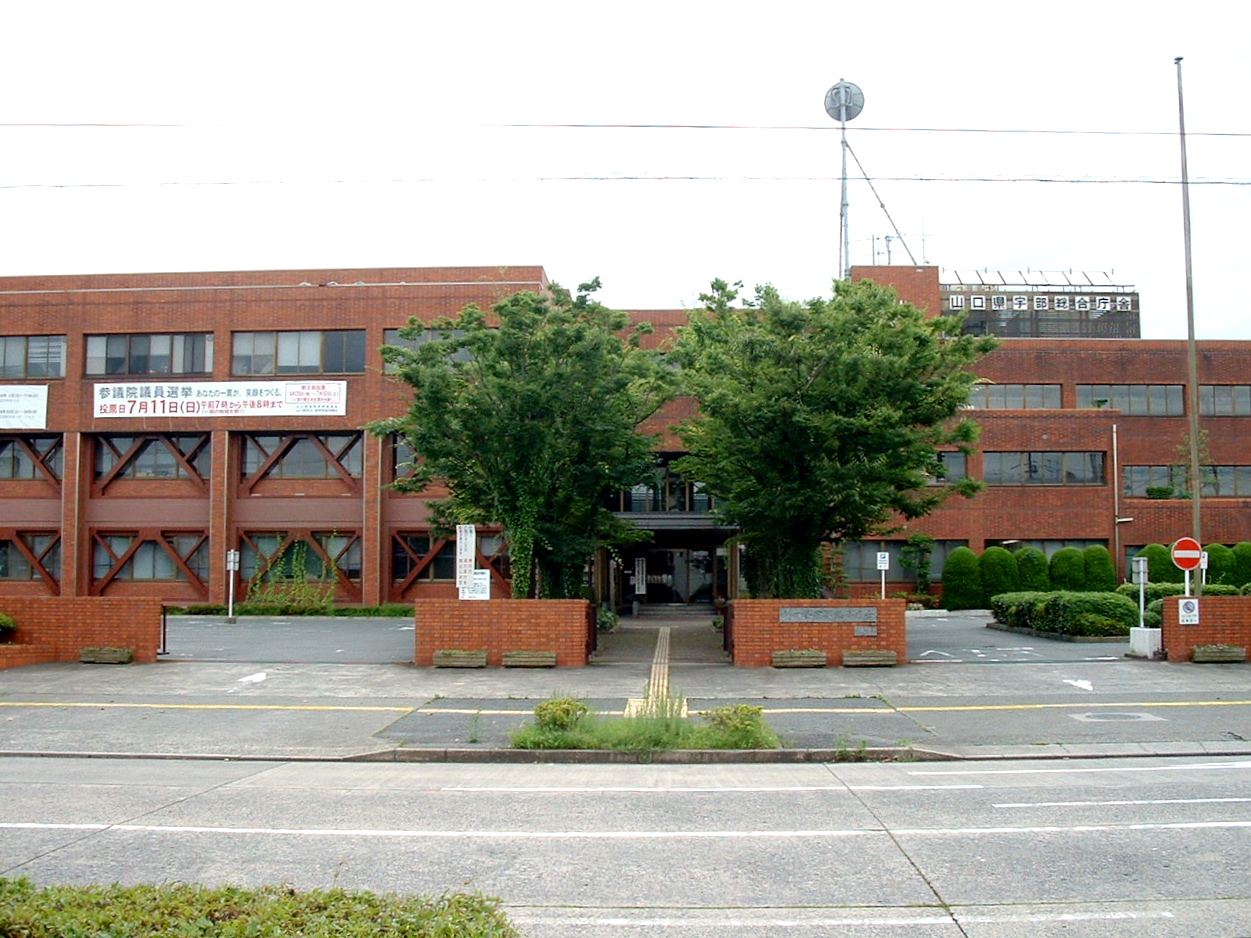
山口県宇部総合庁舎

- 山口県宇部総合庁舎
  - 宇部土木建築事務所
  - 宇部県税事務所
  - 宇部県民局
- 山口県宇部港湾総合庁舎
  - 宇部港港湾管理事務所
- 厚東川ダム管理事務所
- 山口宇部空港
  - 山口宇部空港事務所
  - 消防防災航空センター
- 宇部健康福祉センター
  - 宇部環境保健所
- 厚東川工業用水水道事務所
- 山口県産業技術センター
- 山口県立こころの医療センター

## 議会

### 宇部市議会
- 定数：28人
- 任期：2023年（令和5年）5月1日 - 2027年（令和9年）4月30日
- 議長：山下節子 ※宇部市議会初の女性議長[39]
- 副議長：猶 克実

2023年（令和5年）9月19日現在の会派構成は以下の通り。
| 会派名                     | 議席数 | 代表者                             | 所属議員                                           |
| -------------------------- | ------ | ---------------------------------- | -------------------------------------------------- |
| 清志会                     | 06     | 河崎運                             | 笠井泰孝、猶克実、林豊廣、真宅宣昭、西村享平       |
| 令心会                     | 05     | 志賀光法                           | 芥川貴久爾、早野敦、青谷和彦、木原大介             |
| 公明党宇部市議会議員団     | 04     | 鴻池博之                           | 新村秀雄、甲谷理温、松岡伸一                       |
| 日本共産党宇部市議会議員団 | 04     | 荒川憲幸                           | 時田洋輔、五十嵐仁美、浅田徹                       |
| 誠和会                     | 04     | 重枝尚治                           | 山下則芳、吉松剛、唐津正一                         |
| チーム創生                 | 03     | 岩村誠、林豊廣、真宅宣昭、西村享平 | 射場博義、城美暁                                   |
| 無所属                     | 02     | ─                                  | 山下節子（議長就任に伴い令心会から離脱）、三好保雄 |
| 合計                       | 28     | ─                                  | ─                                                  |

1. 1 2  2023年（令和5年）市議会議員選挙で自由民主党推薦[41]。
2. ↑  2019年（平成31年）市議会議員選挙で自由民主党推薦、自由民主党宇部支部幹事長[42]。
3. ↑  自由民主党楠支部長[43]。

宇部市議会では自由民主党としての統一会派は結成されず、自民党籍を持つ議員が複数の保守系会派を構成し、選挙戦ではうち2名が党の推薦を受けている。

### 県議会
- 選挙区：宇部市選挙区
- 定数：5名
- 任期：2023年（令和5年）4月30日 - 令和9年4月29日[44]

| 議員名   | 会派名         | 備考               |
| -------- | -------------- | ------------------ |
| 二木健治 | 自由民主党     |                    |
| 猶野克   | 公明党         |                    |
| 氏原秀城 | やまぐち県政会 | 前・宇部市議会議員 |
| 高井智子 | 自由民主党     |                    |
| 藤本一規 | 日本共産党     |                    |

### 衆議院
- 選挙区：山口3区（宇部市、山口市（旧阿東町域）、萩市、美祢市、山陽小野田市、阿武郡）
- 任期：2021年10月31日 - 2025年10月30日
- 当日有権者数：256,039人
- 投票率：50.14％

| 当落 | 候補者名 | 年齢 | 所属党派   | 新旧別 | 得票数   | 重複 |
| ---- | -------- | ---- | ---------- | ------ | -------- | ---- |
| 当   | 林芳正   | 60   | 自由民主党 | 新     | 96,983票 | ○    |
|      | 坂本史子 | 66   | 立憲民主党 | 新     | 29,073票 | ○    |

## 公共機関
警察
宇部警察署が、山口東京理科大学の敷地を除く市内全域を管轄している。山口東京理科大学の敷地内については、山陽小野田警察署が管轄している。
消防
消防業務は山陽小野田市との消防広域化により、宇部・山陽小野田消防局（2011年4月1日発足）が担当しており、現在市内には2消防署3出張所がある。
市内の消防署およびその出張所と管轄区域は以下の通り。

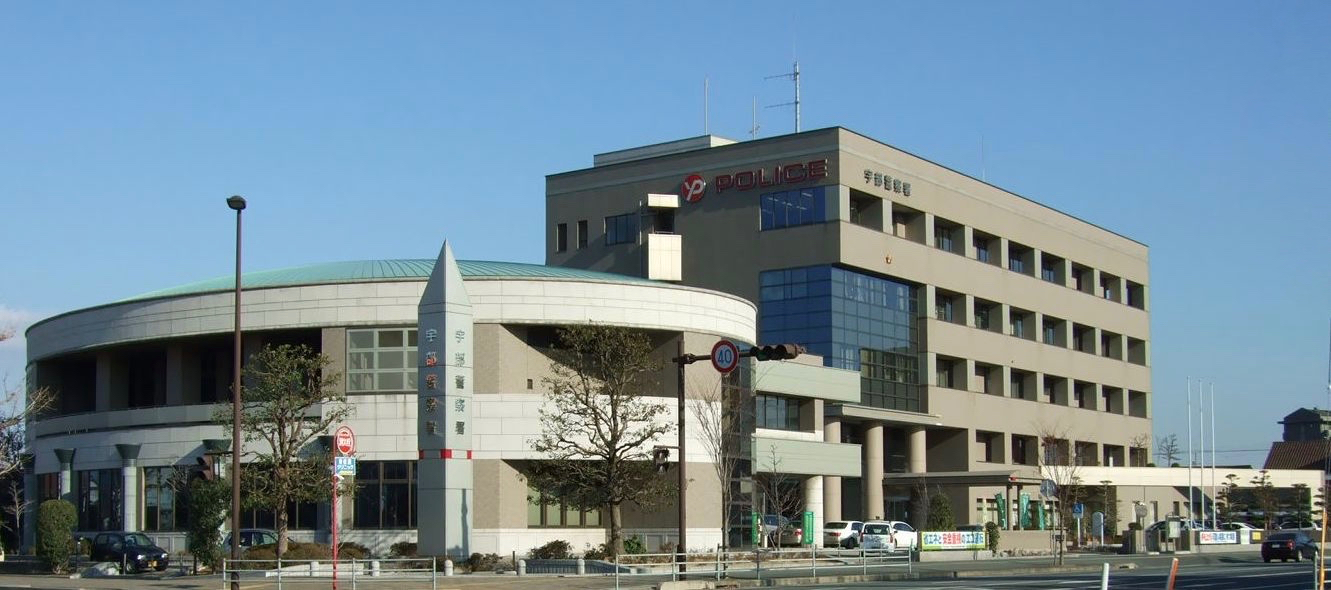
中央消防署 - 東岐波、西岐波、常盤、恩田、岬、見初、上宇部、川上、神原、琴芝、新川、小羽山、鵜ノ島および藤山小学校の通学区域
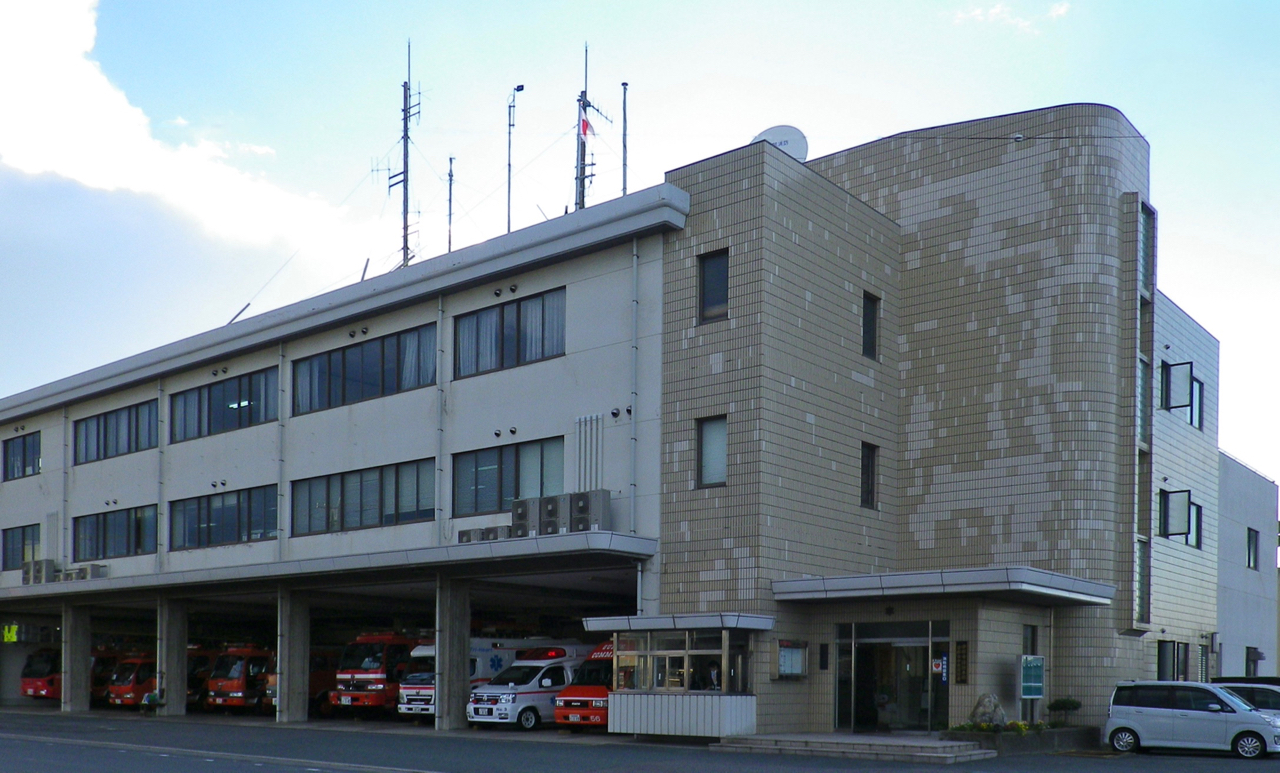
宇部中央消防署
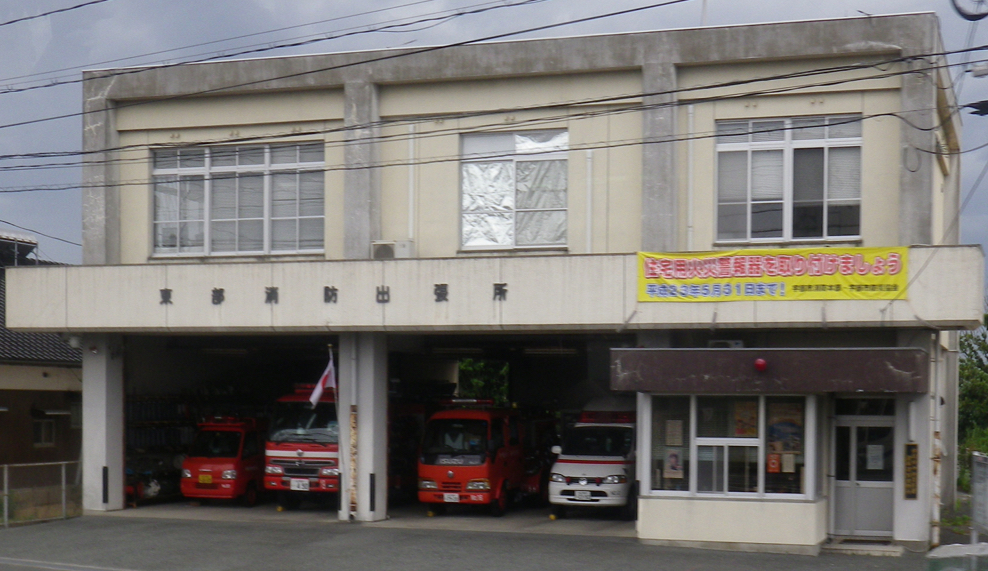
宇部中央消防署東部消防出張所
  - 東部消防出張所

- 西消防署 - 厚南、黒石、西宇部、原、厚東、二俣瀬、小野、船木、万倉および吉部小学校の通学区域
  - 北部消防出張所、楠消防出張所

司法
- 山口地方裁判所宇部支部
- 山口家庭裁判所宇部支部
- 宇部簡易裁判所

- 宇部警察署
- 宇部中央消防署
- 宇部中央消防署東部消防出張所

## 文化施設
ホール・集会場
- 宇部市文化会館
- 宇部市勤労青少年会館
- 宇部市旧宇部銀行館（ヒストリア宇部）
- 宇部市シルバーふれあいセンター
- 宇部市総合福祉会館
- 宇部市ときわ湖水ホール
- 宇部市渡辺翁記念会館

美術館・博物館・資料館
- 宇部市緑と花と彫刻の博物館（ときわミュージアム）
- 宇部市立図書館附設資料館
- 宇部市立郷土資料館
- 宇部市学びの森くすのき（博物館）

図書館

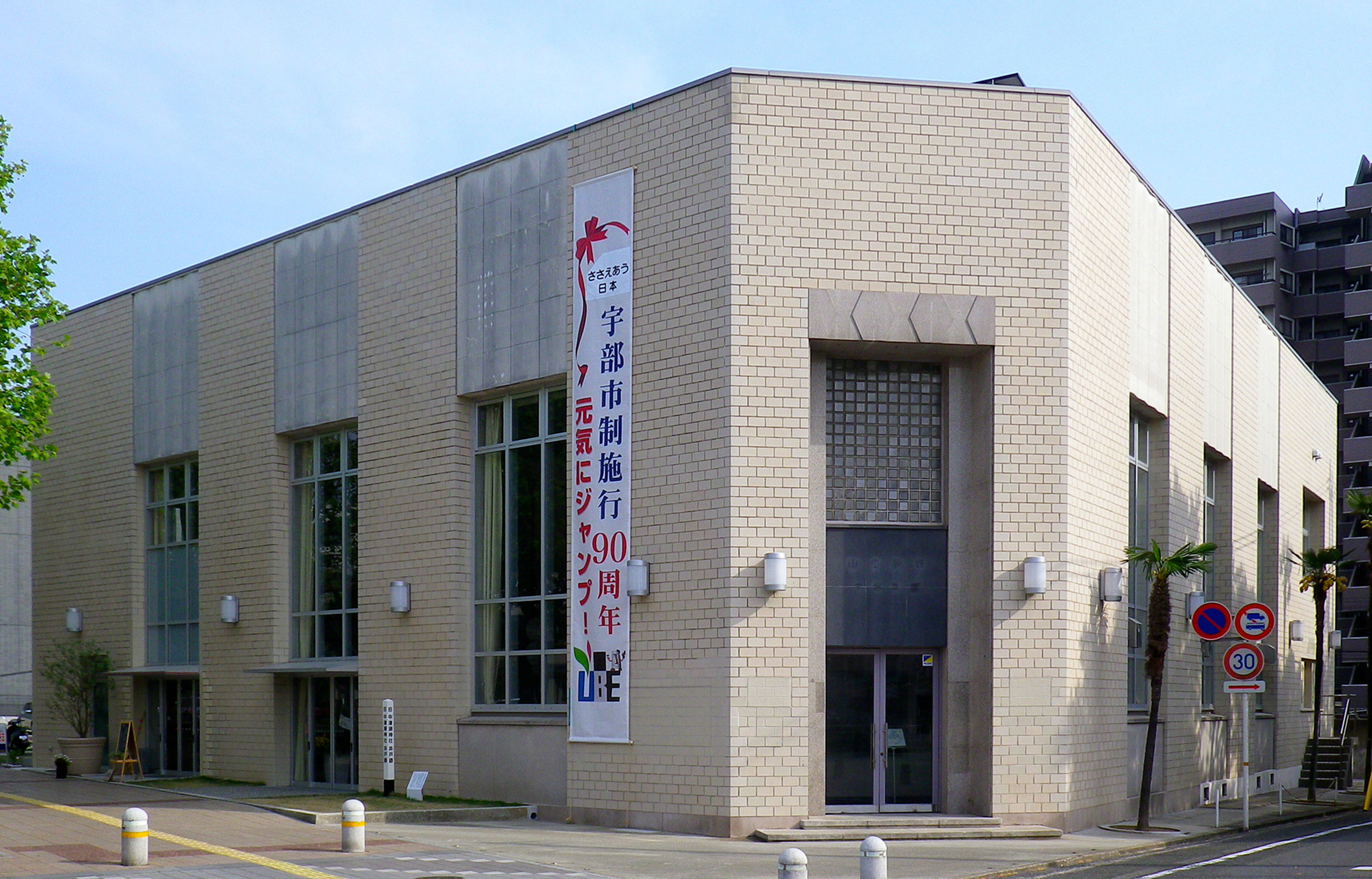
宇部市立図書館
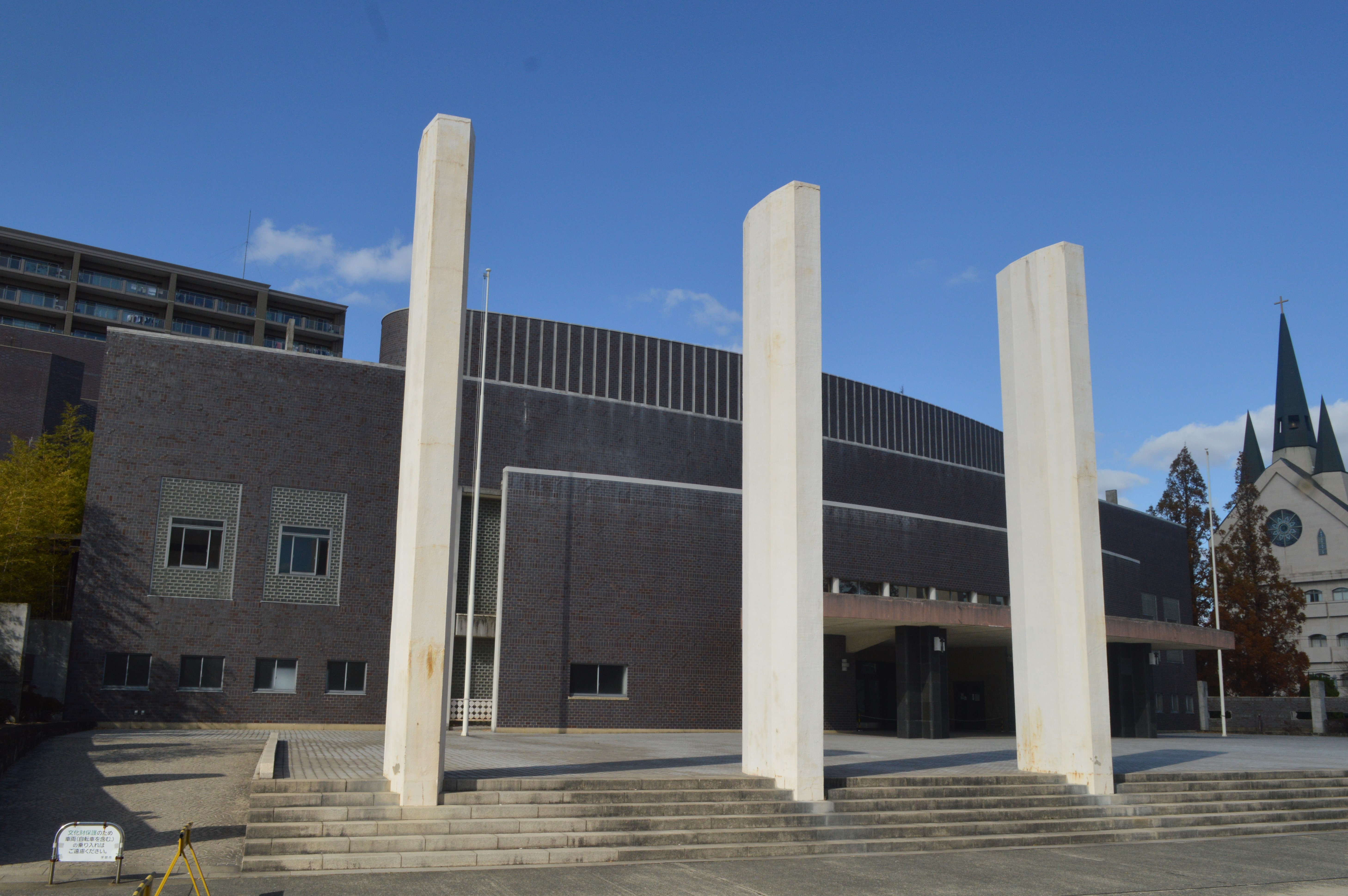
渡辺翁記念会館
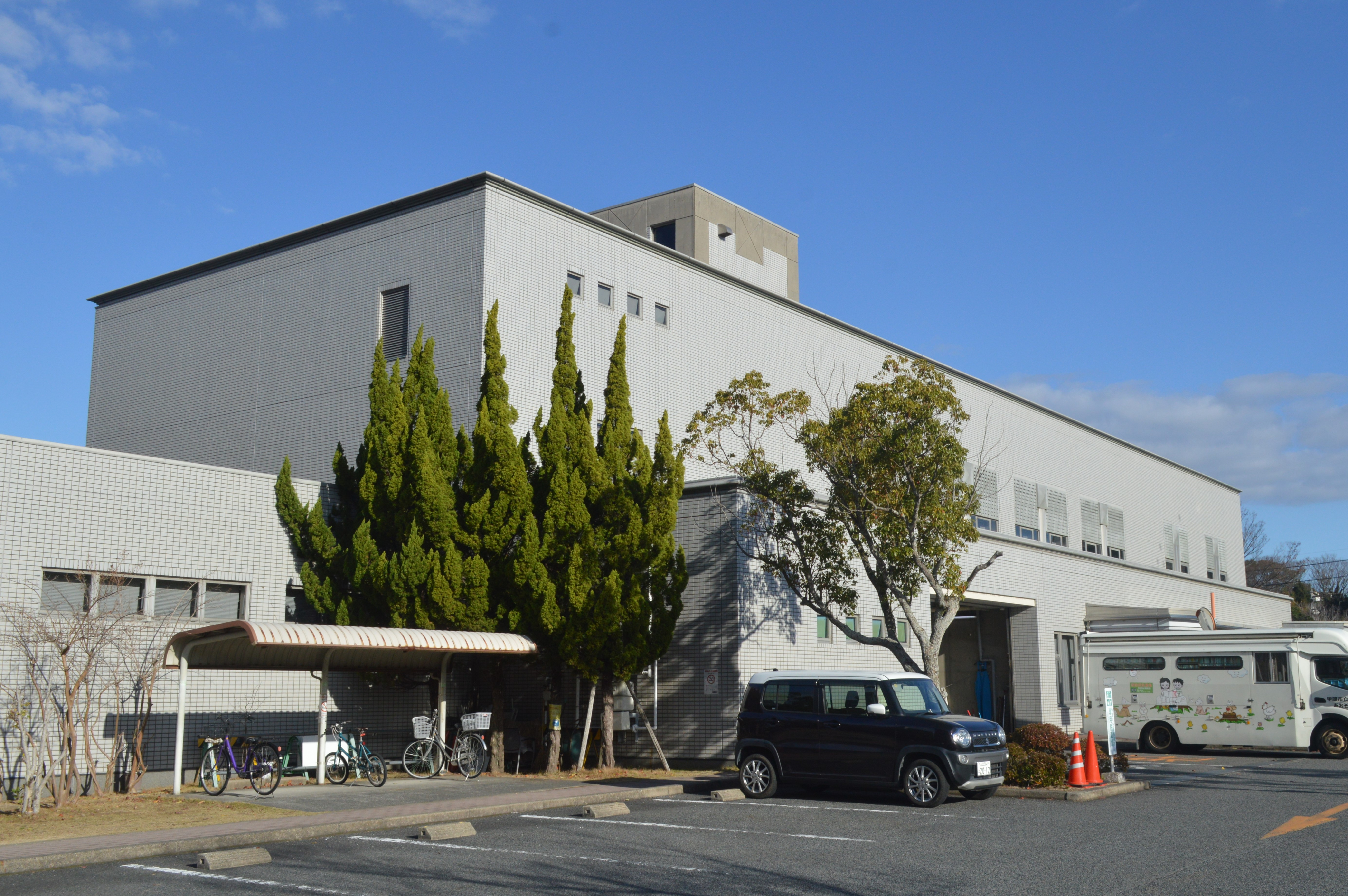
山口大学医学部図書館
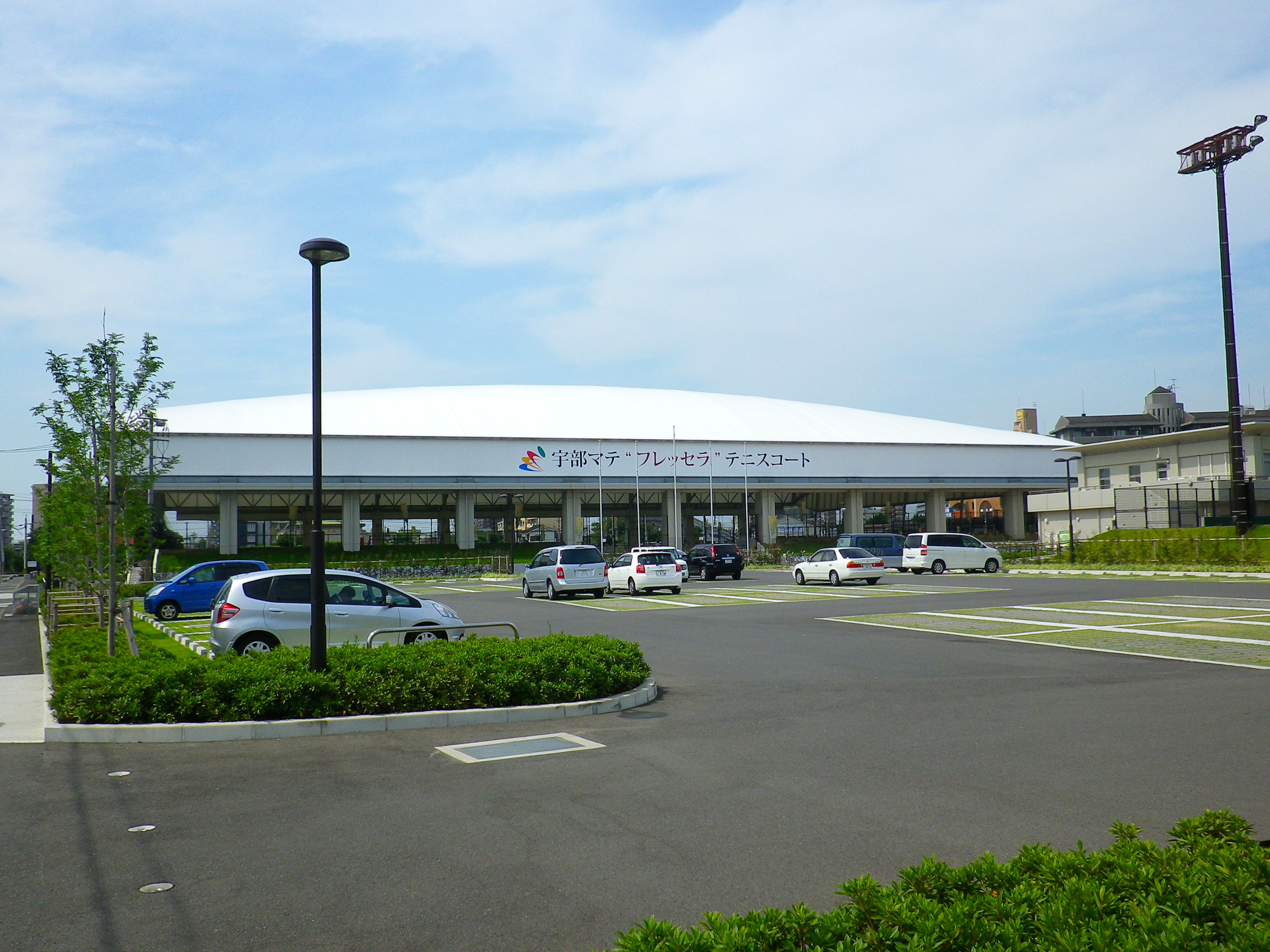
中央公園テニスコート

- 山口大学工学部図書館
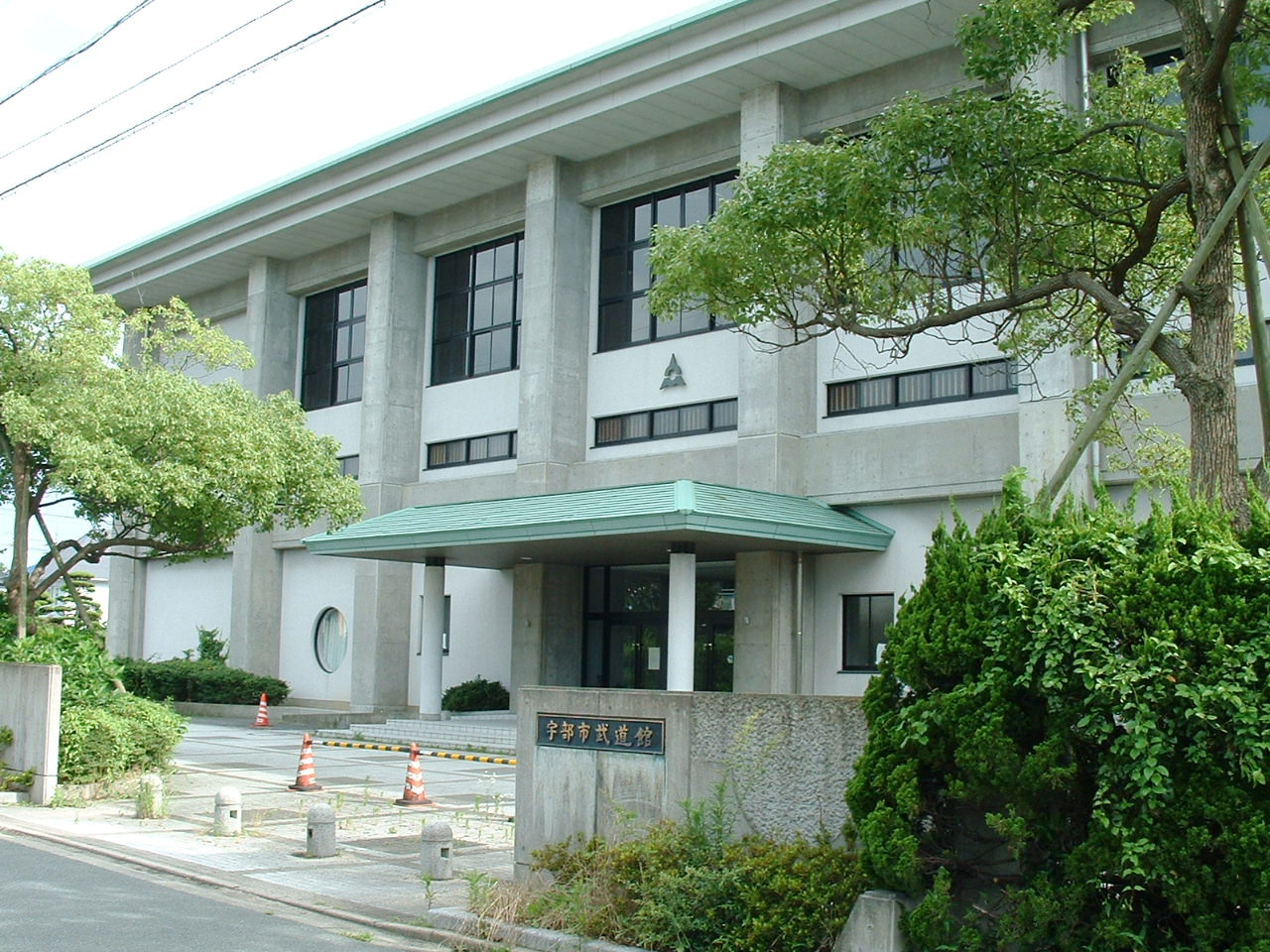
宇部市学びの森くすのき（図書館）
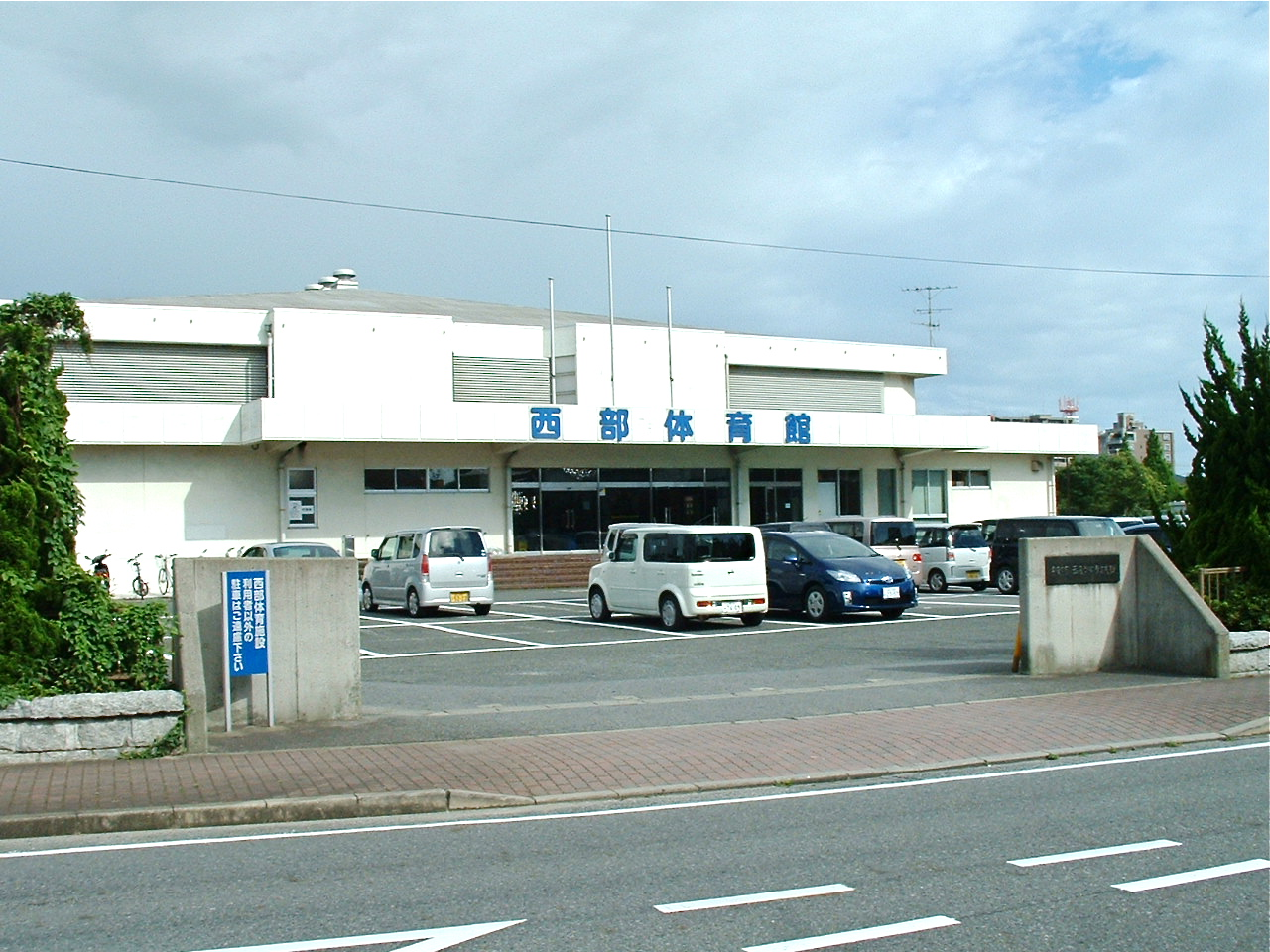
西部体育館
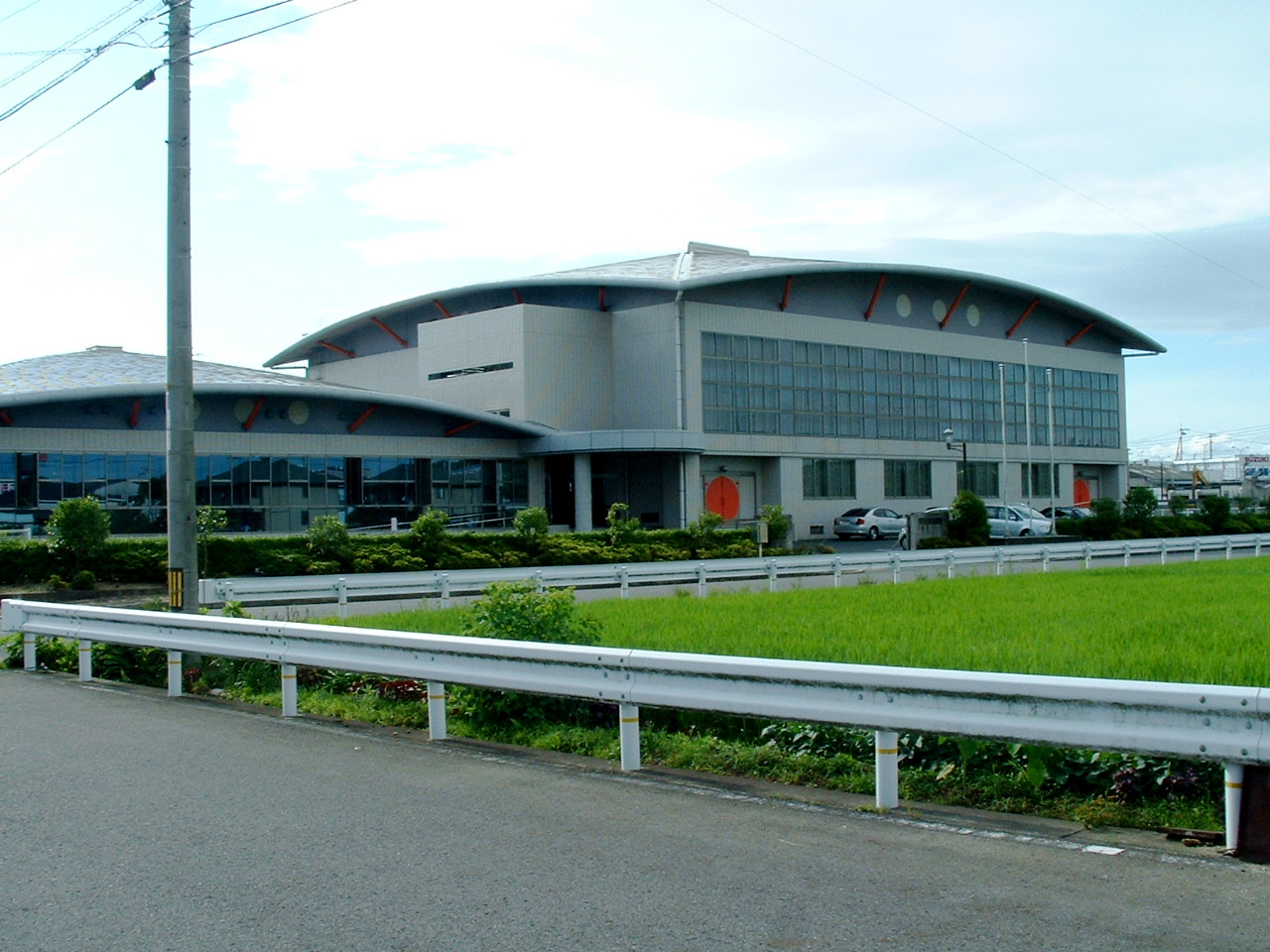
パルセンター宇部
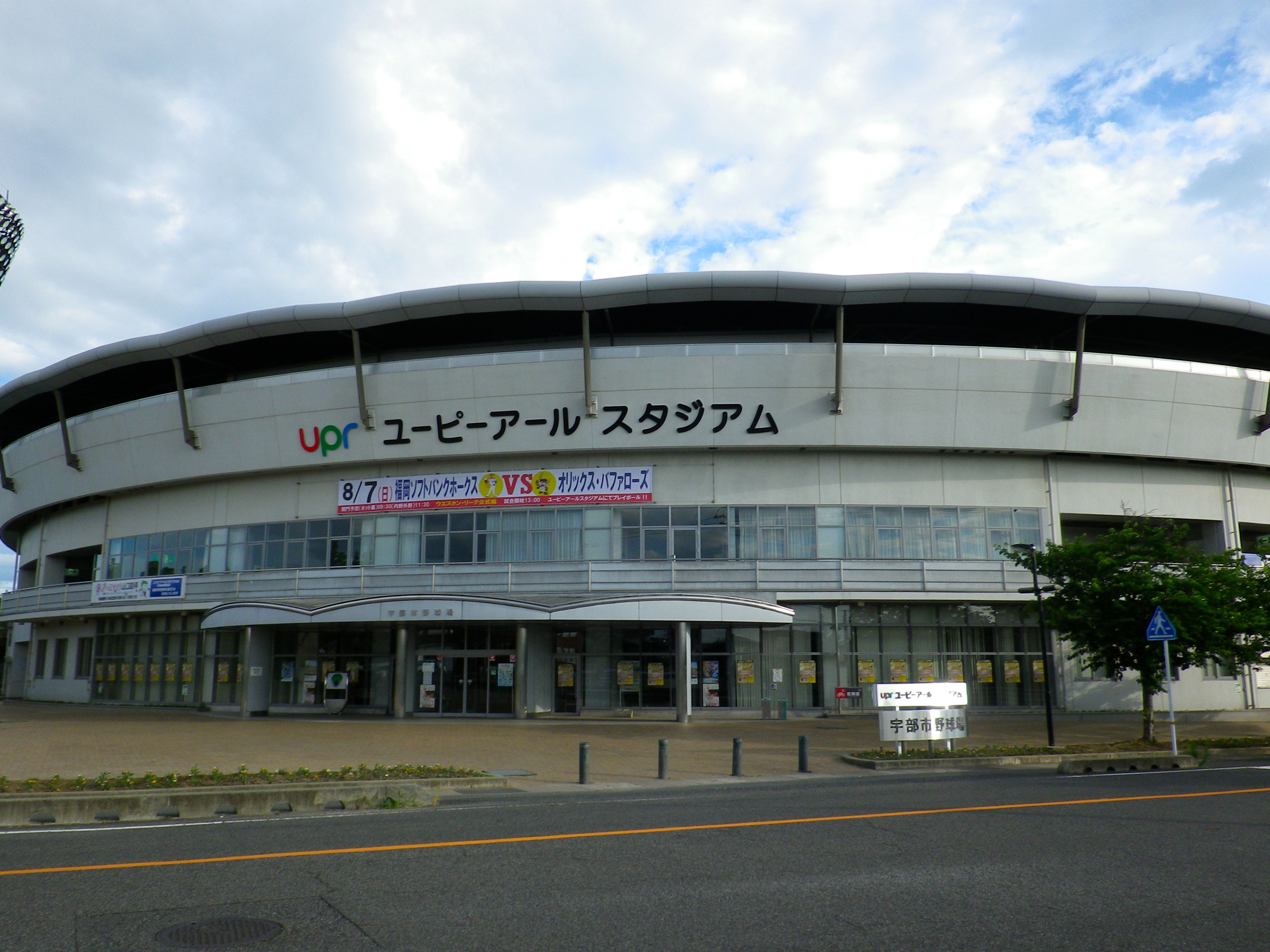
宇部市野球場

スポーツ施設
| - 恩田運動公園 - 宇部市野球場 - 宇部市陸上競技場 - 恩田プール - 俵田翁記念体育館 - 中央公園 - テニスコート - 宇部市弓道場 - アーチェリー場 - ときわ公園スポーツ広場 - 多目的広場 - サッカー場 | - 西部体育館 - 宇部市武道館 - サンライフ宇部 - パルセンター宇部 - 東岐波体育広場 - 東部体育広場 - 厚南体育広場 - 黒石体育広場 - 楠若者センター - 楠体育広場 - 楠テニスコート - 楠西山運動広場 |

- 旧宇部銀行館
- 渡辺翁記念会館
- 宇部市立図書館
- 中央公園テニスコート
- 宇部市武道館
- 西部体育館
- パルセンター宇部
- 宇部市野球場

## 歴史

### 地名の由来
地名の由来については諸説あり、
1. 地元名産植物であるムベ （トキワアケビ）が繁茂していた地域がムベと呼ばれ、これが転訛し「ウベ」になったという説。
2. 海辺の景観に由来。つまり、「ウミベ」の読みが転訛し「ウベ」になったという説。
3. 応神天皇が設置した宇治部の部民が住んだ地域が宇治部里（うじべり）と呼ばれ、これが転訛し「宇部里」になったという説。

以上の3説が主なものである。
12世紀の歌集「散木奇歌集」で源俊頼が詠んだ歌の中に、「むべ」「むへ」という地名があり、これが文字の記録として歴史上初めて宇部の地名が登場したものであるとされる。
また、1335年（建武2年）に厚東武実が持世寺に土地を寄進した際の書状「厚東武実寄進状案」（持世寺文書）には、漢字の「宇部」という地名が初めて登場している。

### 年表

#### 古代
- 859年（貞観元年） - 行教が宇佐神宮から石清水八幡宮へ八幡神を勧請する途中で宇部郷琴芝の浦に行宮が設け、その跡地に村人が八幡神の分霊を祀る（琴崎八幡宮の起源）。
- 950年頃 - 物部氏を遠い祖先とする厚東氏が厚狭郡東部に本拠地を置く[50]。

#### 中世

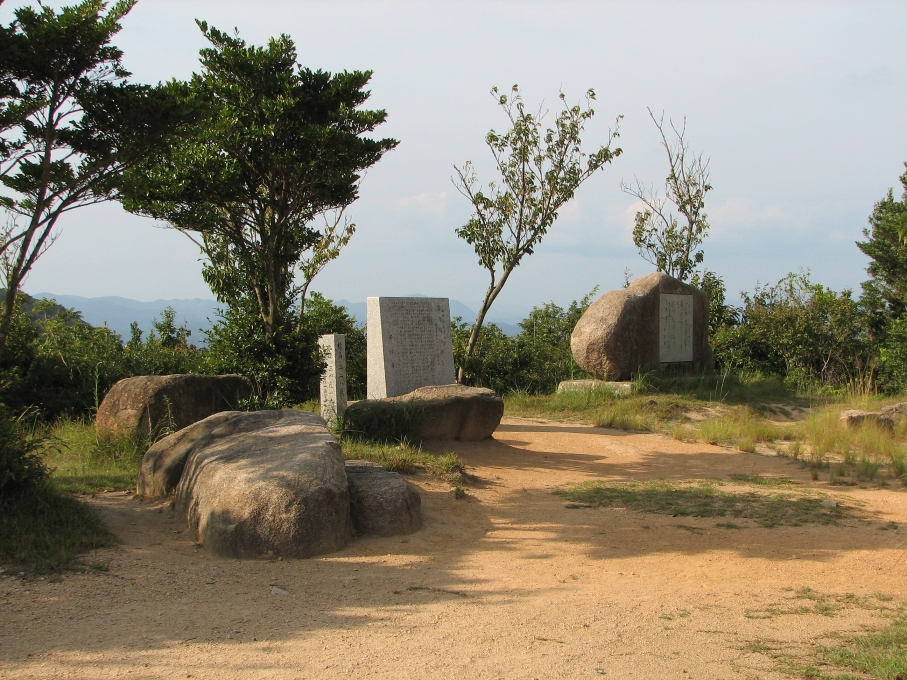
霜降城跡

- 1179年（治承3年） - 厚東武光が霜降城築城[50]。
- 1321年（元応3年） - 厚東武実が厚東棚井に浄名寺創建[50]。
- 1335年（建武2年） - 厚東武実が持世寺再興[50]。再興に当たって厚東武実が同寺院に土地を寄進した際の書状「厚東武実寄進状案」（持世寺文書）で、漢字の「宇部」という地名が初めて登場[50]。
- 1358年（正平13年） - 大内弘世により霜降城落城[50]。
- 1359年（延文4年） - 厚東武実が厚東棚井に東隆寺創建[50]。
- 1527年（大永7年） - 際波開作完成。

#### 近世
- 1625年（寛永2年） - 福原元俊が宇部領主として厚狭郡宇部村・山中村・河上村・小串村・吉敷郡白松庄（東岐波村、西岐波村、阿知須町などの一部）および阿武郡生雲村の一部（計8000石）を治めるようになる[20]。
- 1670年（寛文10年） - 福原広俊が宗隣寺建立[20]。
- 1688年（元禄元年） - 福原広俊が萩藩から常盤池築造の許可を得る[20]。
- 1695年（元禄8年） - 鵜ノ島開作完成。同年、常盤池築造工事開始（工事は福原家当職椋梨権左衛門が担当）[20]。
- 1698年（元禄11年） - 常盤池築造工事完成[20]。
- 1798年（寛政10年） - 福原房純により新川（真締川）の付け替え工事完成[20]。
- 1801年（享和元年） - 新川（真締川）の開作工事成功を感謝し中津瀬神社建立[20]。
- 1814年（文化11年） - 妻崎開作完成。
- 1859年（安政6年） - 妻崎開作により竹の小島が陸続きとなる。
- 1864年（元治元年） - 福原元僴が上宇部中尾に学館「維新館」を建設[20]。

#### 近代

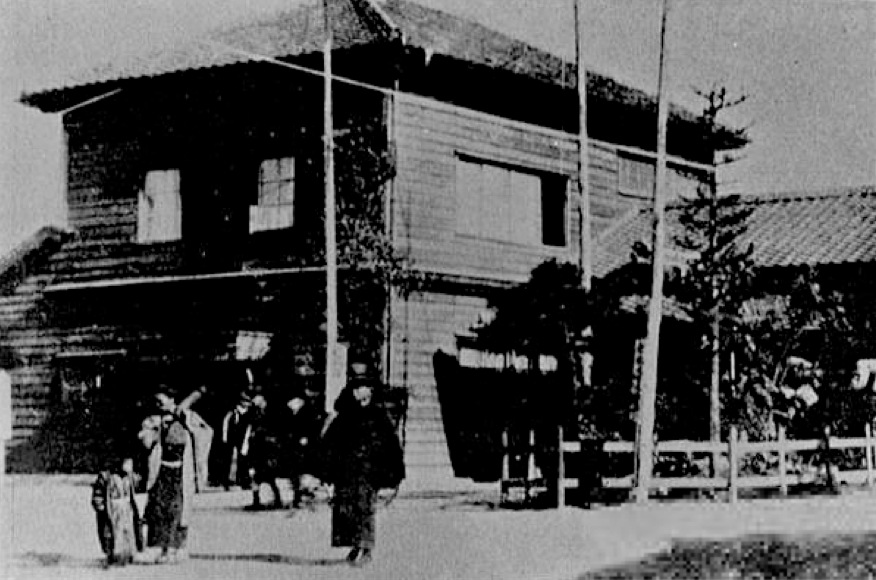
初代宇部新川駅は、現在の宇部興産ビル付近にあった。（1914年撮影）

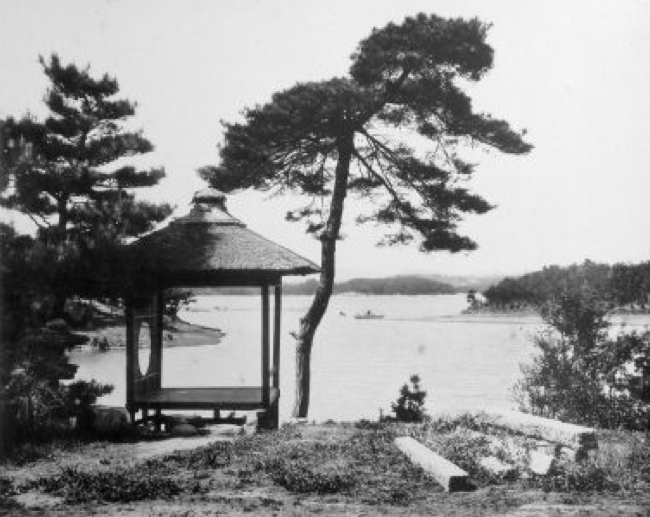
常盤公園と常盤池（1926年撮影）

- 明治時代初期　- 他地域の者が所有していた石炭採掘権を、福原芳山が買い戻す[20]。
- 1886年（明治19年）5月26日 - 宇部共同義会創設[52]。
- 1889年（明治22年）4月1日 - 町村制施行により現在の宇部市域の自治体が成立。
  - 厚狭郡：宇部村、藤山村、厚南村、厚東村、二俣瀨村、小野村、船木村、吉部村、万倉村。
  - 吉敷郡：東岐波村、西岐波村。
- 1900年（明治33年） - 山陽鉄道（現・JR山陽本線）に船木駅（現・厚東駅）開業。
- 1914年（大正3年）1月9日 - 宇部軽便鉄道（のち宇部鉄道）宇部-助田-宇部新川間が開業[53]。
- 1916年（大正5年） - 船木軽便鉄道（のち船木鉄道）宇部-船木町間で開業（1961年全線廃止）。
- 1921年（大正10年）11月1日 - 厚狭郡宇部村が村制から町制を経ずに市制施行し、宇部市が発足[10]。初代市長には当時村長だった國吉亮之介が就任[31]。
- 1924年（大正13年）7月 - 上水道給水開始（沖ノ山炭坑が敷設）。
- 1925年（大正14年）
  - 常盤公園開設。
  - 3月26日 - 宇部鉄道（現・JR宇部線）宇部-小郡間全通。
- 1929年（昭和4年） - 宇部電気鉄道（現・JR小野田線）宇部-小野田間開通。
- 1931年（昭和6年）8月1日 - 厚狭郡藤山村を編入[10]。
- 1937年（昭和12年）4月 - 渡辺翁記念会館竣工。
- 1941年（昭和16年）
  - 恩田運動公園完成。
  - 10月20日 - 厚狭郡厚南村を編入[10]。
- 1942年（昭和17年） - 周防灘台風が宇部市に上陸し、厚東川が決壊して厚南地区や藤山地区を中心に浸水被害等が発生。市内の罹災人数は合計84,000人（うち死者数297人、負傷者数118人）、住家以外の建造物と浸水被害などを含む罹災戸数は合計で16,800戸（うち住宅は全壊543戸、半壊643戸）におよんだほか、船舶197隻が流失した[27]。
- 1943年（昭和18年）11月1日 - 吉敷郡西岐波村を編入[10]。
- 1945年（昭和20年）4月から8月にかけて計8度の空襲を受け死者254人、負傷者557人、行方不明者68人の被害を出す。特に7月2日の空襲は規模が大きく市中心部の大半が焼失した。7月29日の空襲では模擬原爆3発が投下された。

#### 現代

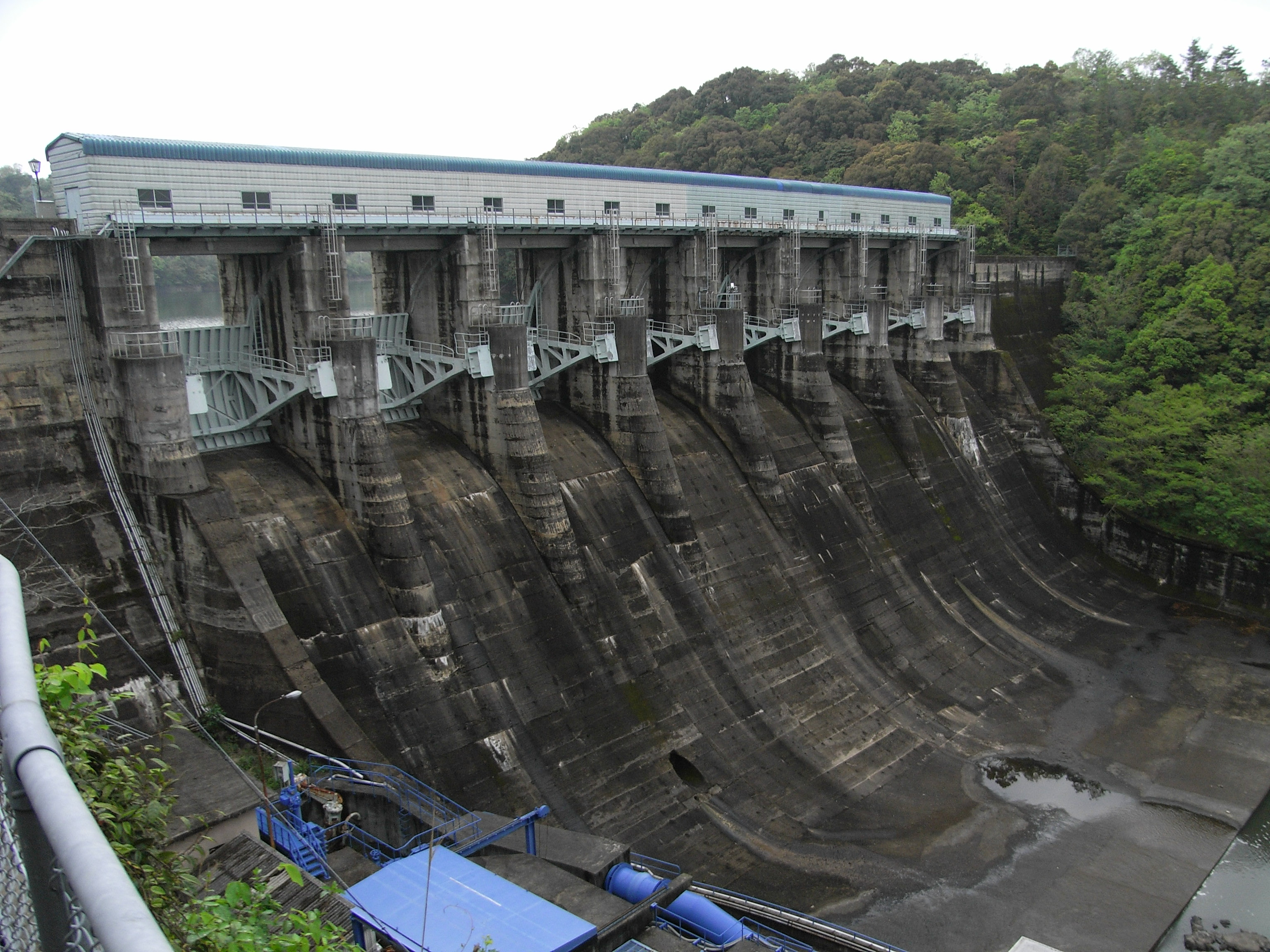
厚東川ダム

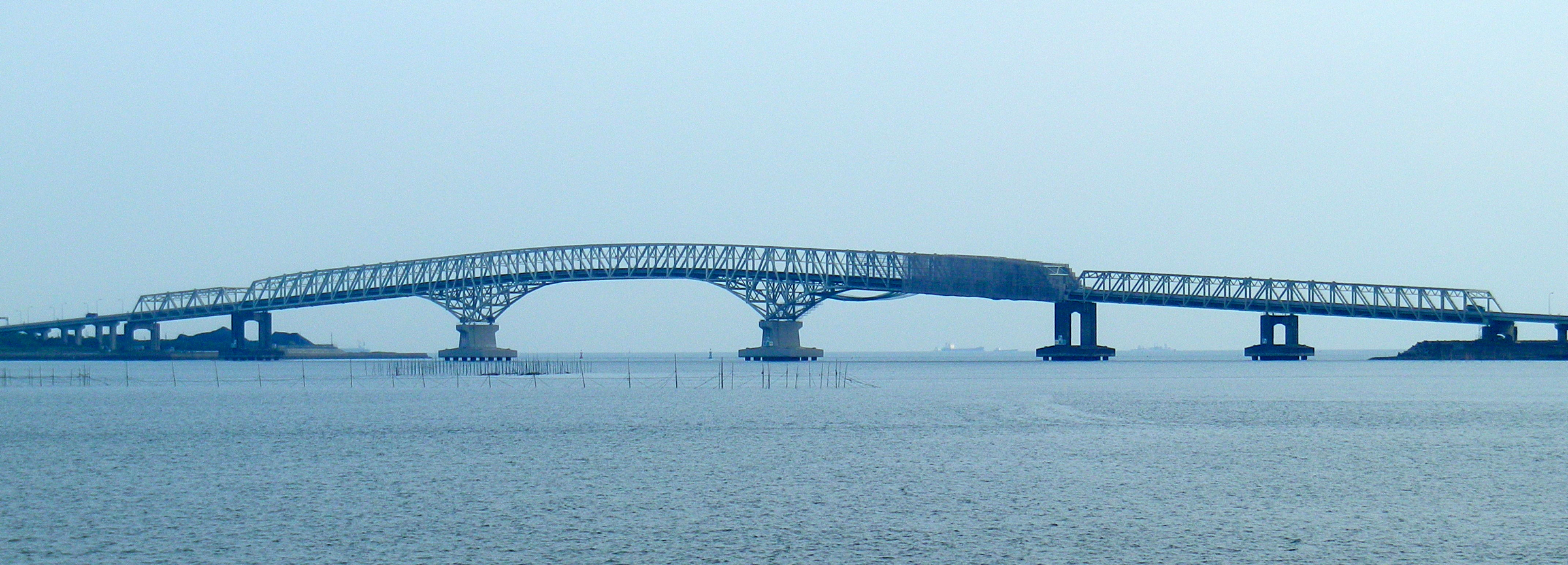
興産大橋（宇部伊佐専用道路）

- 1947年（昭和22年）12月3日 - 昭和天皇の戦後巡幸。市民会館前広場で奉迎が行われた。宇部興産などにも行幸[54][55]。
- 1949年（昭和24年） - 西沖干拓完成。
- 1950年（昭和25年） - 厚東川ダム完成。
- 1954年（昭和29年）10月1日 - 厚狭郡厚東村、小野村、二俣瀬村、吉敷郡東岐波村を編入[10]。
- 1959年（昭和34年）7月11日 - 協和発酵工業宇部工場でガス分離機が爆発する事故が発生。7人が死亡、38人が重軽傷[56]。
- 1966年（昭和41年）7月1日 - 宇部空港（現・山口宇部空港）開港。
- 1966年（昭和41年）11月21日 - ニューカッスル市と姉妹都市締結。
- 1972年（昭和47年） - 市花をサルビア、市木をクスノキに制定[1]。
- 1975年（昭和50年） - 宇部市環境保全センター完成。
- 1979年（昭和54年） - 宇部市文化会館完成。
- 1982年（昭和57年）3月 - 興産大橋（宇部伊佐専用道路の一部）完成。
- 1984年（昭和59年） - 宇部フェニックステクノポリス建設地域に指定。
- 1992年（平成4年）5月18日 - 威海市と友好都市締結。
- 1995年（平成7年） - 宇部市リサイクルプラザ完成。
- 1997年（平成9年）6月5日 - 国際連合環境計画（UNEP）からグローバル500賞を受賞。
- 1998年（平成10年） - 男女共同参画宣言都市となる。
- 2001年（平成13年）
  - 3月11日 - 山陽自動車道宇部下関線宇部JCT-下関JCT間が開通。
  - 宇部新都市（あすとぴあ）事業完了。
- 2004年（平成16年）11月1日 - 厚狭郡楠町を編入[10]。合併に伴い、ツツジも市花となる[1]。
- 2009年（平成21年）8月5日 - 楠こもれびの郷開業。
- 2011年（平成23年）
  - 8月21日 - 地域高規格道路山口宇部小野田連絡道路の一部区間である宇部湾岸道路西中町IC - 藤曲IC間および新中川橋を含む街路部（一般道路部）の未開通区間が開通[57][58]。
  - 第66回国民体育大会開催。市内ではソフトテニス（全種目）、高校野球（硬式）、バレーボール（少年男子）、ソフトボール（少年男女）の各競技が行われた[59]。
- 2013年（平成25年） - 宇部湾岸道路の藤曲IC - 東須恵IC間が開通。
- 2021年（令和3年）11月1日 - 市制施行100周年。このちょうど1年前より「市民参加カウントダウン」が行われた[60]。

### 市域の変遷
1921年（大正10年）の市制施行以来、宇部市は周辺の町村を編入合併することにより市域を拡大してきた。宇部市として最初の合併である1931年（昭和6年）の厚狭郡藤山村編入を皮切りに、1941年（昭和16年）に厚東川対岸の厚狭郡厚南村を編入、1943年（昭和18年）には吉敷郡西岐波村と合併した。なお、かつて長門国に属していた宇部市（当時）と周防国に属していた西岐波村が合併したことにより、現在の宇部市は市域内に旧国境が通っている。
1953年（昭和28年）から1961年（昭和36年）に至る「昭和の大合併」の動きの中においては、1954年（昭和29年）に宇部市が厚狭郡の厚東村、二俣瀬村、小野村および吉敷郡東岐波村を編入合併した ほか、1955年（昭和30年）には厚狭郡の船木町、万倉村、吉部村が合併し楠町が誕生した。
また、1999年（平成11年）から2000年代前半期を中心とした「平成の大合併」の動きの中においては、2001年（平成13年）7月9日に周辺の小野田市、美祢市、阿知須町、楠町、山陽町、美東町、秋芳町（いずれも当時）とともに「宇部小野田地域市町村合併調査研究会」を設置した。その後、2002年（平成14年）12月27日には前述の3市5町から美祢市および美祢郡を除く宇部市、小野田市、阿知須町、楠町、山陽町の2市3町（宇部市の5%通勤圏）で構成する任意合併協議会を設置し特例市への移行を目指したが、新市の名称や市庁舎の位置について意見が割れ、同協議会は2003年（平成15年）1月20日に休会となった。休会直後の2月4日には宇部市、阿知須町、楠町の1市2町からなる「宇部市・阿知須町・楠町合併研究会」が発足したが、阿知須町が「山口県央部合併協議会」への参加を表明したため、2月24日に宇部市と楠町の1市1町で「宇部市・楠町合併研究会」を設置した。
上記の動きの中で、宇部市と楠町は「将来的に宇部小野田地域を視野に入れた広域合併を目指す」との共通理解のもと、あくまで「先行合併」を行うとの位置づけで「宇部市・楠町合併協議会」を設置し、約1年間の協議の後2004年（平成16年）3月26日に合併協定書の調印を行い、同年11月11日に宇部市が楠町を編入した。結果、平成の大合併において最初の動きとなった宇部小野田地域市町村合併調査研究会の構成市町は、最終的に宇部市、山陽小野田市（小野田市、山陽町）、美祢市（美祢市、美東町、秋芳町）、山口市（阿知須町）の4市に分散した。
| 町村制施行 （1889年） | 明治から戦前までの合併 宇部市制施行・楠町制施行 | 明治から戦前までの合併 宇部市制施行・楠町制施行 | 明治から戦前までの合併 宇部市制施行・楠町制施行 | 明治から戦前までの合併 宇部市制施行・楠町制施行 | 明治から戦前までの合併 宇部市制施行・楠町制施行 | 昭和の大合併 （1953年 - 1961年） | 昭和の大合併 （1953年 - 1961年） | 平成の大合併 （1999年 - 2000年代前半） | 現在   |
| --------------------- | ----------------------------------------------- | ----------------------------------------------- | ----------------------------------------------- | ----------------------------------------------- | ----------------------------------------------- | -------------------------------- | -------------------------------- | -------------------------------------- | ------ |
| 厚狭郡宇部村          | 宇部村                                          | 1921年11月1日 宇部市                            | 宇部市                                          | 宇部市                                          | 宇部市                                          | 宇部市                           | 宇部市                           | 宇部市                                 | 宇部市 |
| 厚狭郡藤山村          | 厚狭郡藤山村                                    | 厚狭郡藤山村                                    | 1931年8月1日 宇部市に編入                       | 宇部市                                          | 宇部市                                          | 宇部市                           | 宇部市                           | 宇部市                                 | 宇部市 |
| 厚狭郡厚南村          | 厚狭郡厚南村                                    | 厚狭郡厚南村                                    | 厚狭郡厚南村                                    | 1941年10月20日 宇部市に編入                     | 宇部市                                          | 宇部市                           | 宇部市                           | 宇部市                                 | 宇部市 |
| 吉敷郡西岐波村        | 吉敷郡西岐波村                                  | 吉敷郡西岐波村                                  | 吉敷郡西岐波村                                  | 吉敷郡西岐波村                                  | 1943年11月1日 宇部市に編入                      | 宇部市                           | 宇部市                           | 宇部市                                 | 宇部市 |
| 厚狭郡厚東村          | 厚狭郡厚東村                                    | 厚狭郡厚東村                                    | 厚狭郡厚東村                                    | 厚狭郡厚東村                                    | 厚狭郡厚東村                                    | 1954年10月1日 宇部市に編入       | 宇部市                           | 宇部市                                 | 宇部市 |
| 厚狭郡二俣瀨村        |                                                 |                                                 |                                                 |                                                 |                                                 | 1954年10月1日 宇部市に編入       | 宇部市                           | 宇部市                                 | 宇部市 |
| 厚狭郡小野村          |                                                 |                                                 |                                                 |                                                 |                                                 | 1954年10月1日 宇部市に編入       | 宇部市                           | 宇部市                                 | 宇部市 |
| 吉敷郡東岐波村        |                                                 |                                                 |                                                 |                                                 |                                                 | 1954年10月1日 宇部市に編入       | 宇部市                           | 宇部市                                 | 宇部市 |
| 厚狭郡船木村          | 1917年9月1日 船木町                             | 1917年9月1日 船木町                             | 1917年9月1日 船木町                             | 1917年9月1日 船木町                             | 1917年9月1日 船木町                             | 1917年9月1日 船木町              | 1955年4月1日 楠町                | 2004年11月1日 宇部市に編入             | 宇部市 |
| 厚狭郡万倉村          |                                                 |                                                 |                                                 |                                                 |                                                 |                                  | 1955年4月1日 楠町                | 2004年11月1日 宇部市に編入             | 宇部市 |
| 厚狭郡吉部村          |                                                 |                                                 |                                                 |                                                 |                                                 |                                  | 1955年4月1日 楠町                | 2004年11月1日 宇部市に編入             | 宇部市 |

## 経済

### 産業

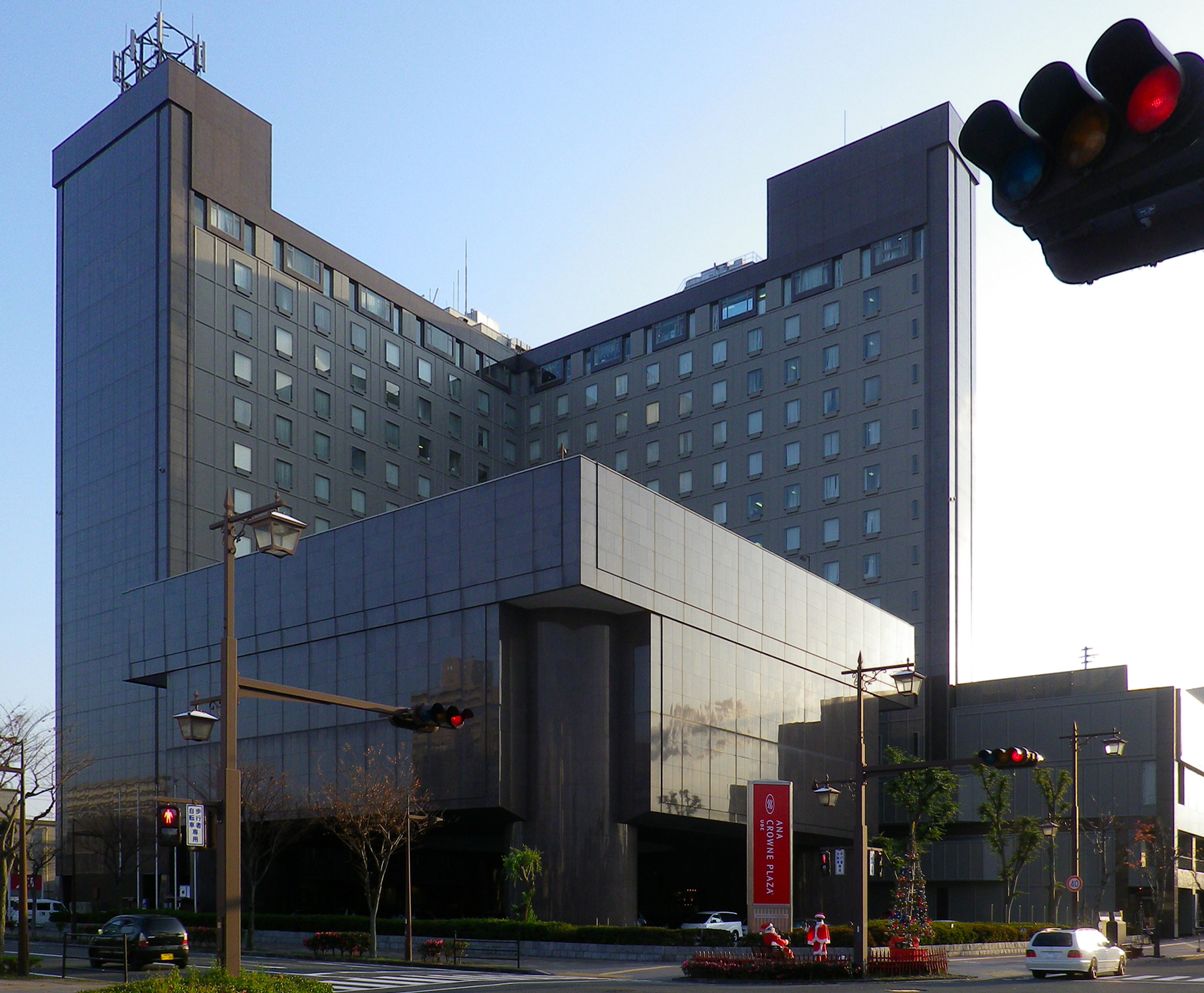
ANAクラウンプラザホテル宇部

2005年（平成17年）に実施された第18回国勢調査によると市内の15歳以上就業者総数85,543人 に対し、第一次産業へ2,947人、第二次産業へ23,774人、第三次産業へ56,824人が就業している。
UBEを中心とした重化学工業を基幹産業としており、製造品出荷額は山口県内第5位 の 48,131,355万円である（詳細は「工業」節を参照）。
商業面では、1990年代以降における郊外への大型商業施設の出店攻勢の影響で中心部の商店街が衰退した一方、幹線道路沿線などへのロードサイド店舗の出店は盛んに行われており、市内全体の商業施設売場面積は増加傾向にある。市内の小売業売場面積の合計は265,285平方メートル、同事業所数合計は1,627で、いずれも下関市、山口市に続く県内第3位である（詳細は「商業」節を参照）。

#### 主な産業
（産業別事業所数上位5位まで。2006年10月1日現在）
1. 卸売・小売業 2,223
2. サービス業 1,413
3. 飲食店・宿泊業 952
4. 建設業 849
5. 医療・福祉 479

#### 産業人口
（産業別就業者数上位5位まで。単位・人。2006年10月1日現在）
1. 卸売・小売業 16,561
2. 製造業 12,425
3. サービス業 10,954
4. 医療・福祉 10,208
5. 建設業 6,968

#### 産業団地
2012年1月現在、宇部テクノパーク、宇部臨空頭脳パーク、瀬戸原団地、神元団地等の主要産業団地に合計46事業所が立地している。
| 団地名称                 | 団地名称                 | 進出事業所数/区画数 | 事業主体                                                                | 備考                                                     | 出典          |
| ------------------------ | ------------------------ | ------------------- | ----------------------------------------------------------------------- | -------------------------------------------------------- | ------------- |
| 宇部新都市テクノセンター | 宇部新都市テクノセンター | 0/13                | 地域振興整備公団（現・都市再生機構）                                    | 土地所有者は山口県土地開発公社および宇部市土地開発公社。 | [ 69 ] [ 70 ] |
| 宇部テクノパーク         | 宇部テクノパーク         | 6/23                | 山口県土地開発公社 宇部市土地開発公社                                   |                                                          | [ 66 ] [ 71 ] |
| 宇部臨空頭脳パーク       | 宇部臨空頭脳パーク       | 11/18               | 中小企業基盤整備機構                                                    |                                                          | [ 67 ] [ 72 ] |
| 小野田・楠企業団地       | 小野田・楠企業団地       | 0/4                 | 山口県土地開発公社 小野田市土地開発公社（現・山陽小野田市土地開発公社） | 山陽小野田市にまたがる。データは宇部市内分のみ。         | [ 73 ] [ 74 ] |
| 瀬戸原団地               | 第1工区                  | 16/16               | 山口県土地開発公社 宇部市土地開発公社                                   |                                                          | [ 68 ]        |
| 瀬戸原団地               | 第2工区                  | 6/6                 | 山口県土地開発公社 宇部市土地開発公社                                   |                                                          | [ 68 ]        |
| 山口テクノパーク         | 山口テクノパーク         | 6/6                 | 中小企業基盤整備機構                                                    | 山口市にまたがる。データは宇部市内分のみ。               | [ 68 ] [ 75 ] |
| 神元・第2神元団地        | 神元・第2神元団地        | 1/1                 | 山口県土地開発公社                                                      |                                                          | [ 68 ]        |

#### 宇部市イノベーション大賞
宇部市では、市内の産業団地において革新的な事業を実施する事業者から事業計画を募集し、最も優れたものに対し宇部市が上限1億円の奨励金を交付する制度「宇部市イノベーション大賞」を2010年度（平成22年）より実施している。

#### 農林水産業

##### 農業
宇部市の全ての農家の戸数は2,676戸で、うち販売農家は1,776戸である。販売農家の内訳は、専業農家が445戸、兼業農家が1,331戸（うち第1種兼業農家が174戸、第2種兼業農家が1,157戸）である。また、耕地面積は 2,770haで、うち田耕地面積が2,250ha、畑耕地面積が522haである。
山口県農業協同組合宇部統括本部（旧山口宇部農業協同組合）が宇部市全域の農業協同組合業務を行っており、市内には38の生産組織が設置されている。農業従事者の高齢化や農地転用が進んだことで、農家数および農地面積は減少傾向にあり、同組合では担い手の育成と農地の有効活用を最重要課題としている。
人口が集中する市中心部の周辺地域では近郊農業が行われており、東部の西岐波、東岐波両地区ではイチゴ、キャベツ、キュウリ、ハクサイ、ブロッコリー、ホウレンソウ、ミカン、ミニトマト等、西部の厚南地区ではニンジンやレンコン等の生産が盛んである。
北部の小野地区は「小野茶」で知られるお茶の名産地であり、その生産量は県内最大である ほか、ズッキーニの産地でもある。また、万倉地区ではナス、パセリ、はなっこりーの生産が盛んである。

##### 林業
林家の戸数は、967戸（2005年2月1日）で、2000年の1,248戸と比較して281戸減少しており、減少傾向にある。林産物生産量は、5,245m3（2010年）である。

##### 水産業
漁業経営体数は、358（2008年11月1日）で、1998年の経営体数568と比較して210減少しており、減少傾向にある。
漁獲量は 2,734t（2009年）で、内訳は以下の通りである。
1. 水産動物類 1,663t
2. 魚類 856t
3. 貝類 215t

#### 工業

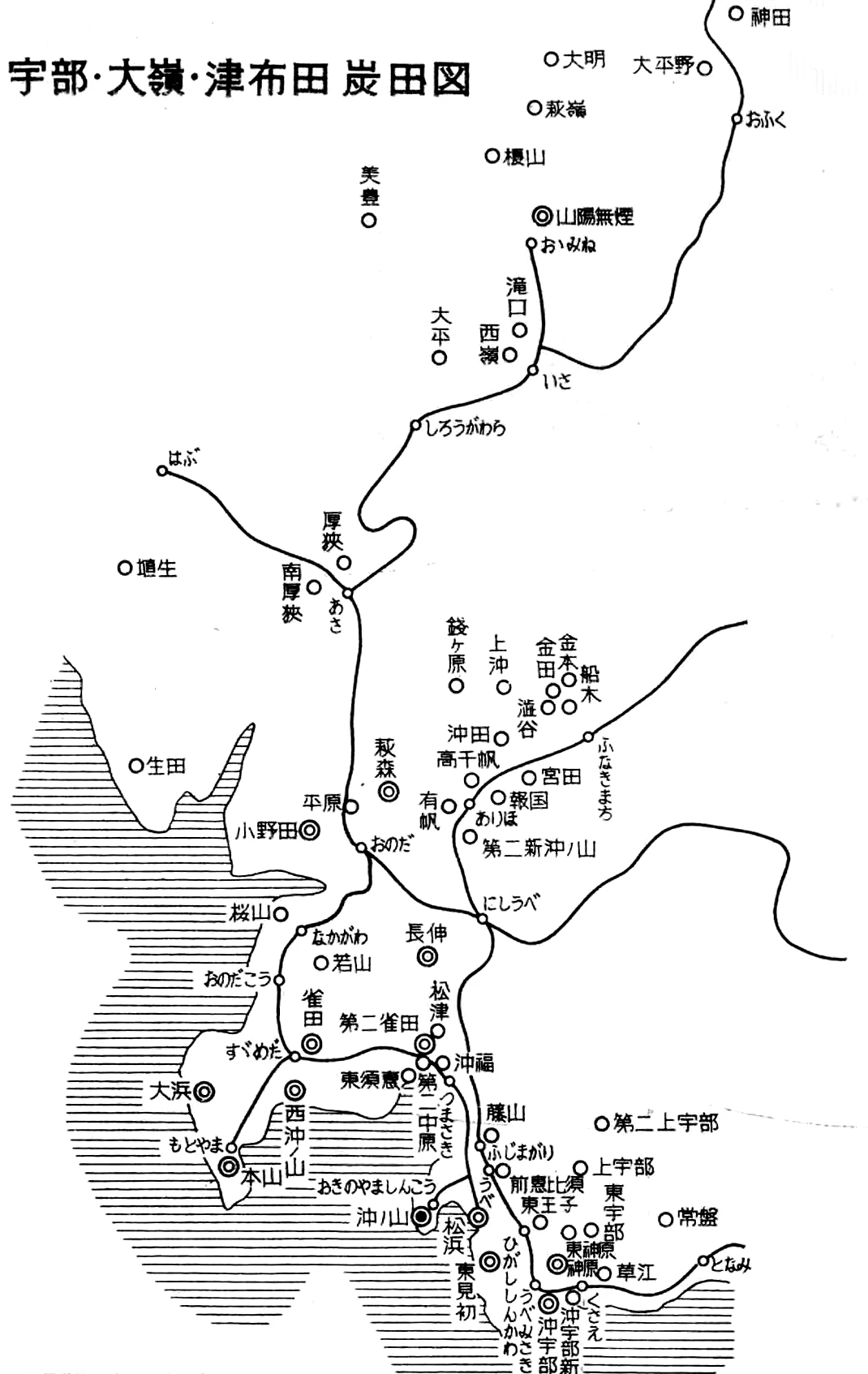
宇部地区の炭鉱地図（1955年）

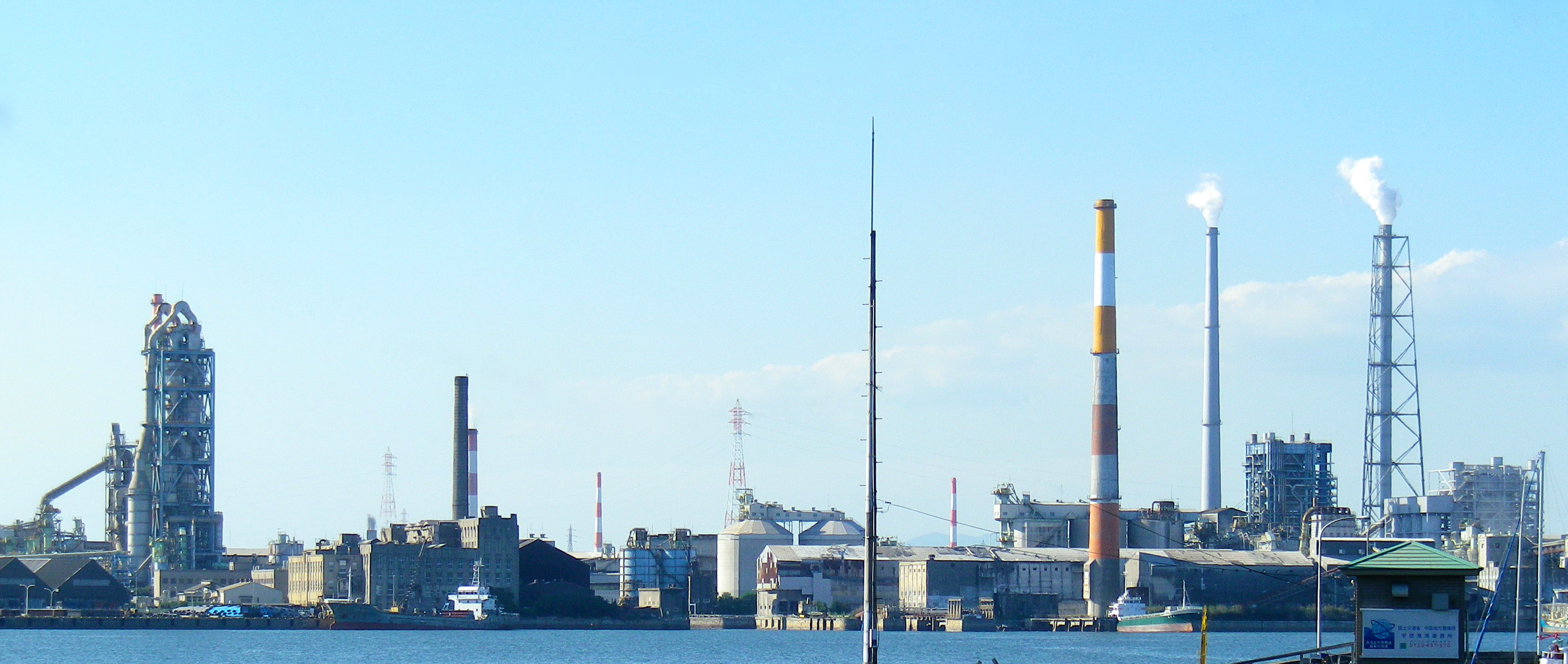
UBE宇部地区工場群

本市の工業は明治期から石炭産業で栄え、セメントや硫安の製造などとも結びつき発展する過程において、それら事業会社の合併買収を経てUBE（旧・宇部興産）グループが発足した。このため宇部市には同社を中心に関連企業や取引業者が集積し、同社の企業城下町であるとされる。それらの関係する企業群で、宇部市の工業出荷額の8割、従業員数の4割を占めると山口フィナンシャルグループ系のシンクタンクである山口経済研究所が公表している。
瀬戸内工業地域・北九州工業地帯の一角を担う一方で、エネルギー需要の変化とともに基幹産業の一つであった石炭採掘事業は1960年代に終焉を迎えた。1980年代以降は科学技術産業の蓄積を模索し、高度技術工業集積地域開発促進法（テクノポリス法）に基づきテクノポリス（宇部フェニックステクノポリス）の母都市に指定された。この構想によって、宇部市周辺に多数の工業団地が造成され、市内には山口日本電気（現・ルネサス セミコンダクタ マニュファクチュアリング）山口工場などの半導体工場が進出している。
なお、炭鉱の閉山以降もUBEグループは石炭事業として海外炭の輸入販売、貯炭事業を行っており、UBEの関連会社のUBE三菱セメントが宇部港沖ノ山地区に開設している「宇部コールセンター」は、国内最大規模の貯炭施設である。
2000年代以降は電力産業の進出も見られ、2004年（平成16年）から宇部興産の電力卸供給事業 (IPP) 部門として出力21.6万kWの火力発電所が稼働、事業移管を経てUBE三菱セメント宇部発電所として運用されている。このほか、中国電力、山口宇部ソーラー、JR西日本の3社が宇部市内に大規模太陽光発電所（メガソーラー）の建設を予定している。
| 事業者名                   | 事業名等                         | 出力     | 備考                           | 出典   |
| -------------------------- | -------------------------------- | -------- | ------------------------------ | ------ |
| 中国電力                   | 宇部太陽光発電所（仮称）         | 3,000 kW | 新宇部発電所の跡地の一部に建設 | [ 92 ] |
| 山口宇部ソーラー           | 宇部テクノパークメガソーラー事業 | 1,250 kW | -                              |        |
| 西日本旅客鉄道（JR西日本） | -                                | 5,000 kW | -                              |        |

工業事業所数は 234（2008年）で、産業別事業所数上位5位までの内訳は以下の通りである。
1. 一般機械器具 54
2. 金属製品 29
3. 食料品 29
4. 化学工業製品 17
5. 出版・印刷・同関連品 15

工業従業員数は 11,158人（2008年）で、産業別従業員数上位5位までの内訳は以下の通りである（単位：人）。
1. 化学工業製品 3,063
2. 電子デバイス 2,118
3. 一般機械器具 1,942
4. 食料品 870
5. 金属製品 595

工業製品等出荷額は 54,850,057万円（2008年）で、産業別出荷額上位5位までの内訳は以下の通りである（単位：万円）。
1. 化学工業製品 27,768,589
2. 電子デバイス 9,630,332
3. 一般機械器具 6,096,245
4. 窯業・土石製品 3,093,759
5. 鉄鋼 1,727,396

#### 商業

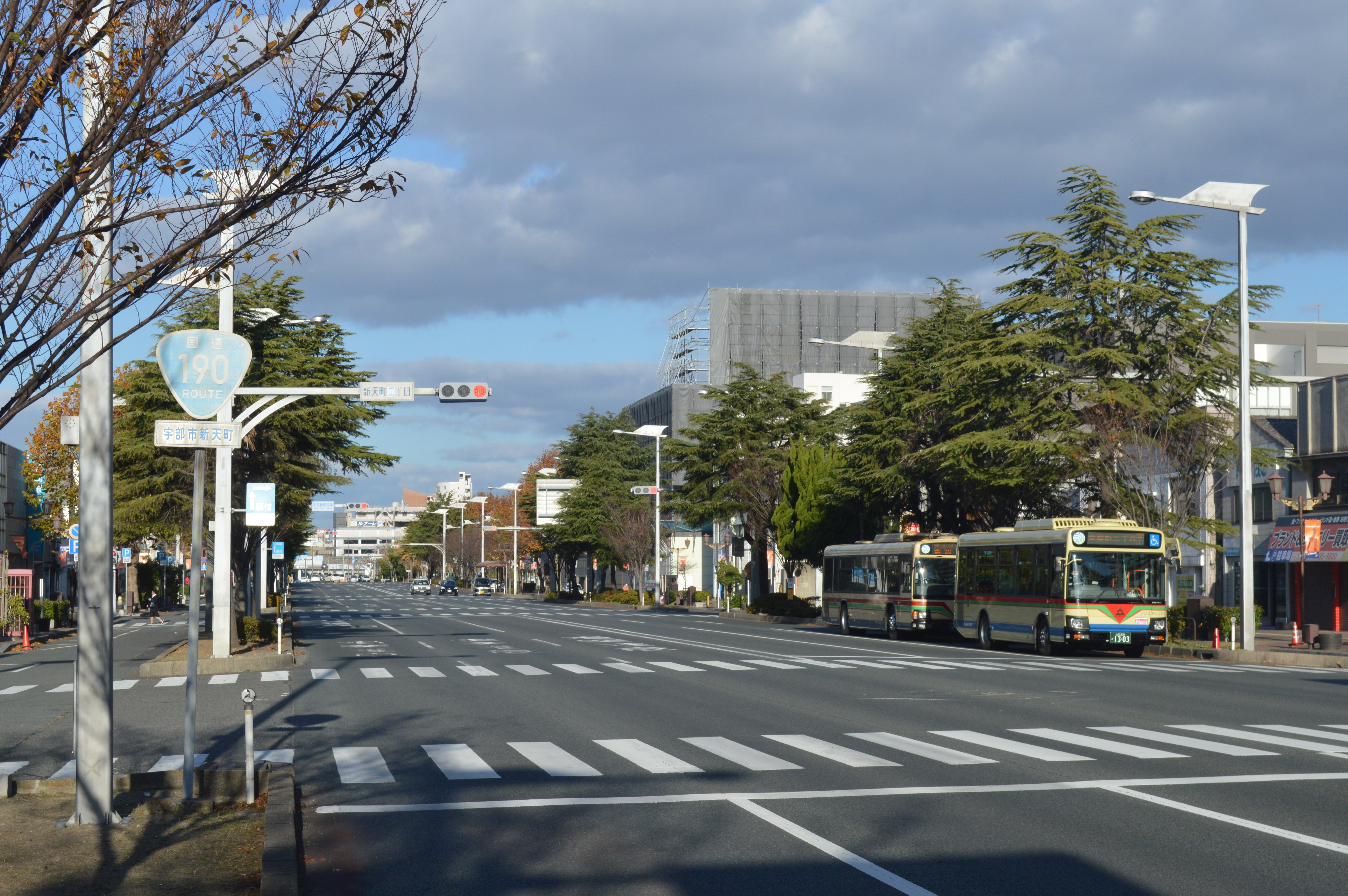
常盤通り

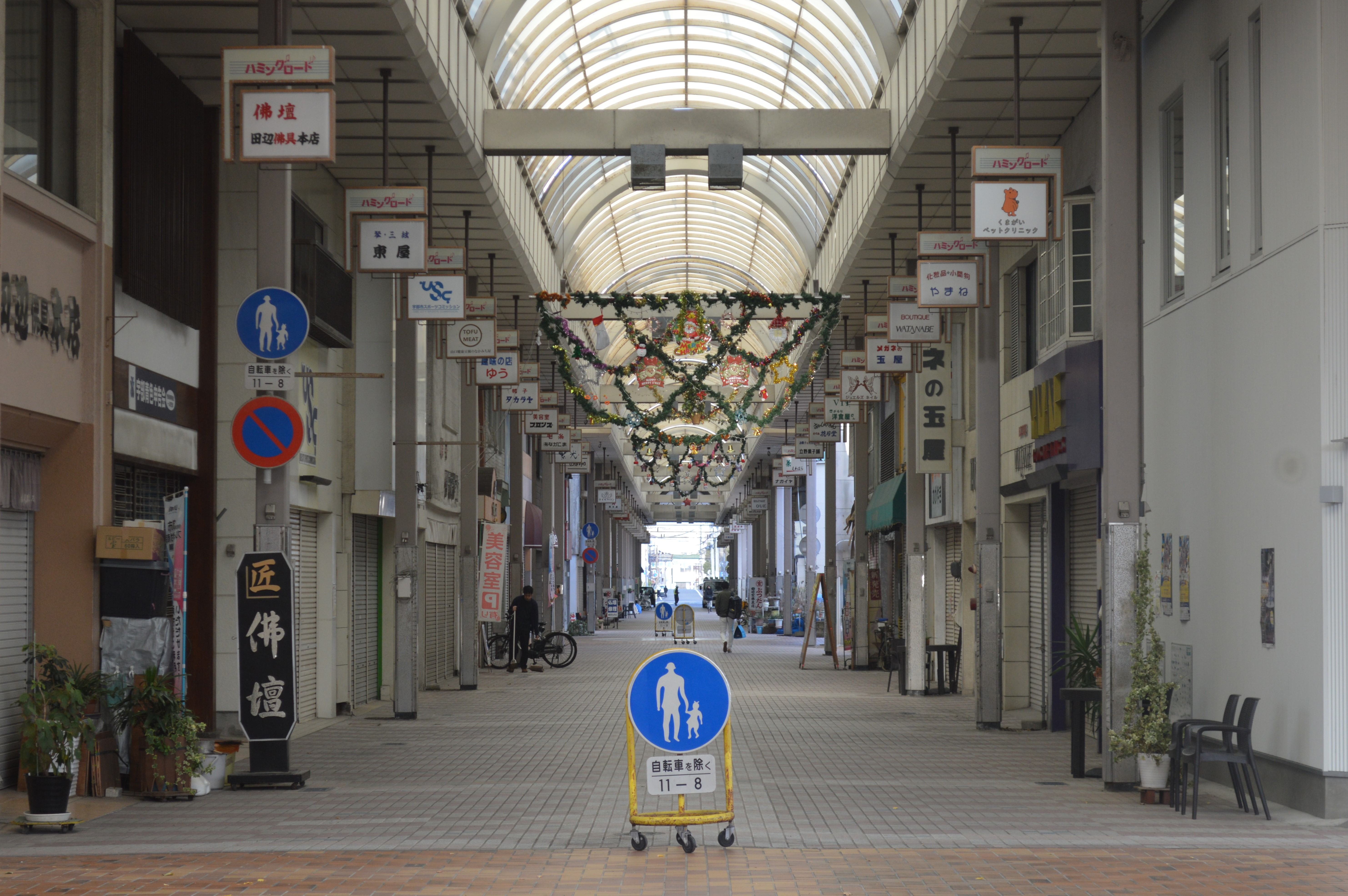
宇部新天町名店街（ハミングロード新天町）

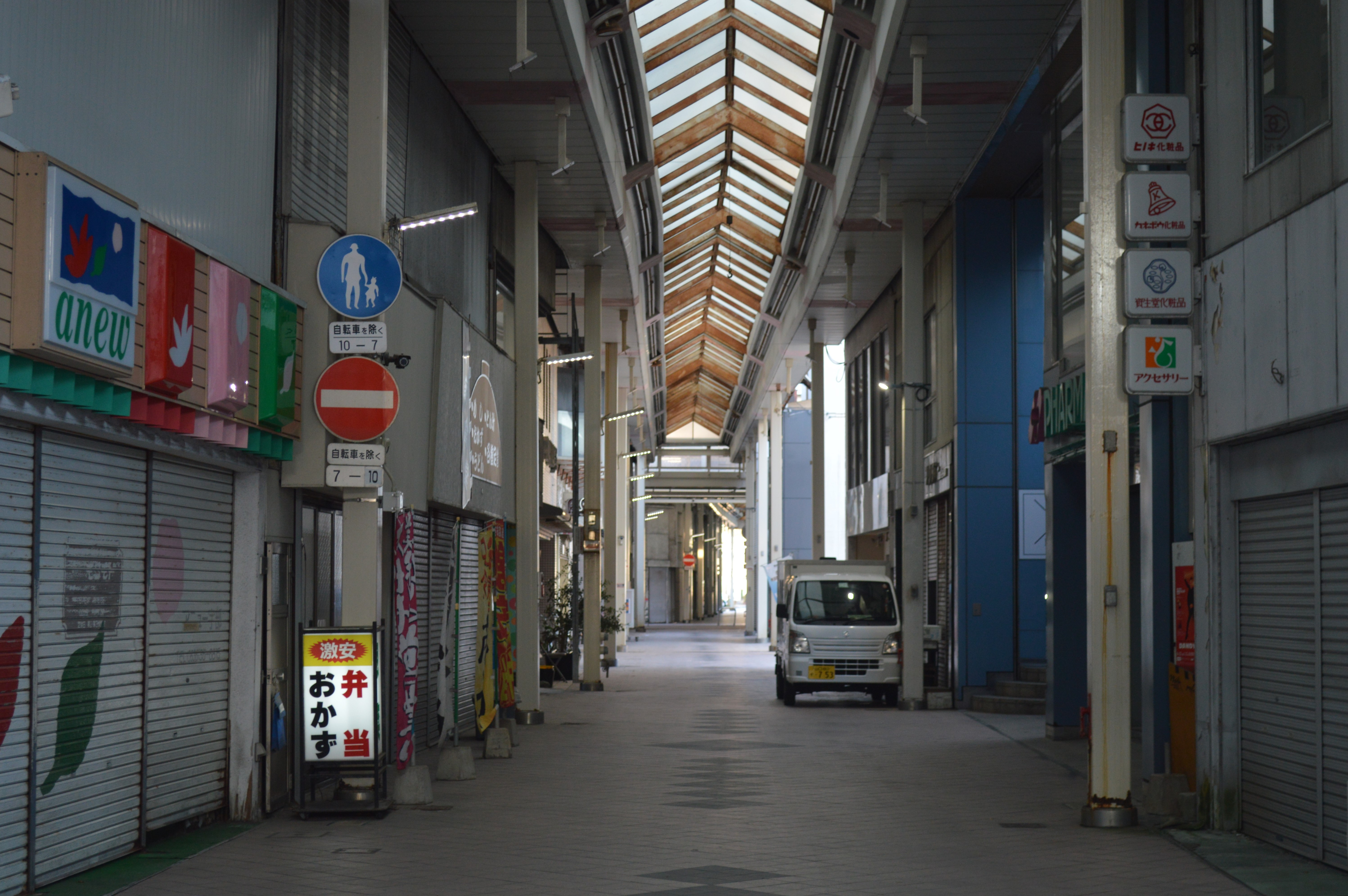
宇部中央銀天街

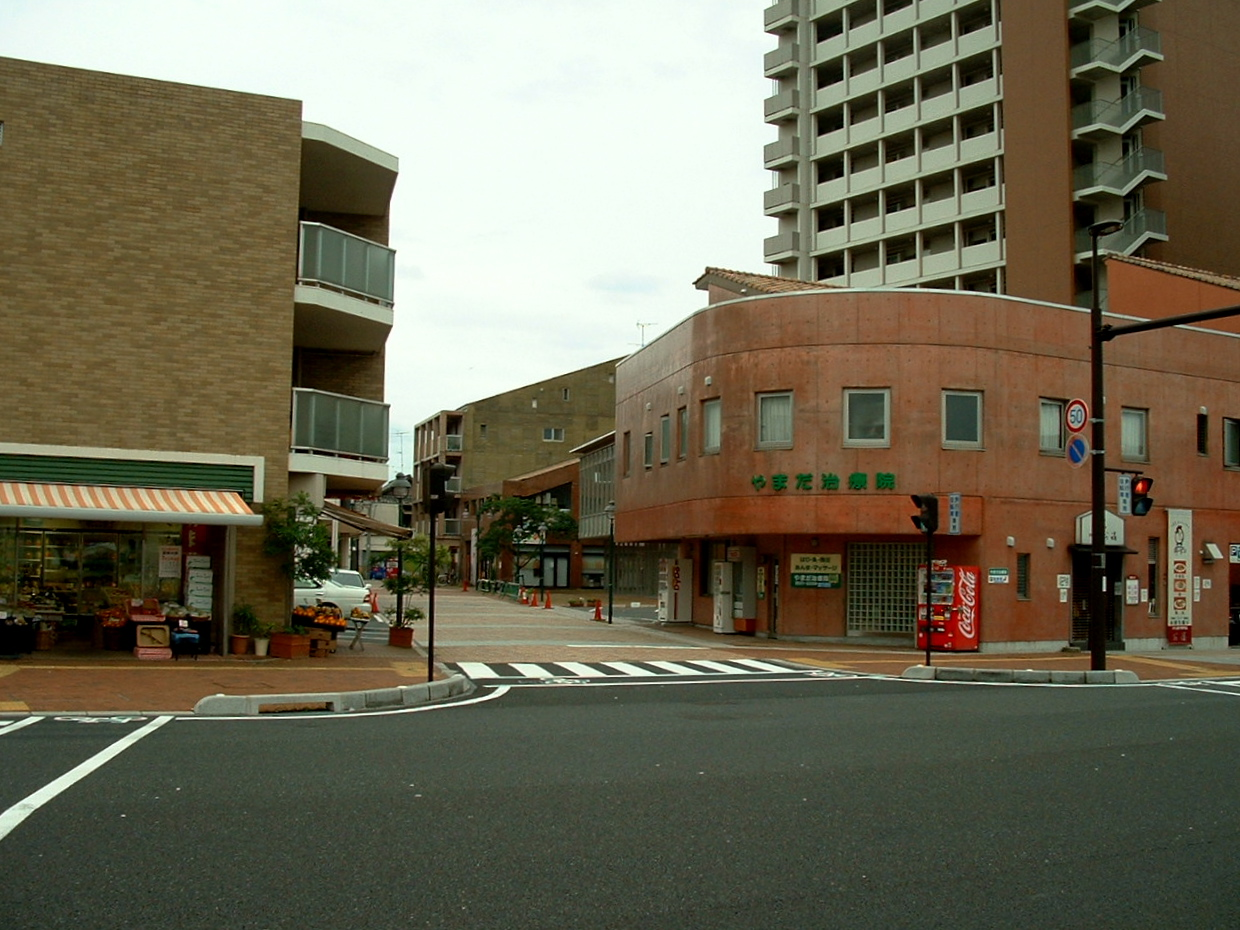
中央町三丁目土地区画整理事業施工地区

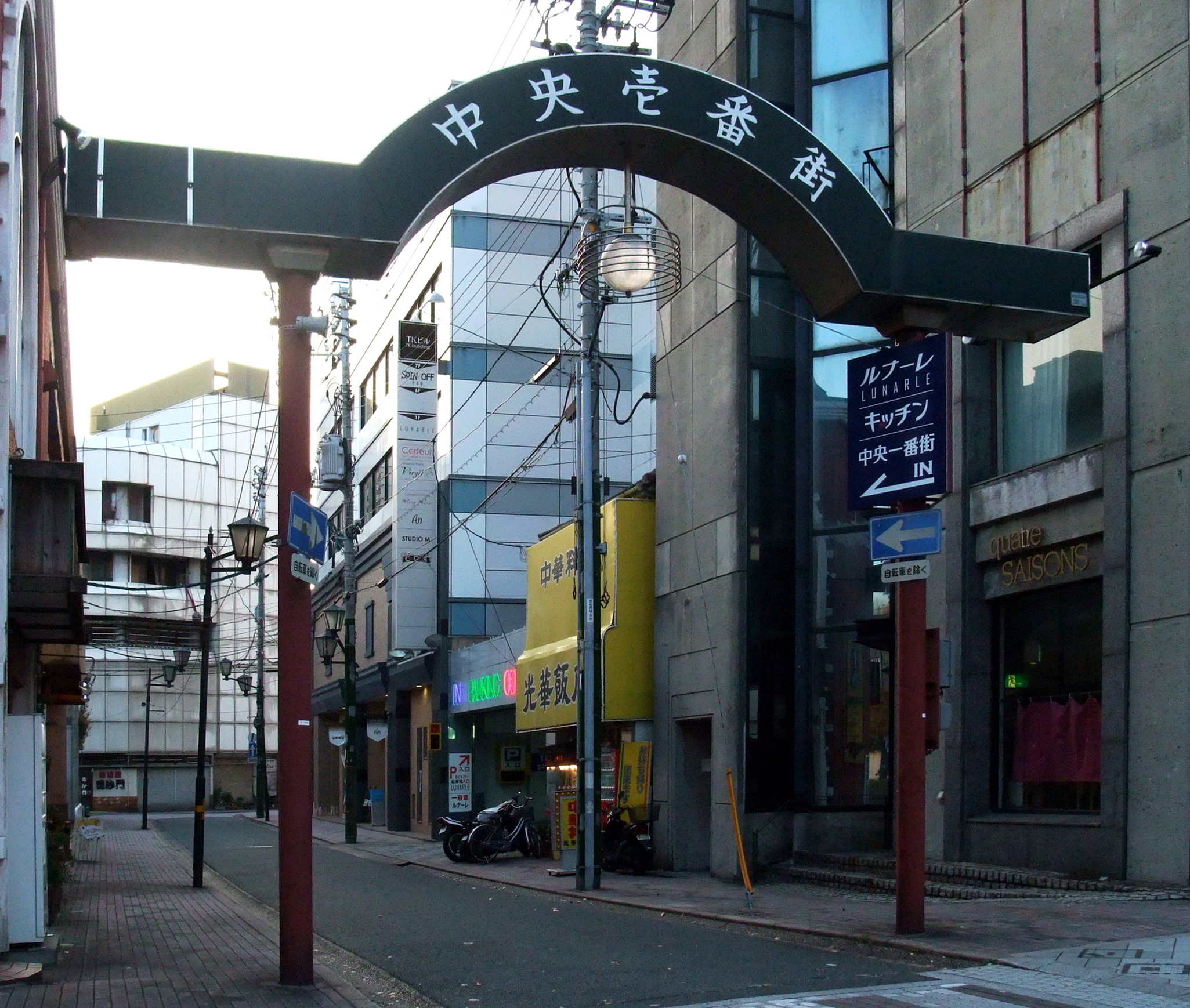
宇部中央壱番街

宇部市の商業は、炭鉱採掘による石炭産業の隆盛とともに発展してきた。海岸の各炭鉱を中心として商店街が発達したことで、東西約5kmにわたり帯のように広がる市街地が形成された。
太平洋戦争中の1945年8月、市街地中央部の宇部市役所（現在の宇部郵便局付近）周辺地域は米軍による空襲の被害を受け、一部の建物を除き全焼した。空襲の被害を受けた市街地は、戦災復興都市計画により幅員50mの常盤通りをはじめとした都市基盤の整備が進んだことで1950年代には復興し、宇部新天町名店街を中心に多数の商店街を形成した。
一方、空襲の被害が少なかった新川地区の中央町等では戦後まもなく闇市が発生した。この地区は宇部新川駅から宇部興産（現・UBE）へ徒歩で通勤する炭坑労働者の通り道でもあり、後に宇部中央銀天街、三炭町商店街、興産通り商店街等の商店街が形成され宇部市内最大の商業地区となった。
1960年代になり炭鉱が閉山すると宇部市の人口は急減し、帯状に広がった市街地の両翼に当たる藤山地区・岬地区等の商店街が衰退していった。閉山の影響は中心市街地にもおよび、主要な商店街のひとつであった三炭町商店街では多くの店舗が閉店したが、市中心部には「大和（だいわ）中央店」「大和（だいわ）駅前店」「ダイエー宇部店（後に「Let's O9」）」「宇部丸信」「エムラ宇部支店」「宇部井筒屋（後の山口井筒屋宇部店）」等、多数の商業施設があったこともあり、これらを核店舗とした宇部中央銀天街、新川駅前商店街、宇部新天町名店街等の商店街では影響は少なく、1970年代ごろには最盛期を迎える。
1983年10月、宇部市の西側に隣接していた当時の小野田市（現・山陽小野田市）に大型ショッピングセンター（SC）のサンパークおのだ（現・おのだサンパーク）が開業した。モータリゼーションが進展しつつあった宇部都市圏において、無料の大型駐車場を備える大型SCの開業は市中心部の商業にも大きな影響を与え、これ皮切りに中心商店街から郊外型の大型SCへと客足がシフトしていった。
1990年代に入ると、郊外への大型SCのさらなる出店と中心市街地の既存商業施設の閉店が相次いだ。1995年2月、売り上げの減少と店舗の老朽化を受け大和駅前店が中央店に統合される形で閉店した。その翌年の1996年3月、宇部市の東側に隣接していた当時の阿知須町（現・山口市）にサンパークあじすが開業し、これと入れ替わる形で同年8月にLet's09が閉店した。大型SCの進出は周辺市町から宇部市内にもおよび、同年9月にゆめタウン宇部、翌1997年3月にハイパーモールメルクス宇部が開業した。1998年末、大和中央店が店じまい宣言をし一旦閉店したものの、地元住民からの再開要望を受け大幅に規模を縮小した上で営業を再開した。再開した同店は商店街の核となる大型店とは言い難く、この時点で宇部中央銀天街は事実上核店舗を失った。1999年3月、宇部都市圏で最大の売り場面積をもちシネマコンプレックス等の娯楽施設も備えたフジグラン宇部が開業した。中心部から近く車で容易にアクセスできる同SCの開業は中心商店街にさらなる打撃を与え、宇部東宝等の中小規模映画館が相次いで閉店したほか、2000年2月には宇部新天町名店街の核店舗であった宇部丸信が破綻した。
これら一連の流れの中で、1982年に2,800店を超えていた宇部市内の小売業の商店数は2007年までに約1,600店舗に減少した一方、同売り場面積は約16万mm2から265,285m2に、年間商品販売額は約150,000百万円から約174,936百万円に増加している。中心部（神原・新川地区）の年間商品販売額は1991年に60,000百万円を超えた が、バブル景気崩壊後の消費不況や前述のように消費者が郊外へと流れたこともあって、2007年には約36,438百万円に減少している。
商業事業所数は 2,061（2007年度）で、1994年度の事業所数3045に対し984減少しており減少傾向にある。内訳は以下の通りである。
1. 飲食料品小売業 556
2. 織物・衣服・身の回り品小売業 176
3. 自動車・自転車小売業 163
4. 家具・じゅう器・機械器具小売業 134
5. 機械器具卸売業 134

年間商品販売額は 46,985,249万円（2007年度）で、1994年度の55,589,316万円に対し5,604,067万円減少しており減少傾向にある。内訳は以下の通りである（単位：万円）。
1. 建築材料、鉱物・金属材料卸売業 10,658,169
2. 機械器具卸売業 6,642,282
3. 飲食料品小売業 5,308,065
4. 飲食料品卸売業 4,704,245
5. 自動車・自転車小売業 2,417,488

##### 宇部市内の主な商店街と構成団体
2011年現在、宇部市内には下記26団体の商店街組織がある。
中心市街地
- 相生町商店街（相生町）
- 宇部新天町名店街協同組合（新天町）
- 宇部中央壱番街振興会（中央町）
- 宇部中央銀天街協同組合（中央町）
- 宇部中央バス停商店街協同組合（中央町・相生町）
- 宇部市常盤通振興会（常盤町・新天町）
- 興産通り商店街（中央町）
- 琴芝駅通り商店会（常盤町・寿町・琴芝町）
- 新川駅前商店街（中央町）
- 新町商店会（新町）
- 錦橋一丁街商店街（新天町）
- 松島町繁栄会（松島町）

その他
- 西岐波商興会
- 床波商店会
- 昭和町一丁目商店会
- 錦町商店会
- 錦町六丁目商店会
- 上宇部商店会
- 小羽山商店会
- 厚東商興会
- 二俣瀬商興会
- 西宇部商店街振興会
- 東新川商工繁栄会
- 吉部商工連盟
- 船木商工連盟
- 万倉商工連盟

##### 宇部市内の主な商業施設
2011年現在、宇部市の中心市街地には、以下のような大規模小売店鋪が存在する。
- ハイパーモールメルクス宇部
- フジグラン宇部
- ゆめタウン宇部

#### 主な企業

##### 宇部市内に本社・本店・本部を置く主な企業

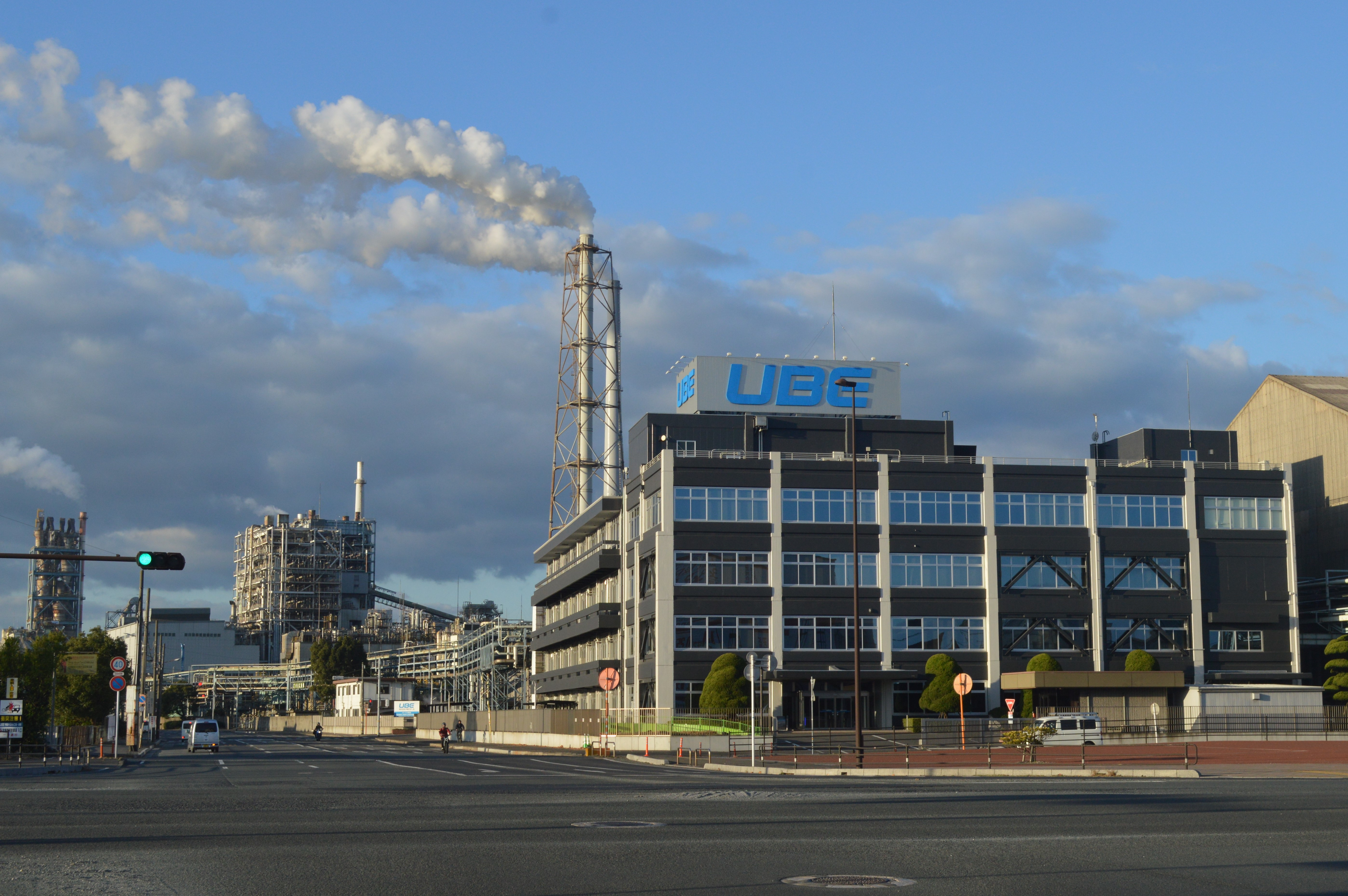
UBE宇部事業所（旧宇部本社）1号館

太陽家具百貨店本社・宇部本店

- アースクリエイティブ（本社・リサイクルセンター）
- 宇部蒲鉾（本社・工場）
- 宇部日報社（本社・印刷センター）
- うべ未来エネルギー（本社）
- エフエムきらら（本社）
- エムビーエス（本社）
- セントラル硝子（本店、宇部工場、化学研究所）
- 太陽家具百貨店（本社・宇部本店）
- チタン工業（本社、宇部工場、宇部開発センター）
- 超高温材料研究所（本社、山口事業所）
- UBE（宇部事業所、医薬研究所、宇部ケミカル工場、宇部ケミカル工場藤曲地区、宇部電子工業部材工場）
  - UBEマシナリー（本社・工場）
    - 宇部スチール（本社・工場）

  - 宇部総合サービス（本社）
  - ユービーイーホテルズ（本社、ANAクラウンプラザホテル宇部）
  - 宇部情報システム（本社、情報通信センター） - UBEが49%出資。
- UBE三菱セメントグループ
  - MUアークライン（本社）
  - 宇部マテリアルズ（本社、宇部事業所、宇部工場、企画開発本部）
- 日産プリンス山口販売（本社）
- 船木鉄道（本社）
- ヤナギヤ（本社・工場）
- ユーピーアール（宇部本社、山口営業所）
- TSテクノロジー（本社）

##### 宇部市内に主力拠点を置く主な企業
- 明石被服興業（宇部工場、宇部営業所）
- エムシー・ファーティコム（宇部支店、宇部工場）
- 協和キリン（宇部工場）
- サニクリーン広島（宇部支店）〔宇部臨空頭脳パーク[67]〕
- 太陽石油（山口事業所）
- 高田工業所（宇部工場）
- 東横化学（山口営業所）
- テクノUMG（宇部工場、研究開発本部）
- UBE三菱セメント（宇部セメント工場、研究所〈宇部〉、宇部コールセンター、石炭技術センター、宇部発電所、宇部伊佐専用道路）
- 理想科学工業（宇部事業所）〔瀬戸原団地 第1工区[68]〕
- 富士レビオ（宇部事業所）〔瀬戸原団地 第1工区[68]〕

##### 宇部市発祥・拠点を置いていた企業
- アルファクス・フード・システム - 宇部市西本町に本社を置いていたが、2012年に山陽小野田市へ移転。旧本社ビルはデータセンターに転換。
- 向学社 - 宇部市松島町で宇部進学教室として創業し、小郡町（2005年に山口市と新設合併）へ移転。
- セイエル - 宇部市に本社を置いていた伊藤薬品から山口県の営業網を引き継いでいる。
- ティーエスアルフレッサ - 宇部市に本社を置いていた常盤薬品・末永天正堂を吸収合併。
- 富士通山口情報 - 宇部市内の山口テクノパークに本社を置いていたが、2021年に富士通Japanへ吸収合併。
- 山口井筒屋 - 宇部市で創業し、山口市にあるちまきやの店舗を吸収する形で同市へ本社を移転、後に宇部市の店舗を閉鎖しサテライトショップを再出店。
- ユニクロ（ファーストリテイリング） - 柳井正の父・柳井等が宇部市中央町に創業した小郡商事が前身。1998年に山口市へ本社を移転。
- ルネサス セミコンダクタ マニュファクチュアリング - 神元・第2神元団地に山口工場を設置・操業していたが、2022年に閉鎖。

##### 金融機関

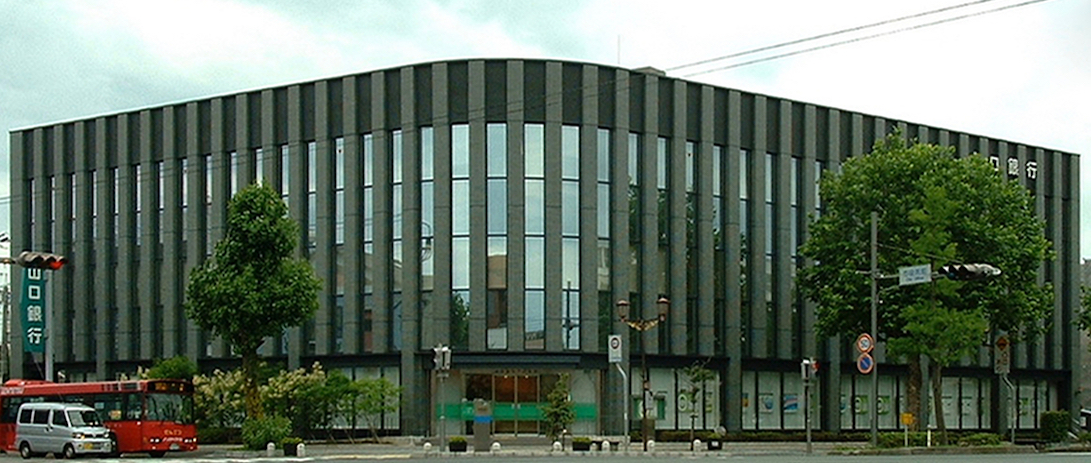
山口銀行宇部支店

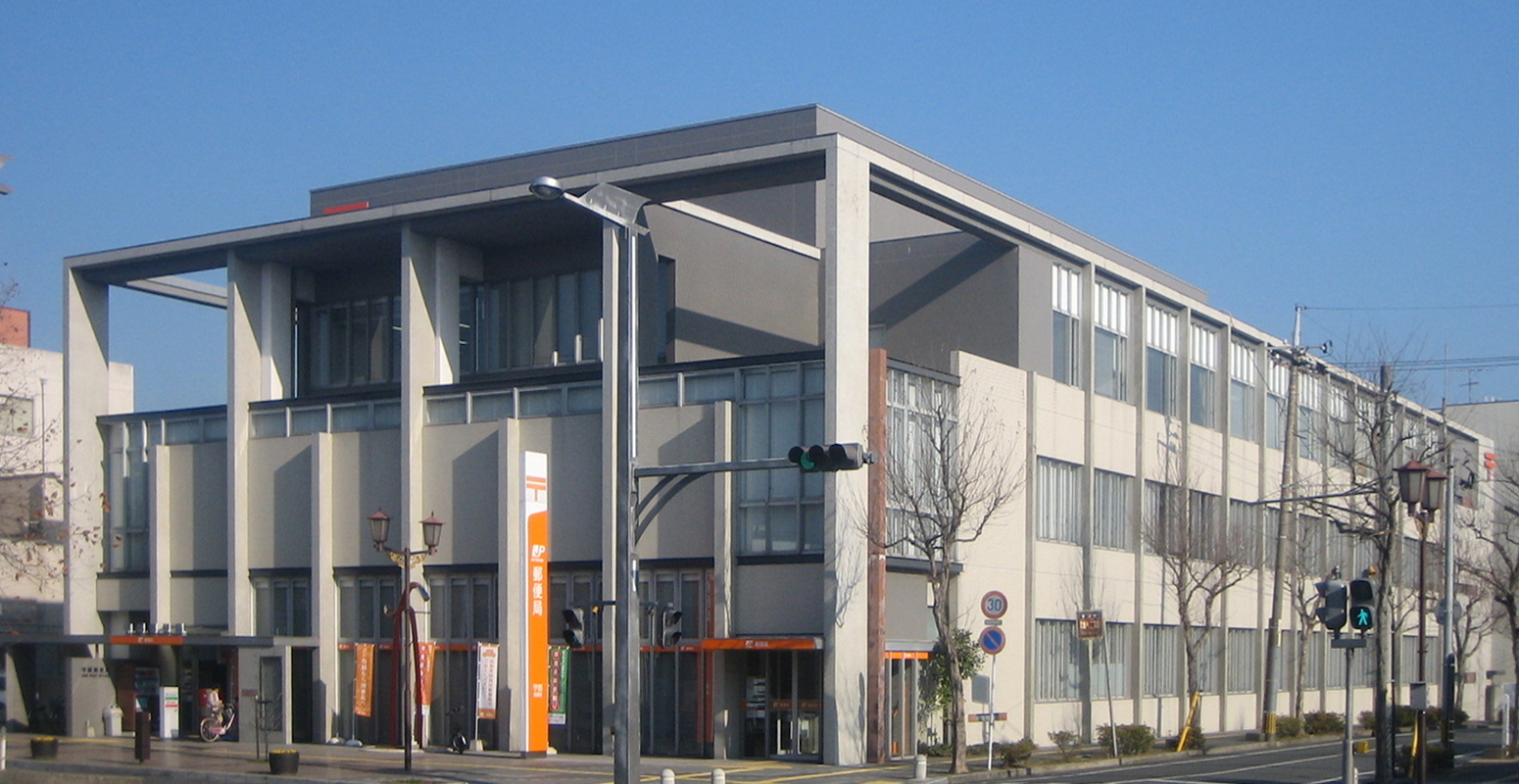
宇部郵便局

- 山口銀行
- 西京銀行
- 三菱UFJ銀行
- 広島銀行
- 福岡銀行
- もみじ銀行
- 西日本シティ銀行
- 西中国信用金庫
- 信用組合広島商銀
- 朝銀西信用組合
- 中国労働金庫
- 山口県信用組合

##### その他
証券業
- 岡三証券
- 東洋証券
- ひろぎん証券
- みずほ証券
- 藍澤證券
- ワイエム証券

保険
- 朝日生命保険
- ジブラルタ生命保険
- 損害保険ジャパン
- 大同生命保険
- 太陽生命保険
- 三井住友海上火災保険

旅行代理店
- サンデン旅行
- ANAセールス
- フジ・トラベル・サービス
- 防長トラベル

卸売業
- 西華産業 - 山口支店
- メタルワン西日本 - 宇部支店（旧・日商岩井宇部支店）
- ソーダニッカ - 宇部営業所

建設業
- 鹿島建設 - 山口西部出張所
- 積水ハウス - 宇部オフィス
- 大成建設 - 山口営業所
- 高田工業所 - 宇部工場
- 中電工 - 山口西部支社
- 百年住宅西日本 - 山口営業所

ソフトウェア販売会社
- アシスト - 宇部サポートセンター

物流業
- 佐川急便 - 宇部営業所
- 西濃運輸 - 宇部支店
- 日本通運 - 宇部営業所
- 福山通運 - 宇部支店
- 三菱ケミカル物流 - 山口支店

管工事業
- 新菱冷熱工業 - 山口営業所

機械製造・販売
- 富士電機 - 山口営業所
- 富士電機テクニカ - 山口出張所

## 姉妹都市・提携都市

### 国内
- 京都府 宇治市
  - 2011年（平成23年）11月23日 災害時相互応援協定締結[95]。

### 海外
- ニューカッスル（Newcastle）（オーストラリア ニューサウスウェールズ州）
  - 1980年（昭和55年）11月21日 姉妹都市提携[96]。
- 威海市（Weihai）（中華人民共和国 山東省）
  - 1992年（平成04年）5月18日 友好都市提携[97]。
- カステジョ・デ・ラ・プラーナ（Castelló de la Plana）（スペイン バレンシア州）
  - 2019年（平成31年）4月4日 姉妹都市提携

## 文化

### 緑と花と彫刻のまち
市内の常盤公園とその中にある緑と花と彫刻の博物館（ときわミュージアム）の野外彫刻展示場（旧・宇部市野外彫刻美術館）は、箱根の箱根 彫刻の森美術館と並んで、野外の彫刻美術館としては国内の双璧をなす。国内屈指の彫刻ビエンナーレであるUBEビエンナーレ（現代日本彫刻展）の会場としても全国的にその名が知られており、同展は若手彫刻家の登竜門となっている。

### 村野藤吾と宇部

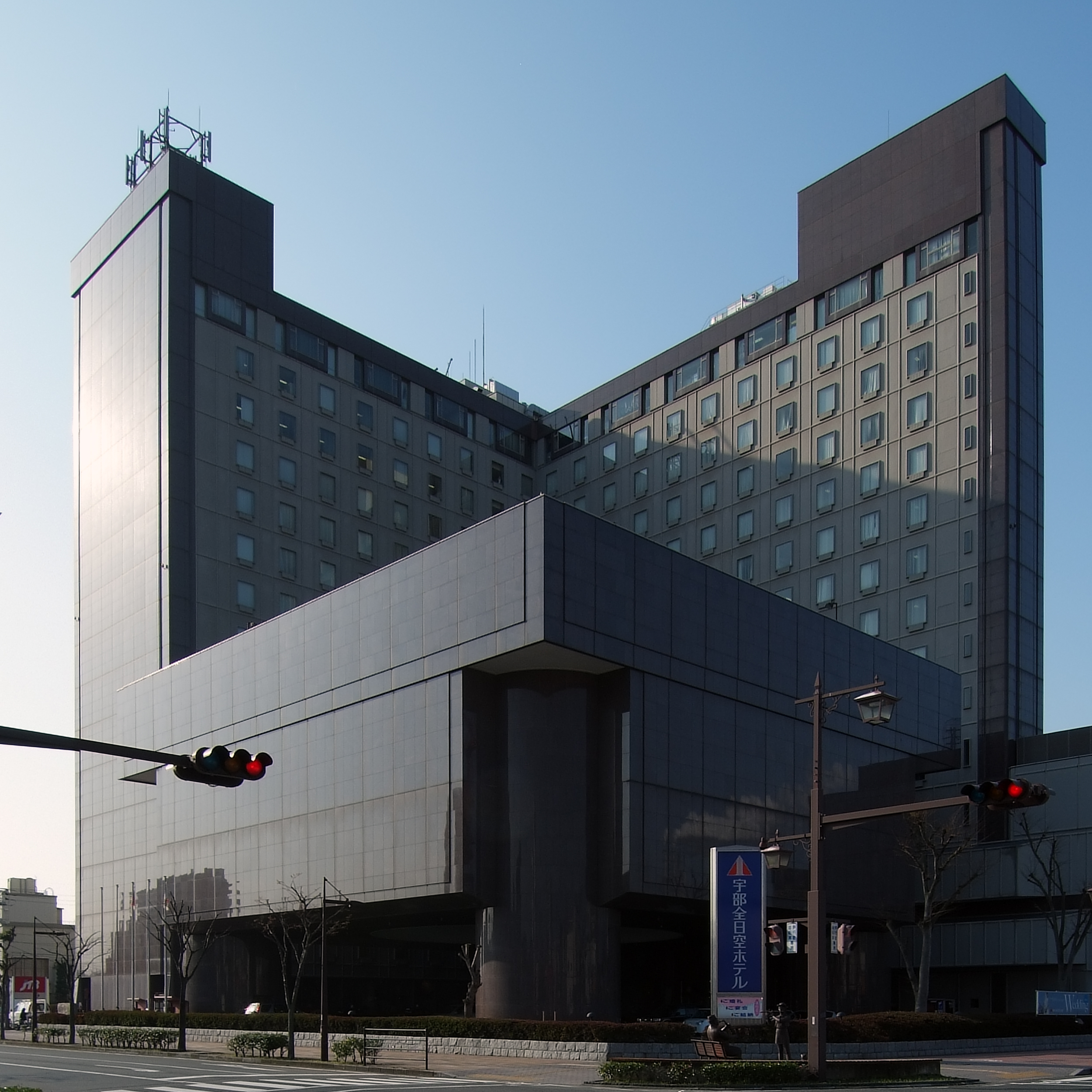
宇部興産ビル

市内には村野藤吾の建築作品が散在しており、主なものとして村野の最初期の作品である宇部市渡辺翁記念会館や生前最後に完成した宇部興産ビル等がある。宇部市渡辺翁記念会館については、村野自身も「私の出世作」と語っており、2005年（平成17年）12月27日には村野の作品として初めて国の重要文化財に指定された。また、実現はしなかったものの、「宇部図書館」「宇部商工会議所」「宇部鉱業会館」等の建設計画の設計図が、現在も村野・森建築事務所に保管されている。
宇部市内にある村野藤吾が設計した建築物は以下の通り。
- 宇部工業会館（1931年完成、解体済） - 宇部興産宇部本社旧館を経て、2000年に道路拡幅工事のため取り壊し。
- 宇部市渡辺翁記念会館（1937年完成、現存）
- 宇部銀行本店（1939年完成、現存） - 山口銀行宇部支店を経て、2010年より宇部市旧宇部銀行館。
- 宇部油化工業（1939年完成、空襲で大部分が焼失） - 敷地は協和発酵が引き継ぎ、2019年より協和キリン宇部工場。
- 宇部窒素工業（1941年完成、現存） - 宇部興産ケミカル工場事務所を経て、2022年よりUBE宇部ケミカル工場事務所。
- 宇部興産中央研究所（1951年完成、現存） - 宇部興産研究開発本部を経て、2022年よりUBE研究開発本部。
- 宇部市文化会館（1979年完成、現存）
- 宇部興産ビル（1983年完成、現存）

### 伝統芸能
- 南蛮音頭 - 石炭の巻き上げ装置である「南蛮車」を押しながら歌われた仕事唄を現代化したもの[100]。
- 岡田屋百手神事（宇部市指定無形文化財）

### 食文化
吉部地区には特産の米を活かした「幽霊寿司」という珍しい食文化が残っている。これは、白米が食べられることへの感謝をこめた押寿司で、色白の「幽霊」を表現するため表面に具材を置かないのが特徴である。現代に見られる色白で足のない幽霊のイメージは江戸時代に形成されたものであり、「幽霊寿司」という名称からも成立時期は江戸時代以降とする説が有力である。

### 宇部市を舞台とした作品
映画
- 釣りバカ日誌12 史上最大の有給休暇
- 式日

アニメーション
- 新世紀エヴァンゲリオン （1カットのみ）
- シン・エヴァンゲリオン劇場版
  - 『シン・エヴァンゲリオン劇場版』物語終盤にて宇部新川駅が登場した。
  - 庵野秀明監督は宇部市出身である。

- これが私の御主人様
- カッタ君物語

## メディア
新聞
- 宇部日報本社（地元紙）
- 山口新聞（みなと山口合同新聞社）宇部支社
- 朝日新聞宇部支局
- 毎日新聞宇部通信部
- 読売新聞宇部支局

放送
- FMきらら（コミュニティ放送）
- NHK山口放送局宇部地域支局
- テレビ山口宇部支局
- 山口放送宇部支局
- また、山口ケーブルビジョンのサービスエリア内である。

## 地域

### 医療

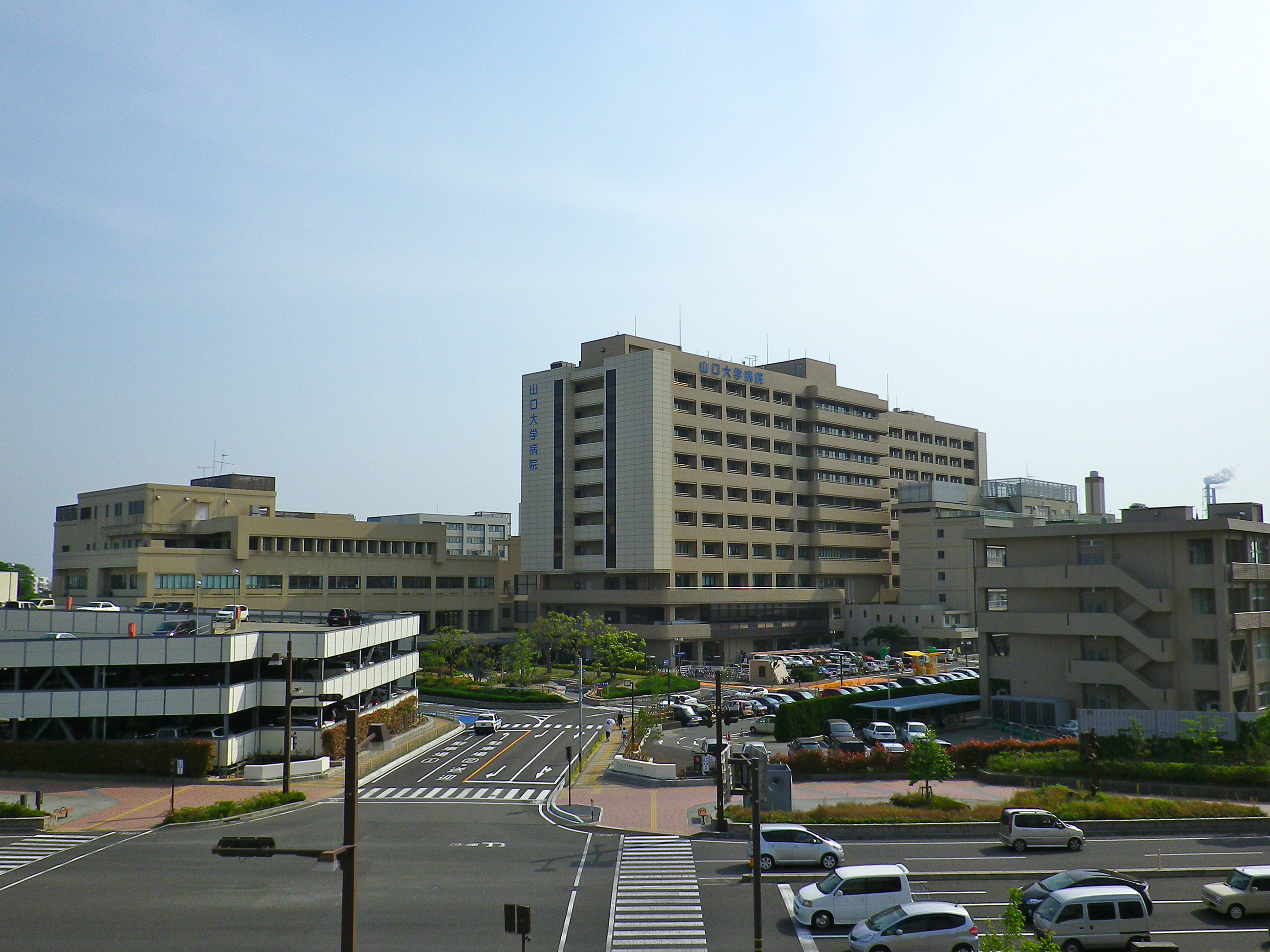
山口大学医学部附属病院

宇部市の平均寿命は男性が77.3歳、女性が85.0歳である。市内には山口大学医学部附属病院、宇部中央病院、国立病院機構山口宇部医療センターの3つの病院をはじめ、多数の病院が点在しており、人口1万人あたりの病院・診療所数は全国第38位、人口1万人あたりの医師数は全国第19位（山口県内第1位）である。

#### 市内にある主な医療機関
- 山口大学医学部附属病院
- 国立病院機構山口宇部医療センター（山口がん・呼吸器センター）
- 宇部記念病院
- 宇部協立病院
- 宇部中央病院
- 尾中病院
- 厚南セントヒル病院
- セントヒル病院

### イメージキャラクター
- 市のイメージキャラクターとして彫刻をモチーフとした「チョーコクン」がいる他、市の環境イメージキャラクターとして「エコハちゃん」がいる。

## 教育機関

### 大学
国立
- 山口大学
  - 常盤キャンパス（工学部）
  - 小串キャンパス（医学部）

公立

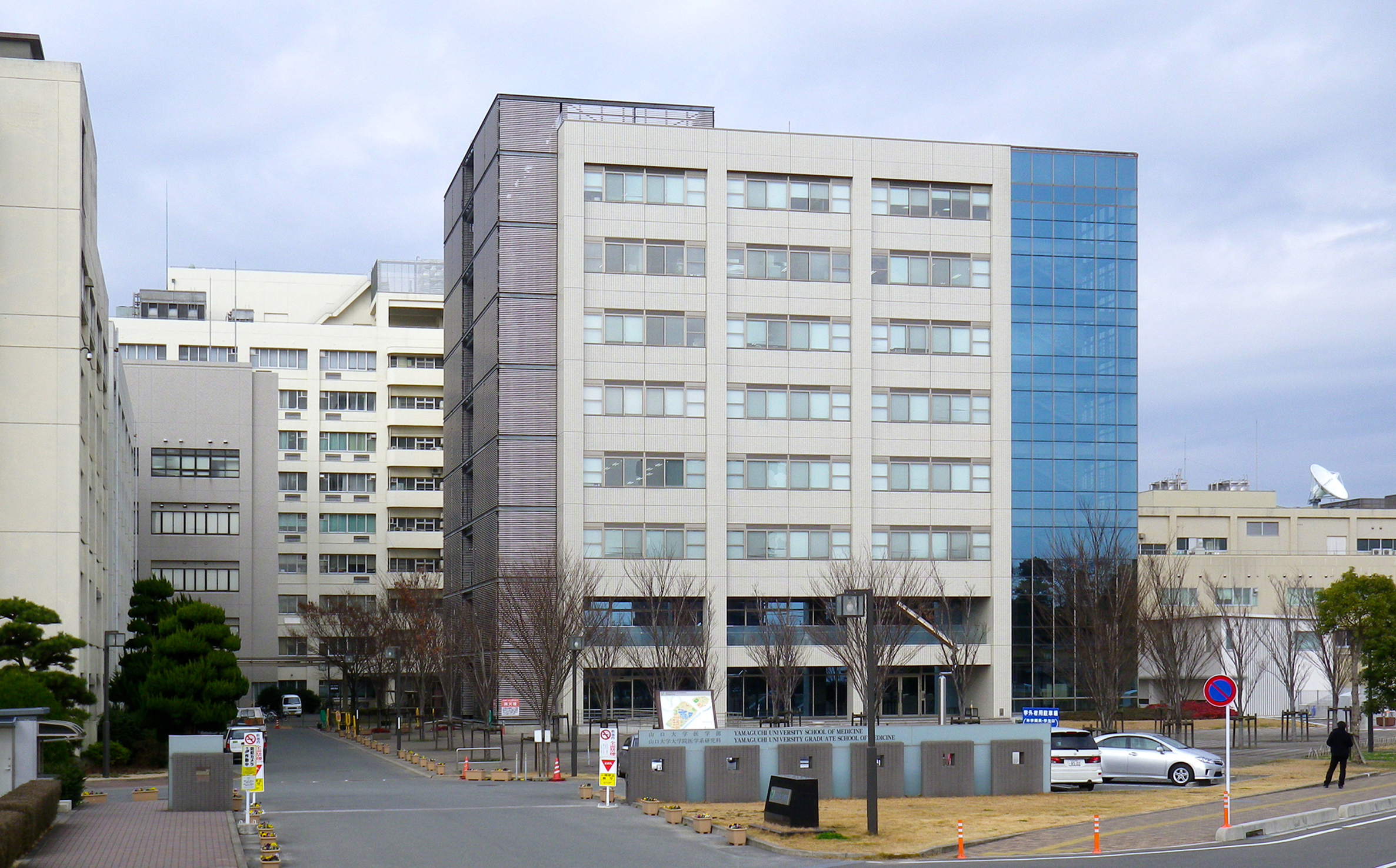
山口大学小串キャンパス（医学部）

- 山陽小野田市立山口東京理科大学（本部は山陽小野田市域にあるが、敷地の一部が宇部市にまたがる）

私立
- 宇部フロンティア大学
- 宇部フロンティア大学短期大学部

### 高等専門学校
- 宇部工業高等専門学校

### 高等学校
公立
- 山口県立宇部高等学校
- 山口県立宇部工業高等学校
- 山口県立宇部商業高等学校
- 山口県立宇部中央高等学校
- 山口県立宇部西高等学校

私立
- 宇部鴻城高等学校
- 宇部フロンティア大学付属香川高等学校※中高併設
- 慶進高等学校（旧宇部女子高等学校）※中高併設
- 精華学園高等学校山口宇部校

### 中学校
公立
| - 宇部市立東岐波中学校（ひがしきわ） - 宇部市立西岐波中学校（にしきわ） - 宇部市立常盤中学校（ときわ） - 宇部市立上宇部中学校（かみうべ） - 宇部市立神原中学校（かみはら） | - 宇部市立桃山中学校（ももやま） - 宇部市立藤山中学校（ふじやま） - 宇部市立厚南中学校（こうなん） - 宇部市立川上中学校（かわかみ） - 宇部市立黒石中学校（くろいし） | - 宇部市立楠中学校（くすのき） - 宇部市立厚東川中学校（ことうがわ） |

私立
- 宇部フロンティア大学付属中学校※中高併設
- 慶進中学校※中高併設

### 小学校
| - 宇部市立東岐波小学校（ひがしきわ） - 宇部市立西岐波小学校（にしきわ） - 宇部市立恩田小学校（おんだ） - 宇部市立上宇部小学校（かみうべ） - 宇部市立岬小学校（みさき） - 宇部市立見初小学校（みぞめ） | - 宇部市立琴芝小学校（ことしば） - 宇部市立神原小学校（かみはら） - 宇部市立新川小学校（しんかわ） - 宇部市立鵜ノ島小学校（うのしま） - 宇部市立藤山小学校（ふじやま） - 宇部市立厚南小学校（こうなん） | - 宇部市立原小学校（はら） - 宇部市立厚東小学校（ことう） - 宇部市立二俣瀬小学校（ふたまたせ） - 宇部市立小野小学校（おの） - 宇部市立常盤小学校（ときわ） - 宇部市立小羽山小学校（おばやま） | - 宇部市立西宇部小学校（にしうべ） - 宇部市立川上小学校（かわかみ） - 宇部市立黒石小学校（くろいし） - 宇部市立吉部小学校（きべ） - 宇部市立万倉小学校（まぐら） - 宇部市立船木小学校（ふなき） |

### 特別支援学校
- 山口県立宇部総合支援学校

### 専修学校・各種学校
- YICビジネスアート専門学校（旧山口情報ビジネス専門学校）
- 山口医療福祉専門学校

## 観光

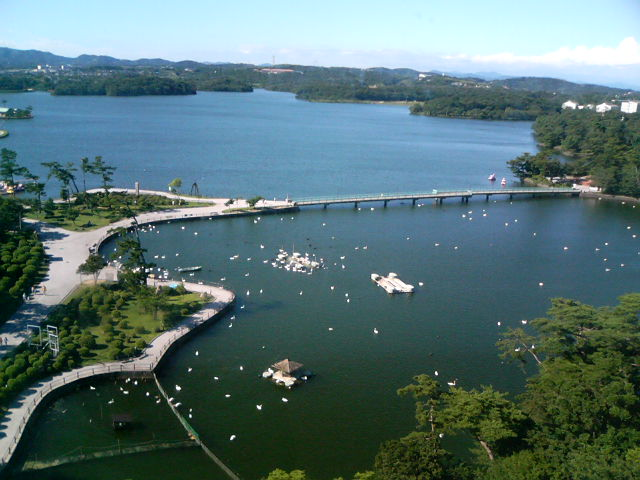
ときわ公園

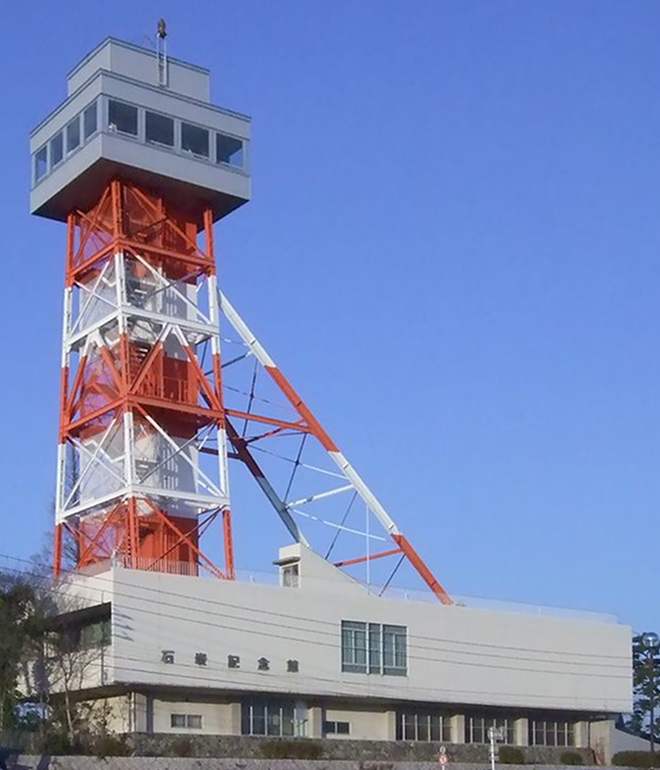
石炭記念館

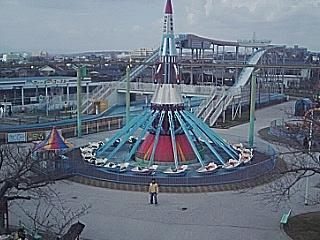
常盤遊園地

市の東部に遊園地や動物園等を併設した総合公園の常盤公園 (宇部市)がある。同公園では野外彫刻の国際コンクール・展覧会のUBEビエンナーレが隔年で開催されており、「大賞（宇部市賞）」と「宇部興産賞」に選ばれた作品は、宇部市が買いあげた上で市内各所に展示している。毎年7月下旬に宇部港で開催される宇部市花火大会は単独開催の花火大会としては山口県内最大規模である。毎年11月に中心市街地で開催される宇部まつりには市内外から多くの人々が来場している。
近年では、宇部都市圏の企業や行政機関等の団体で構成する宇部・美祢・山陽小野田産業観光推進協議会が中心となって、UBEの工場や専用道路（宇部伊佐専用道路）のほか、地域の産業施設を見学する産業観光ツアーが開催されている。

### 市内にある主な観光地
常盤公園
- 石炭記念館
- 常盤池
- 常盤神社
- 常盤遊園地
- 緑と花と彫刻の博物館（ときわミュージアム）

温泉
- 片倉温泉
- 楠こもれびの郷
- 持世寺温泉
- 宗方温泉

海水浴場
- キワ・ラ・ビーチ
- 白土海水浴場

ゴルフ場
- 宇部72カントリークラブ
- アイランドゴルフガーデン宇部
- メキシコゴルフクラブ

産業
- 今富ダム公園
- 宇部蒲鉾
- 宇部伊佐専用道路
- 真締川ダム
- 渡辺翁記念会館（村野藤吾設計、国の重要文化財）

史跡・自然・名勝
- 荒滝山
  - 荒滝の滝

- 吉部の大岩郷
- 霜降山
  - 霜降城跡：県指定史跡

- 荒滝山城：県指定史跡
- 宗隣寺龍心庭
- 福原史跡公園（福原邸跡）

神社・仏閣等
- 北向地蔵
- 琴崎八幡宮

### 主な祭事・催事
| 月日       | 行事                       | 場所                                          | 備考                     |
| ---------- | -------------------------- | --------------------------------------------- | ------------------------ |
| 1月下旬    | 中国山口駅伝競走大会       | 国道190号（山口市方面） 起点：宇部市役所      |                          |
| 3月中旬    | くすのきカントリーマラソン | 楠・小野地区 起終点：万倉ふれあいセンター付近 |                          |
| 3月下旬    | 岡田屋百手神事             | 岡田屋公会堂                                  | 宇部市指定無形民俗文化財 |
| 4月3日     | さくらまつり               | ときわ公園                                    |                          |
| 4月24日    | 北向地蔵大祭               | 北向地蔵                                      |                          |
| 5月1日     | 宇部市八十八夜お茶まつり   | アクトビレッジおの付近                        |                          |
| 5月3日-5日 | 新川市まつり               | 中心市街地                                    |                          |
| 6月12日    | しょうぶまつり             | ときわ公園                                    |                          |
| 7月下旬    | 宇部市花火大会             | 宇部港                                        |                          |
| 8月上旬    | 小野湖交流ボート大会       | 小野湖                                        |                          |
| 8月28日    | ときわサマーフェスタ       | ときわ公園                                    |                          |
| 9月中旬    | 空の日記念フェスティバル   | 山口宇部空港                                  |                          |
| 10月-11月  | UBEビエンナーレ            | ときわ公園                                    | 隔年開催                 |
| 11月上旬   | 宇部まつり                 | 中心市街地                                    |                          |
| 12月       | TOKIWAファンタジア         | ときわ公園                                    |                          |

### 名産品
- 赤間硯
- 活き車エビ
- 宇部蒲鉾
- 宇部ラーメン
- 小野茶
- 月待ちがに
- 万倉なす
- 利休饅頭

## 交通
市の中央部を山陽自動車道（宇部下関線）が貫き、鉄道は山陽本線、宇部線、小野田線が通ずるほか、重要港湾の宇部港と市街地に近接した定期旅客便発着空港である山口宇部空港を擁し、陸・海・空の交通網が整備されている。

### 空港

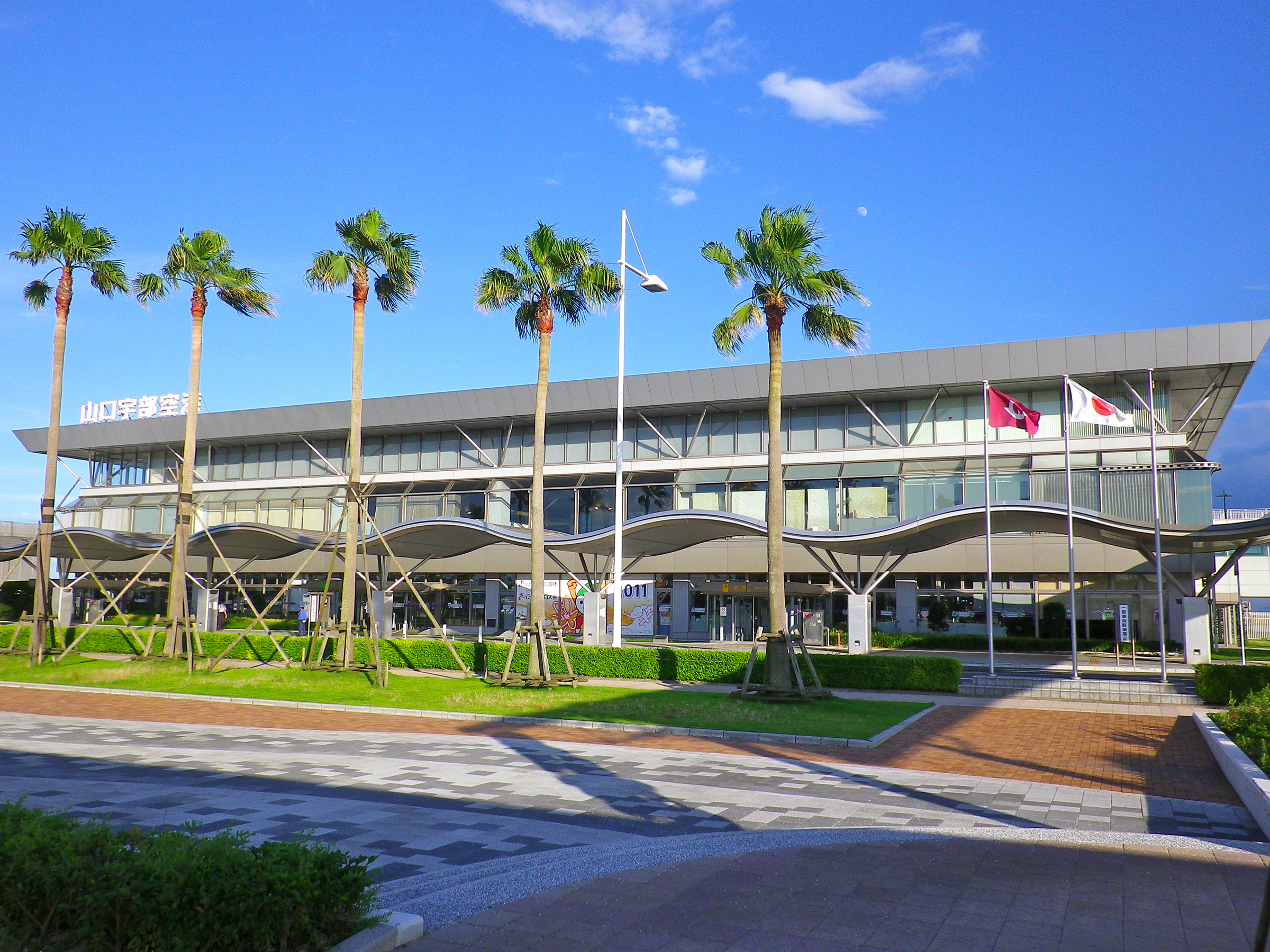
山口宇部空港国内線ターミナルビル

市内に所在する山口宇部空港に、全日本空輸、日本航空、スターフライヤーの3社が東京国際空港（羽田）便を1日合計10往復20便就航している。同空港は、旧空港法の規定における第3種空港から第2種空港に昇格した唯一の空港であり、延長2500メートルの滑走路を有する。滑走路は1980年（昭和55年）に2000m化しジェット機対応、2001年（平成13年）には2500m化し大型機の就航も可能となった。就航航空会社は長らく全日本空輸のみであったが、2002年（平成14年）に日本航空が就航しダブルトラック化、2014年（平成26年）にスターフライヤーが就航しトリプルトラック化した。
また、かつては大阪国際空港、新千歳空港、那覇空港、北九州空港、仁川国際空港にも航空路線が就航していた。
- 山口宇部空港

### 鉄道路線

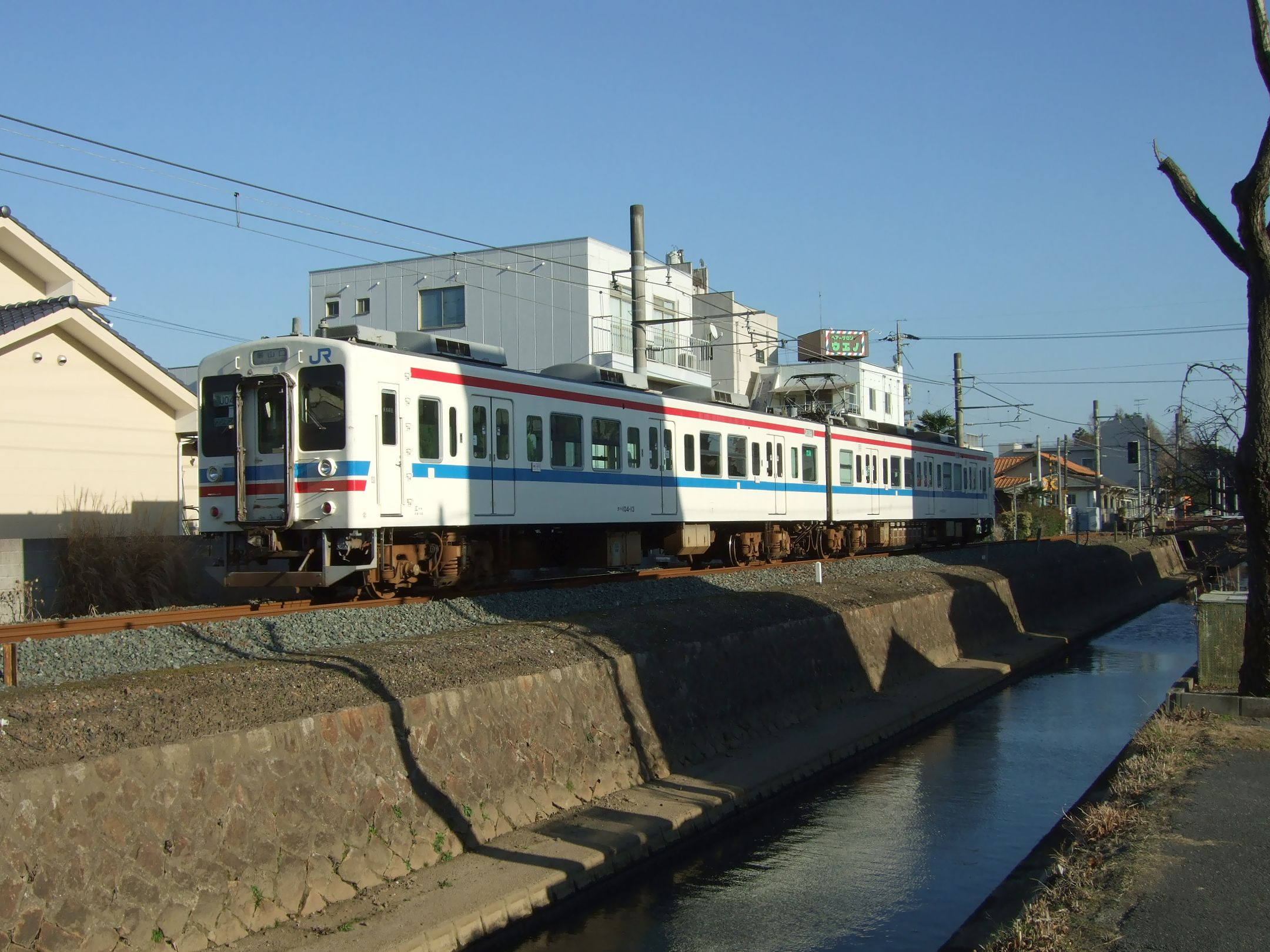
宇部線の電車（琴芝駅付近）

宇部市内を通る鉄道路線として、西日本旅客鉄道（JR西日本）の山陽本線・宇部線・小野田線がある。このうち山陽本線と宇部線は幹線、小野田線は地方交通線に指定されている。山陽本線は、宇部市が工業都市として発展を始める以前に計画・建設が行われたこともあって、遠回りとなる宇部を経由せず、当時宿場町などが発展していた山陽道に並行するルートで建設された。このため、地元資本により宇部鉄道や宇部電気鉄道などの鉄道会社が設立され、市の中心部への鉄道路線建設および宇部地域の石炭輸送を目的に、現在の宇部線・小野田線にあたる鉄道路線が建設された。
一方、江戸時代に旧山陽道の宿場町として栄えた船木（旧・楠町の中心集落）では、山陽鉄道（現在の山陽本線）が南方へ迂回して敷設されたことに伴い、地元資本が中心となって設立した船木軽便鉄道（のち船木鉄道）により軌間762mmの軽便鉄道が建設された。同鉄道はその後全線に渡って軌間1067mmへの改軌工事を実施し、船木以北への路線延長を進めていった。最盛期には美祢郡美東町（現・美祢市）への路線延長する免許も取得していたが、戦時中の鉄材供出による一部区間の休止や沿線の石炭産業の斜陽化に伴い利用客が減少し、1961年に全線が廃止となった。
宇部線は市の中心部を通る都市型路線であり、また戦前から電化されるなど比較的早期に整備が進んだ路線であったが、貨物輸送の減退後からは設備の更新が進まず、現在では全線が単線であり運行本数も毎時1本-2本と利便性が悪く、高速運転が行えないなどといった事情から、都市輸送機関としての役割を果たしているとはいえない状況にある。また、中心市街地周辺を除く郊外では鉄道駅周辺の基盤整備が進まず、同路線に並行する国道190号などの幹線道路沿線を中心に無秩序な市街地化（スプロール現象）が進んだため、鉄道沿線では人口も少ない。このため、市内を通る鉄道路線の利用者数は近年一貫して減少傾向にある。

#### 市内を通る鉄道路線
西日本旅客鉄道
- 山陽本線：厚東駅 - 宇部駅

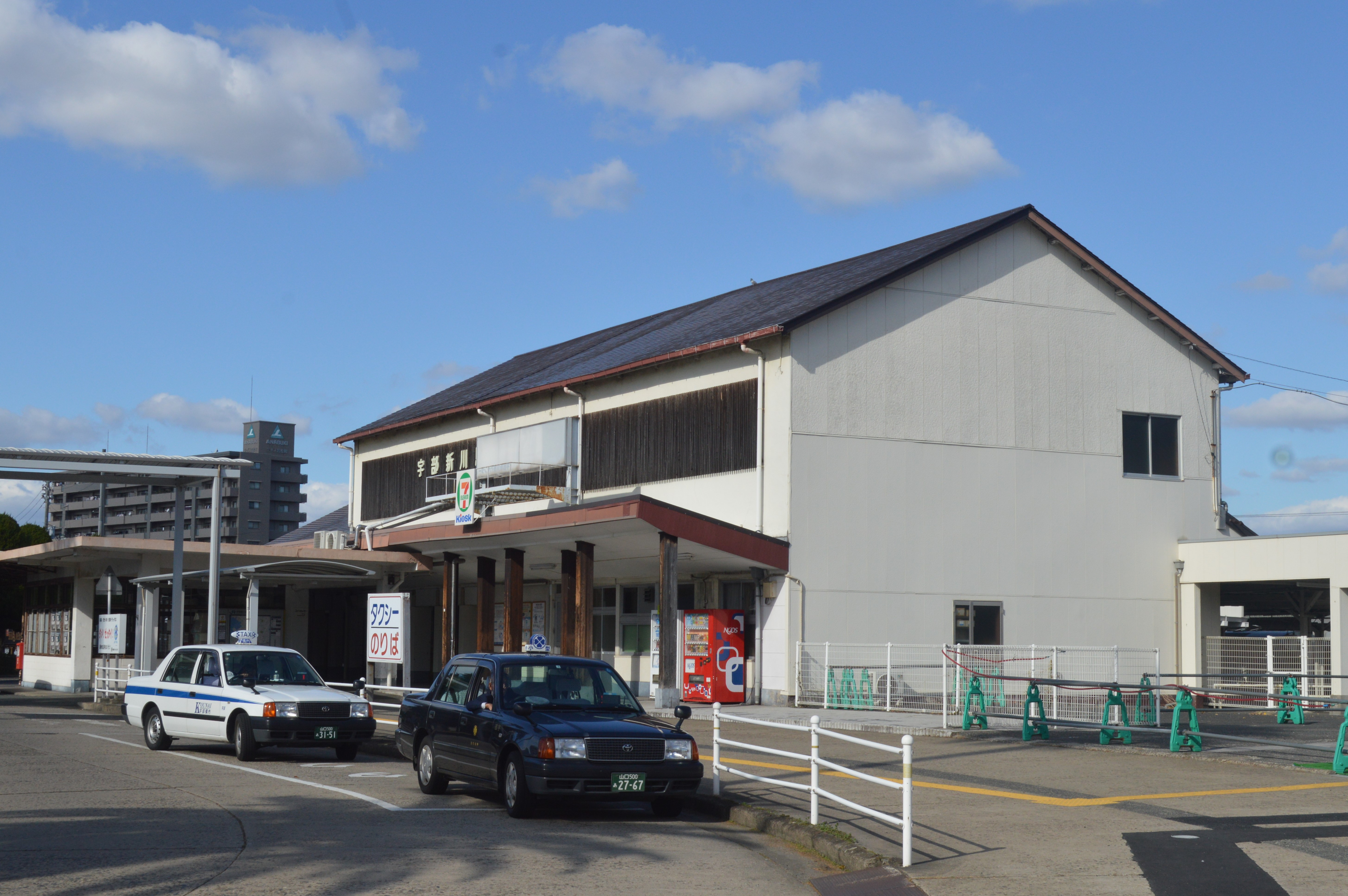
宇部新川駅

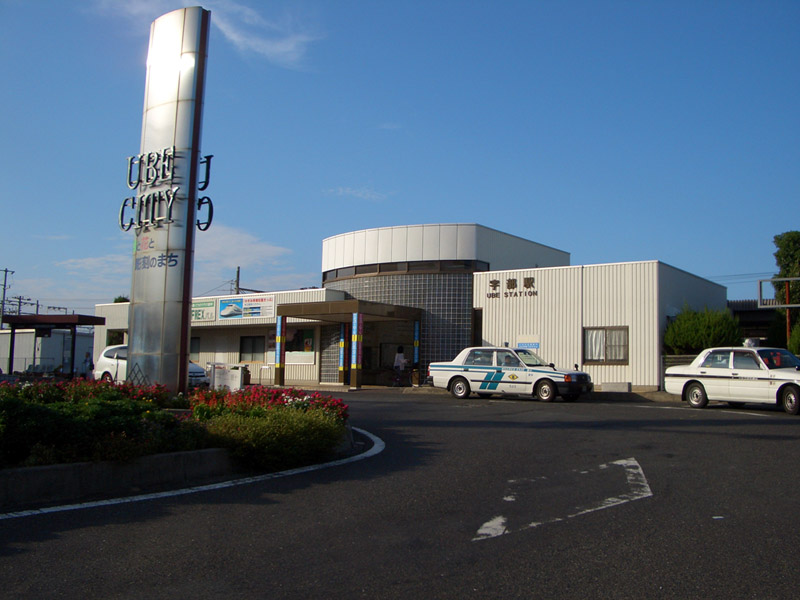
宇部駅

- 宇部線：岐波駅 - 丸尾駅 - 床波駅 - 常盤駅 - 草江駅 - 宇部岬駅 - 東新川駅 - 琴芝駅 - 宇部新川駅 - 居能駅 - 岩鼻駅 - 宇部駅
- 小野田線：居能駅 - 妻崎駅 - 長門長沢駅
- その他、山陽新幹線が新山口駅 - 厚狭駅間で当市を通過しており、山陽本線の厚東駅付近では北側に新幹線が並走している。

##### 市の中心駅
JTB時刻表では市名と同名で山陽本線と宇部線の接続駅である宇部駅を中心駅としているが、宇部駅は市名を冠する駅であるものの前述の経緯から市の郊外（厚南地区）に位置している。一方、宇部新川駅は市中心部に位置し乗降客が多く、小野田線は同駅が運行系統上の起点となっているほか、宇部線の列車も同駅で折り返すものもある。
なお、1943年に宇部鉄道が国有化され宇部線となった際に、同線の宇部新川駅は「宇部駅」に、山陽本線の宇部駅は「西宇部駅」に改称されたが、1963年に宇部商工会議所等の地元団体から元の名称に戻すよう要望が提出された こともあり、1964年に再び改称し現在の駅名となった経緯がある。
宇部市役所は宇部新川駅の隣の琴芝駅が最寄りである。

#### 廃線となった路線
- 船木鉄道（1961年10月19日廃止）：西宇部駅 - 有帆駅 - 字中村駅 - 船木町駅 - 裁判所前駅 - 宗方駅 - 伏附駅 - 万倉駅 - 矢矯駅 - 今富駅 - 峠駅 - 大棚駅 - 吉部駅

### バス

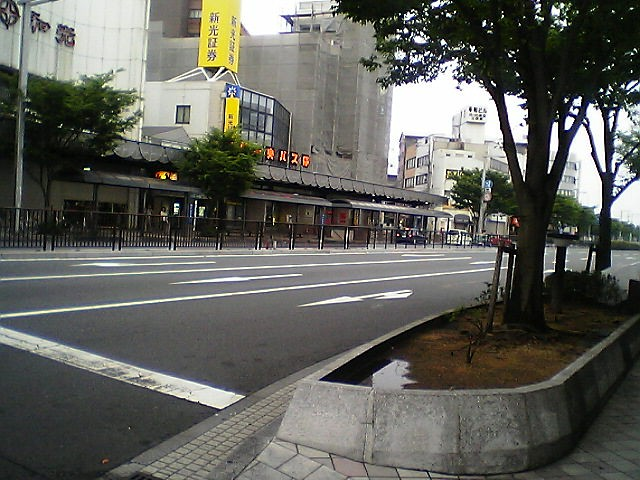
宇部中央バス停

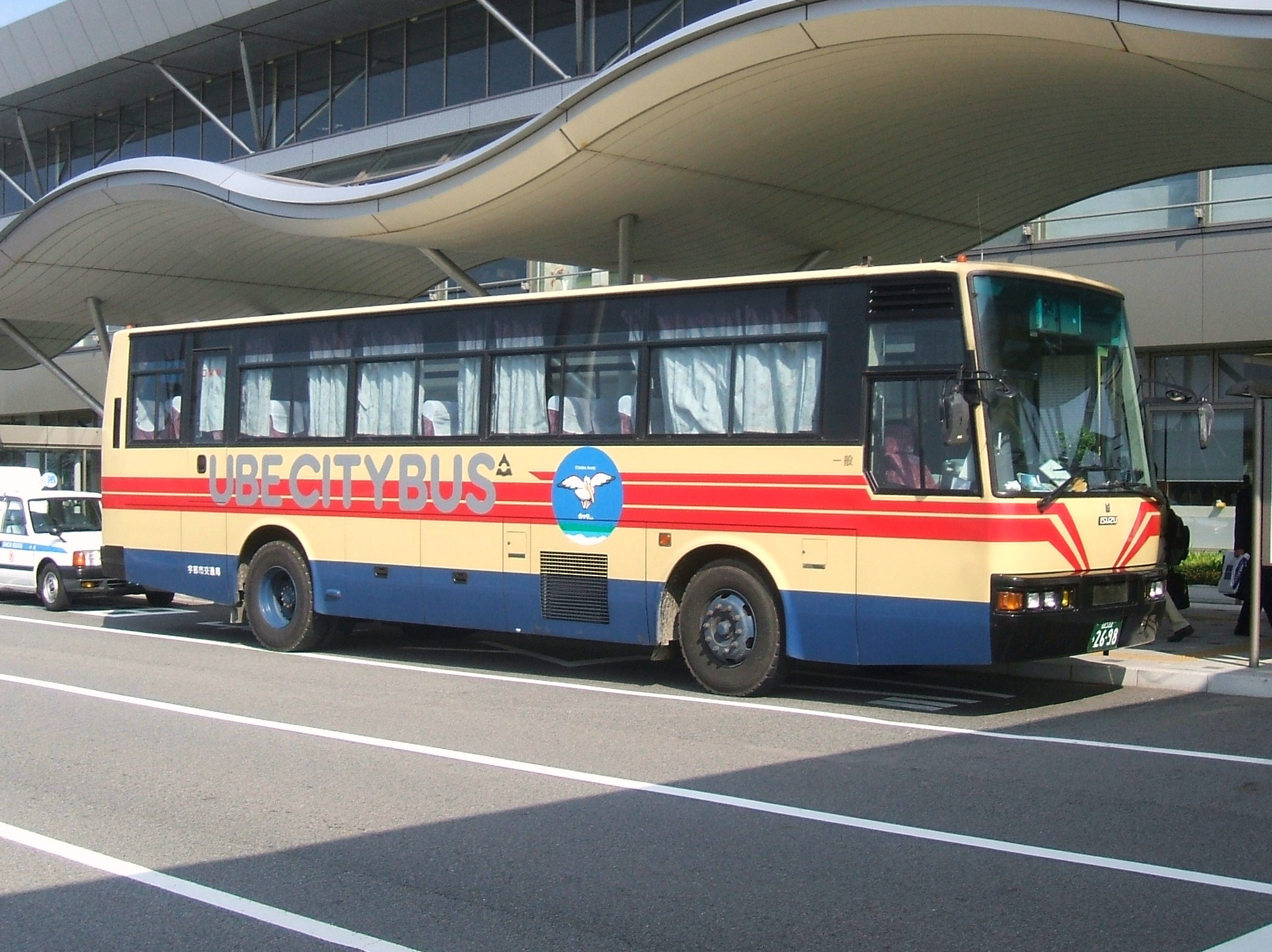
宇部市営バス

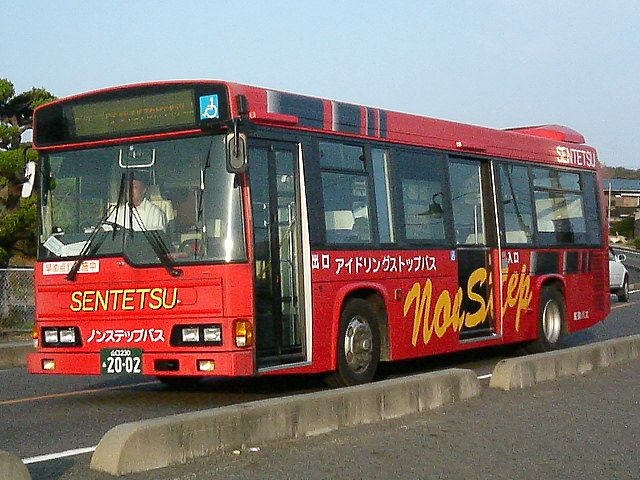
船木鉄道

#### 一般路線バス
宇部新川駅前バスセンターおよび宇部中央バス停（中央町）を中心に市内各地に路線が延びている。
- 宇部市交通局（宇部市営バス） - 旧楠町域以外の宇部市内各地にバス路線網があるほか、新山口駅と宇部市街地を山口市嘉川地区・旧阿知須町域を経由して結ぶ路線がある。他に、一部の路線は山陽小野田市内や美祢市内にも延びている。また、山口宇部空港と新山口駅、山口駅を結ぶ空港リムジンバスを運行している。
- 船木鉄道 - 宇部市街地と旧楠町を結ぶ路線、山陽小野田市と宇部市街地を結ぶ路線、山陽小野田市と旧楠町を結ぶ路線があるほか、旧楠町域を運行するコミュニティバス「くすのき号」を運行する。

##### かつて運行していた一般路線バス
- サンデン交通 - 下関駅と宇部中央バス停を結ぶ路線バスを運行していたが、2022年9月30日限りで宇部市内区間を廃止し、宇部市内から撤退した[109]。サンデン交通が運行していた区間のうち厚南地区は、上記2社と合わせて計3社局の路線が重複し1日32往復の便が運行されていたが、うち10便を運行していた同社の撤退により約3分の1の便が廃止されることになり、代替として船木鉄道が1便を増便した[110][111]。
- 関門急行バス・国鉄バス - 関門トンネルを経由し、山口博多間（宇部・小倉・八幡経由）と宇部八幡間の系統として関門急行線を運行していた[112]。山陽本線と鹿児島本線の電化・直通運転の開始までは当路線の方が所要時間が短く、当路線が速達輸送の役割を有していたが、1961年（昭和36年）以降は鉄道の高速化と増便が進みバスの利用者が減少[112]、山陽新幹線の開業後に廃止された。

#### 高速バス
太字は宇部市内の停車地
| 愛称名             | 運行会社   | 運行区間                                                                | 昼/夜行 |
| ------------------ | ---------- | ----------------------------------------------------------------------- | ------- |
| サンアンドムーン   | 大新東     | 京都市・大阪市（梅田・なんばOCAT）・神戸市（三宮） - 宇部IC             | 夜行    |
| 福岡・山口ライナー | JRバス中国 | 福岡市（博多BT・天神） - 流川・大学病院前・宇部新川駅前・ときわ公園入口 | 昼行    |

かつては東京都方面へ向かう「ふくふく東京号」、大阪市方面へ向かう「ふくふく大阪号」や、広島市方面へ向かう「ふくふく広島号」、北九州市方面へ向かう「宇部・小野田 - 小倉線」が運行されていたが、いずれも廃止された。また、「福岡・山口ライナー」はかつてはJR九州バスと共同運行となっており、両方向ともに朝から夕方まで運行されていたが、現在では中国JRバスが運行する1往復のみとなっている。

### タクシー
- 宇部第一交通
- 宇部山電タクシー
- 西部トモエ交通
- 中央交通
- スズランタクシー
- ときわタクシー
- 宇部相互タクシー
- 宇部構内タクシー
- オリエント交通

### 道路
市内の道路網は、市の沿岸地域を結ぶ国道190号が東西方向の主要な軸となっている。国道2号も宇部市域を通過するが、市街地から離れた旧山陽道の街道筋にあたる厚東地区・船木地区を通過しており、通過交通が主体となっている。南北方向は厚東川の左岸を国道490号が、厚東川の右岸を県道小野田美東線が貫いており、これらが主要な交通軸を形成している。
宇部市内には長らく高速道路が通っていなかった（中国自動車道が市の北部をかすめるのみであった）が、2001年（平成13年）に市街地の北縁を東西に結ぶ山陽自動車道宇部下関線が開通し、国道490号との交点に宇部ICが設置された。このほか、国道190号の交通混雑解消や宇部都市圏の連携強化等を目的として、地域高規格道路山口宇部小野田連絡道路の一部区間である宇部湾岸道路の整備が進められており、2013年（平成25年）までに西中町ICから東須恵ICまでの区間が開通している。

#### 市内にある主な道路等
高速道路・自動車専用道路

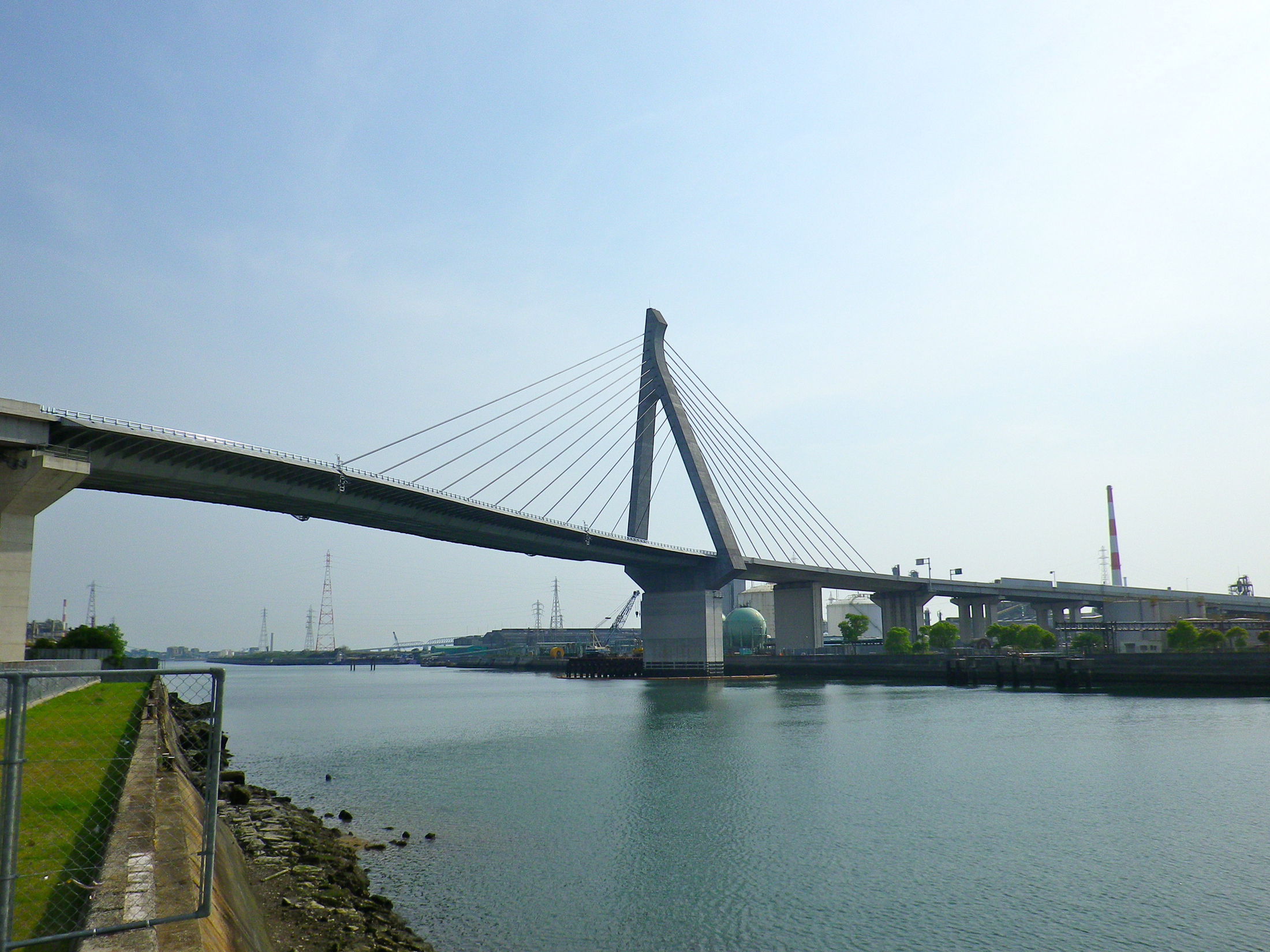
宇部湾岸道路（栄川運河橋）

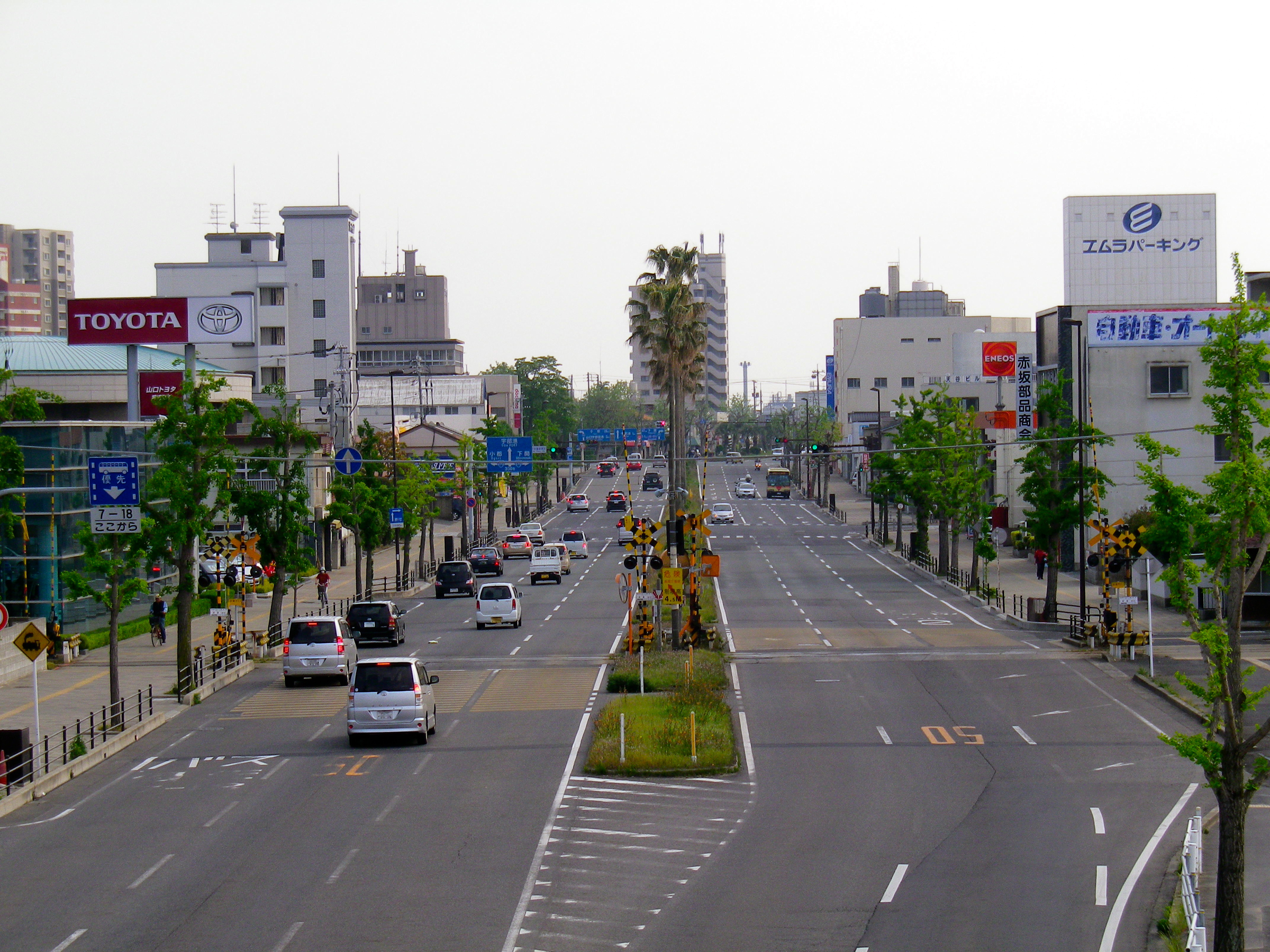
国道490号（参宮通り）
琴芝町付近の上り方面

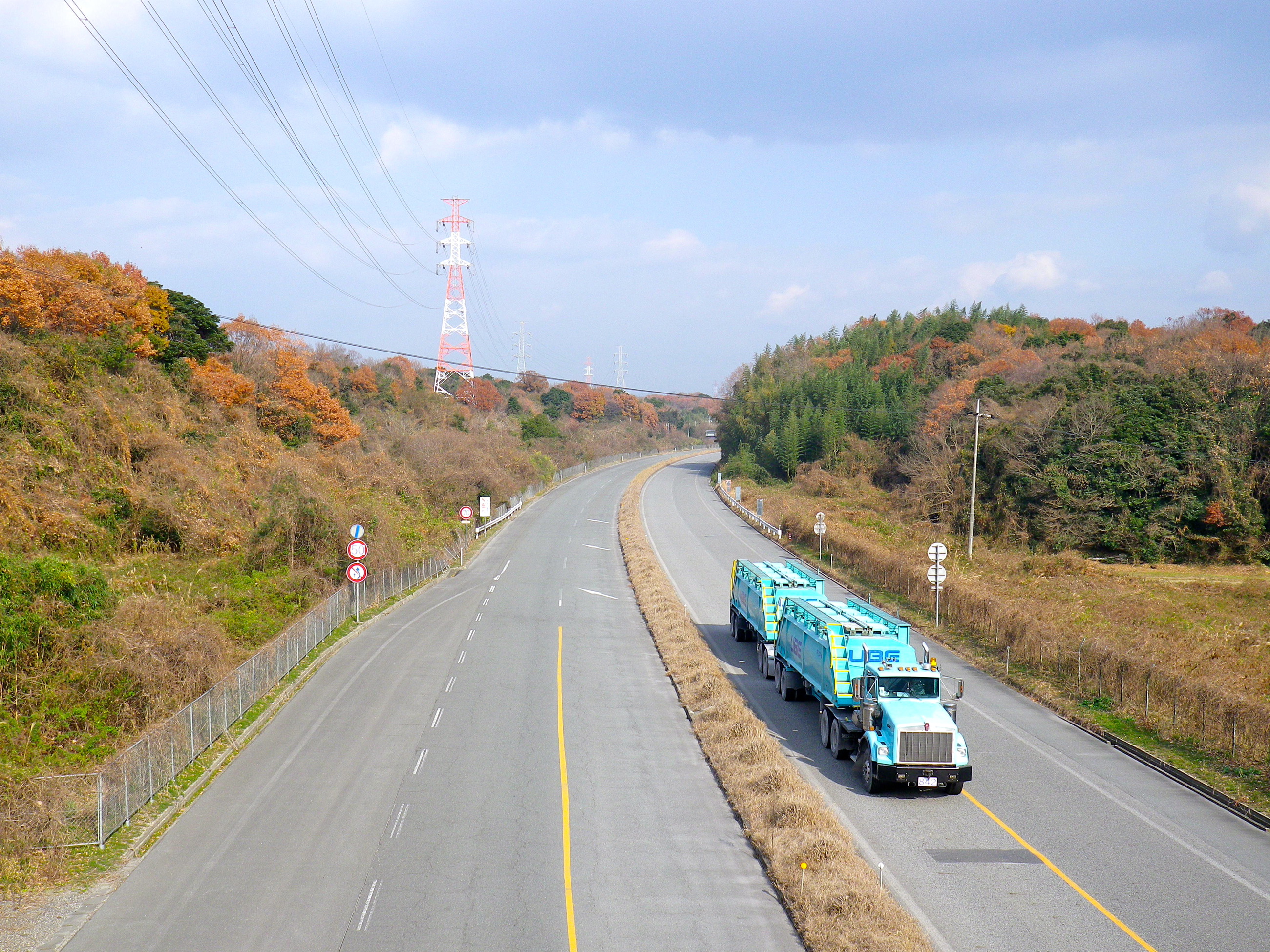
宇部伊佐専用道路

- 山陽自動車道 : 宇部JCT - 宇部IC
- 山口宇部小野田連絡道路
  - 山口宇部道路（山陽自動車道に並行） : 宇部JCT - 宇部東IC - 片倉IC-岡の辻IC - 宇部南IC
  - 宇部湾岸道路 : 西中町IC - 藤曲IC - 妻崎開作IC - 東須恵IC

一般国道
- 国道2号
- 国道190号 : 阿知須バイパス - 床波バイパス - 厚東川バイパス
- 国道490号

主要地方道
- 山口県道6号山口宇部線（山口宇部道路）
- 山口県道25号宇部防府線
- 山口県道29号宇部船木線
- 山口県道30号小野田美東線
- 山口県道37号宇部美祢線
- 山口県道55号宇部港線

一般県道
- 山口県道212号山口阿知須宇部線
- 山口県道215号宇部停車場線
- 山口県道216号善和阿知須線
- 山口県道217号小野木田線
- 山口県道219号西岐波吉見線
- 山口県道220号宇部空港線
- 山口県道224号西万倉山陽線
- 山口県道225号船木津布田線
- 山口県道230号伊佐吉部山口線
- 山口県道231号美祢小郡線
- 山口県道339号東吉部秋吉線
- 山口県道342号琴芝際波線
- 山口県道349号江汐公園線
- 山口県道354号妻崎開作小野田線
- 山口県道355号奥万倉厚狭線

その他
- 宇部伊佐専用道路

#### 宇部市内の通り
中心市街地
| 名称       | 方向 | 起点         | 終点         | 道路路線名                                          | 制定年月日 |
| ---------- | ---- | ------------ | ------------ | --------------------------------------------------- | ---------- |
| 常盤通り   | 東西 | 松山町一丁目 | 中央町       | 国道190号                                           |            |
| 参宮通り   | 南北 | 明治町       | 琴崎町       | 市道参宮通り線・国道490号                           |            |
| 海岸通り   | 東西 | 明神町       | 新町         | 市道東海岸通り線                                    |            |
| 小串通り   | 南北 | 中央町二丁目 | 小串         | 市道小串通り線・県道342号琴芝際波線                 |            |
| 栄町通り   | 南北 | 東本町       | 総合庁舎前   | 市道栄町通り線                                      |            |
| 平和通り   | 東西 | 中央町       | 宇部新川駅   | 市道常盤通り宇部新川線                              |            |
| 西本町通り | 東西 | 西本町一丁目 | 西本町二丁目 | 市道西本町通り線                                    |            |
| 緑橋通り   | 東西 | 相生町       | 常盤町二丁目 | 市道緑橋通り線                                      |            |
| 興産通り   | 南北 | 宇部新川駅   | 興産本社前   | 市道宇部新川駅通り線                                |            |
| 寿橋通り   | 東西 | 宇部新川駅   | 恩田小学校前 | 市道宇部新川恩田線                                  |            |
| 産業道路   | 東西 | 恩田東       | 鍋倉         | 市道神原草江線・県道342号琴芝際波線・小串通り鍋倉線 |            |
| 琴芝駅通り | 南北 | 新天町一丁目 | 琴芝         | 市道琴芝通り南京納川津線                            |            |
| 浜通り     | 南北 | 西中町       | 小松原町     | 市道下条浜通り線                                    |            |

中心市街地外
| 名称       | 方向 | 起点         | 終点         | 道路路線名          | 制定年月日 |
| ---------- | ---- | ------------ | ------------ | ------------------- | ---------- |
| 松山通り   | 東西 | 松山町二丁目 | 松山町一丁目 | 国道190号           |            |
| 工学部通り | 東西 | 沼           | 常盤台       | 市道西の宮野中線    |            |
| 空港通り   | 東西 | 大沢西       | 空港前       | 県道220号宇部空港線 |            |

### 港湾

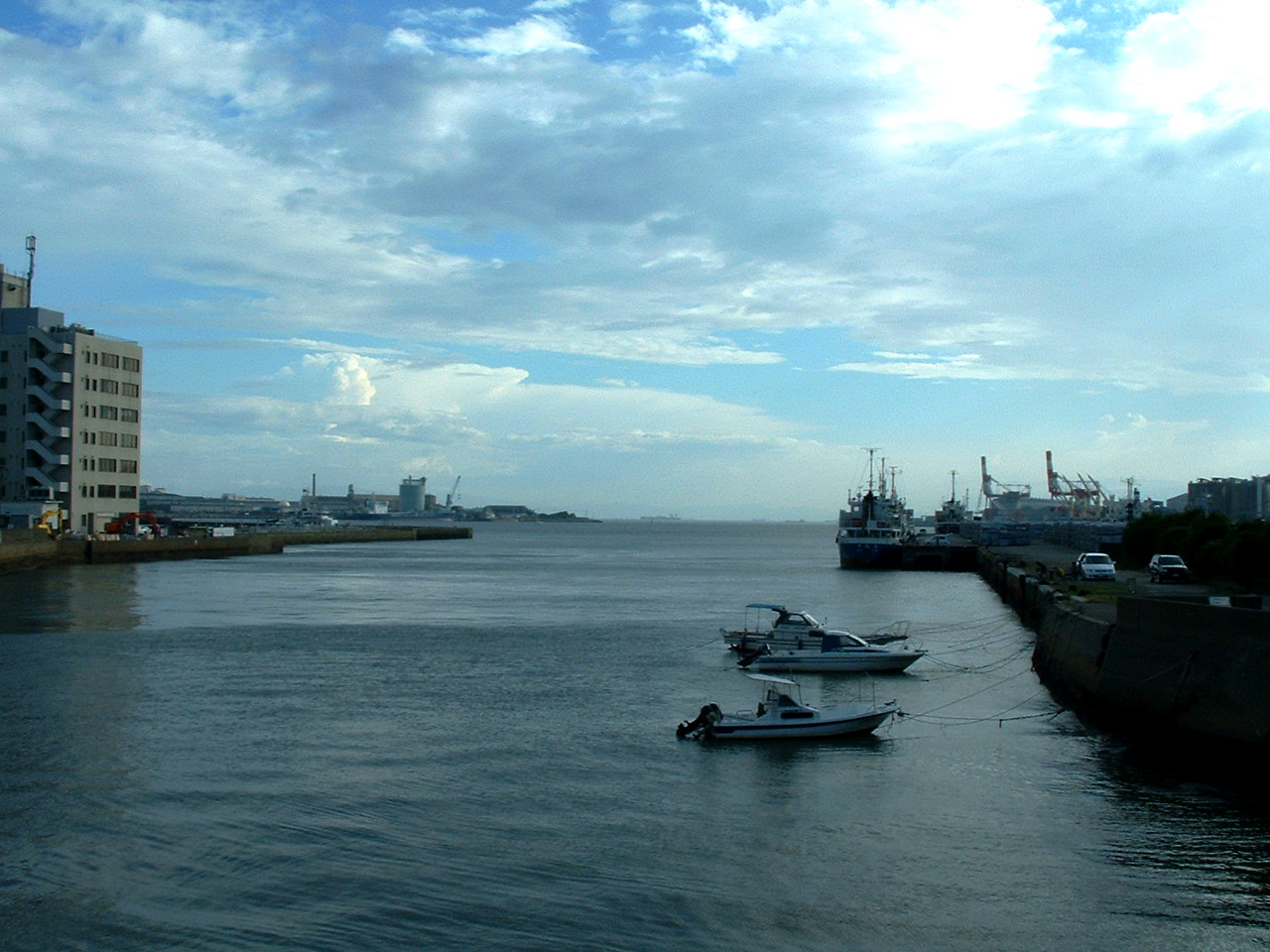
宇部港

周防灘に面した重要港湾である宇部港のほか、漁港3港を擁するが、旅客定期航路は就航していない。
- 宇部港（重要港湾）
- 丸尾漁港（第一種漁港）
- 床波漁港（第二種漁港）
- 宇部岬漁港（第二種漁港）

#### かつて就航・計画されていた旅客定期航路
- 松原汽船部
  - 宇部・下関間 - 昭和初期、下関港唐戸第二桟橋との間に2隻で汽船を運航していた[113]。所要時間は約2時間要したが、運賃は片道38銭と当時の宇部下関間の鉄道運賃の半額以下であった[113]。唐戸から毎日午後1時、宇部からは偶数日午前7時、奇数日午前7時半に発船していた[113]。年間利用者数は1936年度（昭和11年度）に6287人、1937年度（昭和12年度）に1万89人であった[114][115]。
- 播陽商船・尾崎汽船部
  - 阪神・門司間 - 阪神港と門司港を結ぶ「大阪 - 山陽線」が宇部港に寄港していた[116]。
- 大阪商船・尼崎汽船
  - 昭和初期に定期船が1日1回寄港していた[117]。
- 宇和島汽船
  - 門司 - 宇部 - 別府間を1日2往復運航していた[117]。
- 宇部・中津フェリー（申請線）
  - 宇部・中津間 - 1971年（昭和46年）、中津港（大分県中津市）との間に500トンフェリー2隻を用い、1日8往復の運航を九州海運局に申請していた[118]。所要時間は1時間30分、航路距離は38キロメートル、積載能力は1便あたりトラック4台、乗用車10台、旅客300人の計画であった[118]。
- 宇部・宇島フェリー（計画）
  - 宇部・宇島間 - 1971年（昭和46年）、宇島港（福岡県豊前市）との間に1000トンフェリー2隻を用い、1日8往復の運航を計画していた[119]。陸路より所要時間を約3分の1に短縮し、豊前市の農産物を宇部市に輸送する一方、当時年間186万人が豊前市や大分県へ訪問していた山口県の観光客を誘客することも企図した[119]。宇島港側の基地は日鉄金属（後の日鉄建材豊前ニッテックス工場）横の県営岸壁とする計画で、運航会社の「宇部・宇島フェリー」も設立されていた[119]。

このほか、石崎汽船が松山観光港 - 門司港 - 下関港間に運航していた高速船「シーマックス」について、宇部市議会で2000年（平成12年）、山口きらら博の開催に併せて宇部港への寄港を求める提言があり、宇部市が同社へ問い合わせたが「経済性等の問題から、宇部港寄港は考えられない」と回答され実現しなかった。

## 通信

### 市外局番
- 市外局番は、0836（20 - 99、宇部MA）で統一されている。
  - 0836(20 - 99) エリア：宇部市・山口市（阿知須地区）・山陽小野田市

### 郵便番号
- 郵便番号は以下の通りとなっている。
  - 宇部郵便局：755-00xx、755-08xx、755-85xx、755-86xx、755-87xx、759-02xx、755-01xx、755-02xx、759-01xx、757-02xx
  - 東吉部郵便局：757-04xx
  - 小野郵便局：754-13xx

## 出身関連有名人

### 政治・経済・国防
- 秋田寅之介（元衆議院議員、元下関市会議長、秋田商会創業者）[121]
- 市川正一（戦前の日本共産党幹部）[122][注釈 9]
- 飯田俊助（元陸軍中将・元第1師団長、男爵）[123]
- 井上幾太郎（元陸軍大将・初代陸軍航空部本部長、元帝国在郷軍人会会長、旧楠町）[124]
- 菅直人（第94代内閣総理大臣、衆議院議員、元副総理・財務大臣、元国家戦略担当大臣、元厚生大臣、元民主党代表、元民主党代表代行、立憲民主党最高顧問）[125][注釈 10]
- 紀藤閑之介（第3・6代宇部市長、元宇部市議会議長、宇部時報創業者、宇部郷土文化会長）[126]
- 紀藤常亮（衆議院議員、山口県農会長）[127]
- 高良宗七（元衆議院議員、元宇部銀行頭取、元宇部鉄道社長）[128]
- 篠﨑圭二（第30代宇部市長、元山口県議会議員）[129]
- 俵田明（宇部興産（現・UBE）初代社長、元経済団体連合会常任理事、元日本経営者団体連盟常任理事、元化学工業統制会・石炭工業統制会会長選考委員）[130]
- 中原謙助（陸軍軍医、政治家、元山口町議会議員、詩人・中原中也の父）[131]
- 中村勝人（第21・22代宇部市長、元宇部市社会福祉協議会会長、元宇部市市民部長）[132]
- 中安閑一（元宇部興産会長、元経済団体連合会常任理事、元日本経営者団体連盟常任理事、元経済企画庁経済審議会専門委員、元産業機械統制会理事技術部長）[133]
- 中屋大介（前衆議院議員）[134]
- 新田圭二（第17代宇部市長、元宇部興産取締役山陽無煙鉱業所長、元宇部化学工業専務取締役）[135][136]
- 花岡利夫（長野県東御市長）
- 福島啓史郎（元参議院議員、元外務大臣政務官、元農林水産省食品流通局長、元林野庁次長）[137]
- 藤田忠夫（第23 - 26代宇部市長、元建設省道路局国道1課長）[138]
- 藤野清（元宇部興産（現・UBE）専務取締役）[139]
- 藤本閑作（貴族院多額納税者議員、宇部村会議員、宇部銀行頭取）[140]
- 二木謙吾（学校法人宇部学園初代理事長[32]、元宇部興産（現・UBE）顧問、元山口県議会議長、元参議院議員、元大蔵政務次官、元自由民主党両院議員総会長）
- 二木秀夫（第18 - 20代宇部市長、学校法人宇部学園第2代理事長・学園長[32]、元参議院議員、元科学技術政務官）[141]
- 豆田敏典（来来亭創業者、社長）
- 村岡嗣政（山口県知事、元官僚）
- 柳井正（ユニクロ創業者、社長）[142]
- 山田晁（ダイキン工業創業者、初代社長、旧楠町）
- 渡辺剛二（宇部興産初代会長、元山口県議会議長、元山口県医師会会長、渡辺祐策の次男）[143]
- 渡辺祐策（宇部興産創業者、元衆議院議員、元宇部村助役）[144]

### 法曹
- 紀藤正樹（弁護士）[145]

### 学術・教育
- 浅野茂隆（医学者、東京大学名誉教授、早稲田大学理工学術院特任教授）
- 伊藤芳夫（サボテン研究家）
- 紀藤信義（文学博士、広島大学名誉教授）
- 国広哲弥（言語学者、東京大学名誉教授、神奈川大学名誉教授）
- 桜井光堂（国際法学者、駒澤大学名誉教授）
- 澤山勇三郞（数学者、陸軍教授）[146]
- 中安信夫（精神科医、精神病理学者、元東京大学医学部准教授、日本精神病理学会理事長）
- 福江純（天文学者）[147]
- 道重信教（仏教学者・浄土宗僧侶、元浄土宗学本校（佛教大学の前身）教授・第79代大本山増上寺法主）[148]
- 山岸勝榮（英語学者、言語学者、英和・和英辞典編纂者、明海大学教授）

### 文化・芸術・マスコミ
- 安宅晃樹 - フジテレビアナウンサー
- 庵野秀明 - 映画監督、カラー代表取締役社長[149]
- 小川功太郎 - テレビディレクター[150]
- 金子美香 - オペラ歌手 (メゾソプラノ)[151]
- 河野慶 - 漫画家
- 河村清明 - フリージャーナリスト[152]
- 極山裕 - 漫画家[要出典]
- 国吉良一 - 音楽プロデューサー、作曲家、編曲家、ミュージシャン[要出典]
- 小林愛実 - ピアニスト[153]（旧：厚狭郡楠町）
- 佐々木実季 - フリーアナウンサー、モデル[要出典]
- 清水敬亮 - NHKアナウンサー[154]
- 高山哲哉 - NHKアナウンサー[155]
- 丹黑香奈子 - フリーアナウンサー、元四国放送・山口放送アナウンサー[156]
- 橋田信介 - フリージャーナリスト、戦争カメラマン[150]
- 馬場良治 - 日本画家[157]
- 原一男 - 映画監督[158]
- 藤岡宗我 - 読売テレビアナウンサー
- まっつー - 漫画家[要出典]
- 峯一雄 - 放送作家、カンケリクラブ取締役社長[要出典]
- 山田洋次 - 映画監督[159]
- 遊人 - 漫画家

### 芸能
- ぁみ（お笑いコンビ・ありがとう）
- Ayase（YOASOBIコンポーザー、作曲・作詞・編曲家、ボカロP、歌手）
- 池田57CRAZY（お笑いコンビ・完熟フレッシュ）
- 小野竜輔（元お笑いコンビ・ダイヤモンド）
- Karyu（Angeloギター、ミュージシャン）
- 川根来音（作曲・作詞家）
- 岸川美好（演歌歌手）[160]
- 清木場俊介（シンガーソングライター、元EXILE）[161]
- 黒川侑司（ミュージシャン、ユアネス）[162]
- 黒瀬莉世（ミュージシャン、LILI LIMIT）
- 陣内大蔵（シンガーソングライター）[163]
- 谷山紀章（声優）[164]
- 辻畑鉄也（ピカソボーカル）[165]
- ニシダ（お笑いコンビ・ラランド）- 出身地は神奈川県鎌倉市。
- 西村知美（タレント）[166]
- 西村優子（グラビアアイドル、俳優）
- 濱田有共 (コンポーザー、作曲家)
- 橋本学（ミュージシャン、ハルカミライ）[162]
- 原田ひとみ（声優）[167]
- ヒゲドライバー（作詞家・作曲家・音楽プロデューサー・ミュージシャン）
- 藤田三保子（女優、シャンソン歌手、俳人）[168]
- 牧野純平（ミュージシャン、LILI LIMIT）
- まんぼう（マジシャン・水中パフォーマー）[169]
- 三鷹淳（歌手）
- 道重さゆみ（タレント、元・モーニング娘。）[170]
- やす子（お笑い芸人）
- 吉田喜一（ミュージシャン、神はサイコロを振らない）[162]
- 芳本美代子（タレント）[171]

### スポーツ
- 秋村謙宏（プロ野球審判員、元プロ野球選手・広島 - 日本ハム）
- 有田修三（元プロ野球選手・近鉄 - 巨人 - ダイエー）[172]
- 有田哲三（元プロ野球選手）
- 上田正造（自称元プロレーシングライダー、事業家）
- 上本達之（元プロ野球選手・西武ライオンズ）
- 江頭一輝（元サッカー選手）[173]
- 櫛部静二（マラソンランナー、城西大学講師 兼 男子駅伝部コーチ）[174]
- 高松大樹（元サッカー選手・大分市議会議員、アテネ五輪代表）[175]）
- 髙杉亮太（サッカー選手）
- 玉国光男（元宇部商業高校野球部監督）[176]
- 冨田大介（サッカー選手）[177]
- 西嶋有矢(サッカー選手・ガイナーレ鳥取）
- 原裕晃（サッカー選手・FC大阪）
- 広田悟（プロゴルファー）
- 藤井進（元宇部商業高校野球部選手）[178]
- 藤本主税（元サッカー選手）
- 宝来麻紀子（元バレーボール選手）[179]
- 正木雄大（プロ野球審判員）
- 安永聡太郎（元サッカー選手・前SC相模原監督）[180]
- 三戸舜介（サッカー選手）

### その他
- 川元明春（建築家）
- 厚東武光（長門国厚東郡郡司）
- 針間克己（精神科医、日本性科学会幹事長、GID学会理事）
- 福永法源（法の華三法行設立者、元代表）
- 福原広泰（長州藩永代家老・宇部領主福原家22代）
- 森本覚丹（音楽評論家、文筆家、翻訳家）
- 川村明（医学博士、医師、漢方専門医）
- 国近斉（引きこもり支援活動家）